# メルセデス・ベンツ
メルセデス・ベンツ（独: Mercedes-Benz）は、ドイツを拠点とする乗用車・商用車ブランドである。単にメルセデス（Mercedes）またはベンツ（Benz）としても知られる。
また、メルセデス・ベンツAG（Mercedes-Benz AG、2019年に設立されたメルセデス・ベンツ・グループの子会社）は、ドイツのバーデン=ヴュルテンベルク州シュトゥットガルトに本社を置き、ダイムラー・トラックはシュトゥットガルト近郊のラインフェルデン＝エヒターディンゲンに本社を置く。ドイツプレミアムブランド御三家の1つでもある。
乗用車・小型商用車部門のメルセデス・ベンツ・スプリンター部門は、メルセデス・ベンツ・グループAGの子会社であるのに対し、ダイムラー・トラックは商用車メーカーである。

## 概要

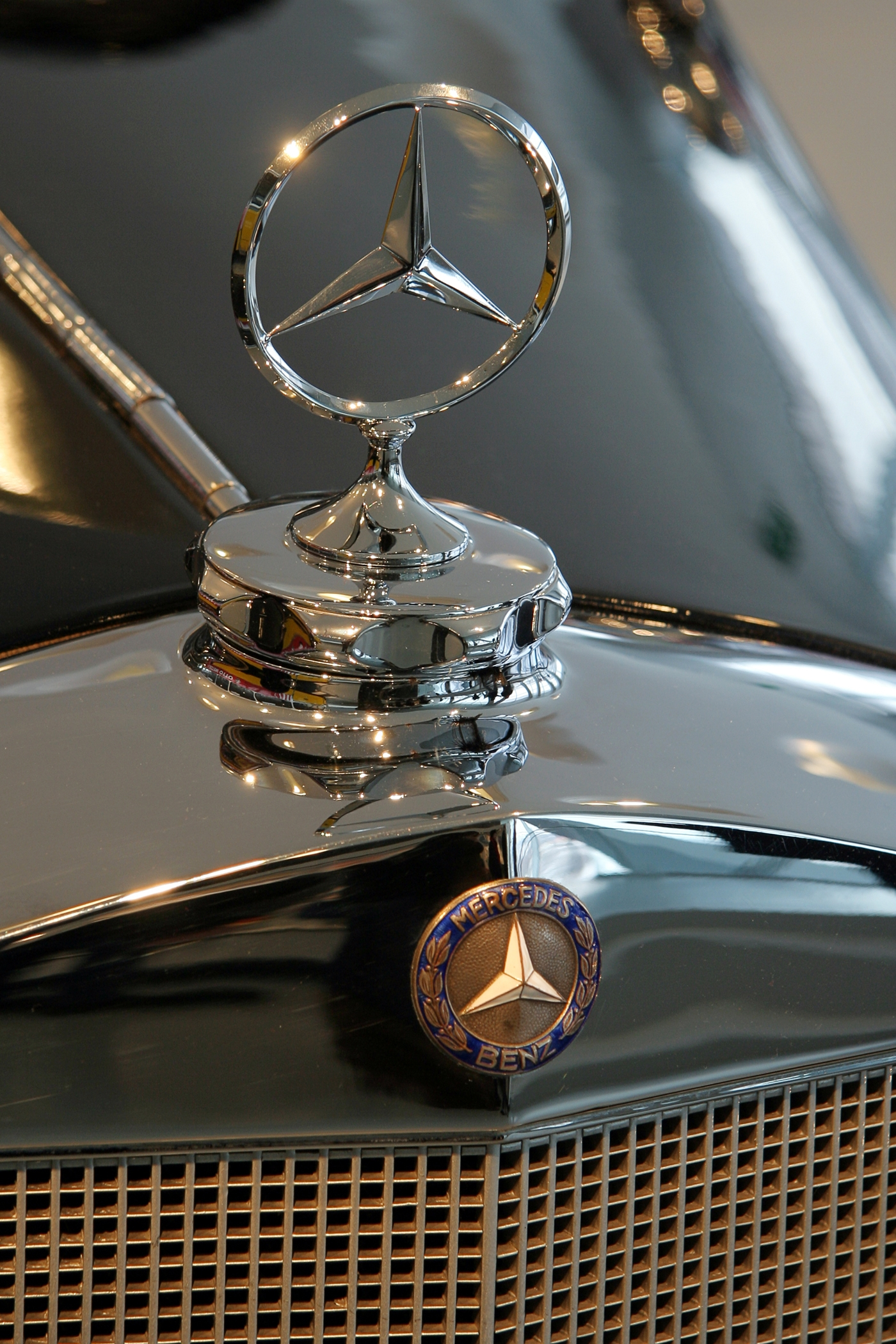
スリーポインテッド・スター

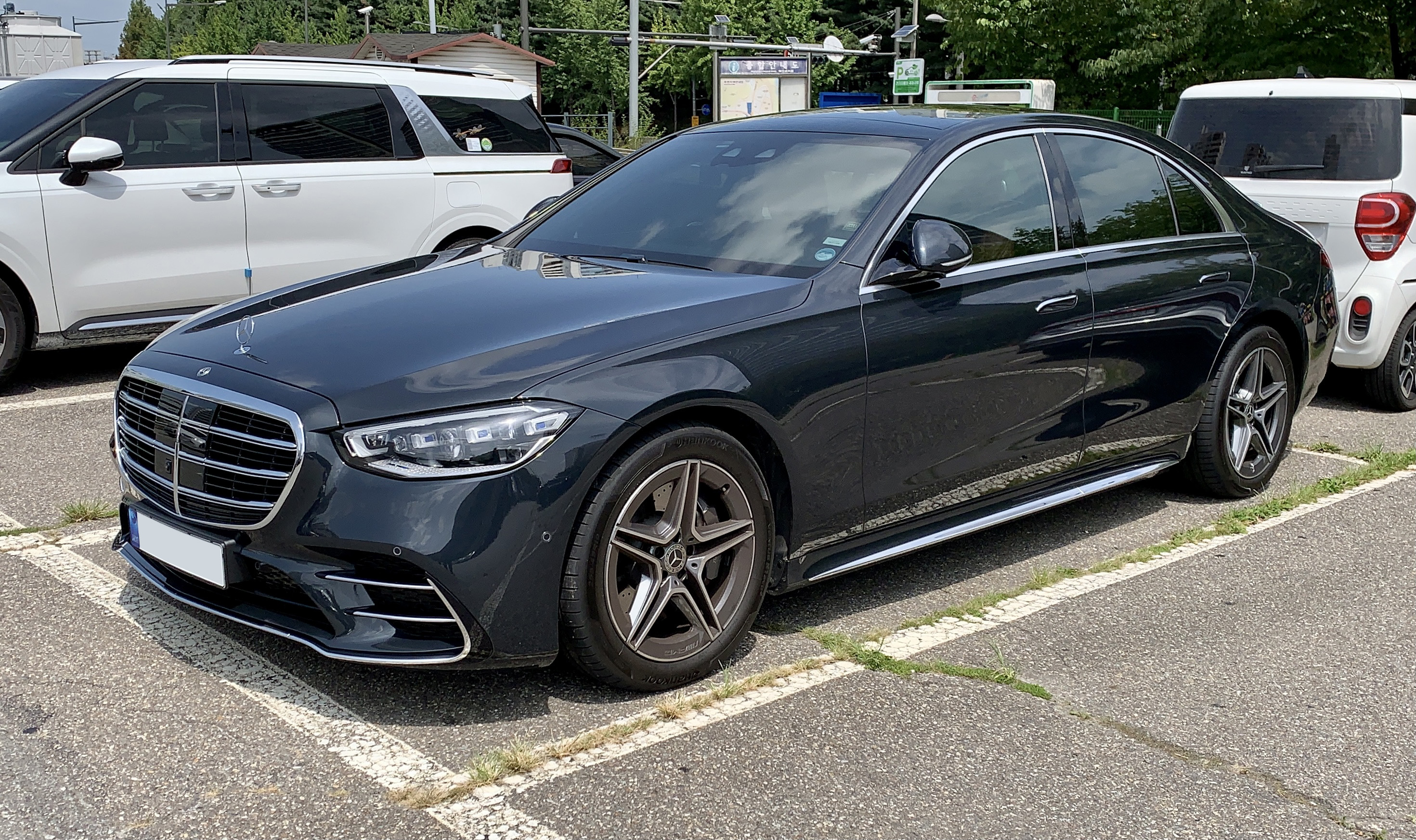
7代目Sクラス（W223）

「メルセデス」は、1899年当時にダイムラー車のディーラーを経営していたオーストリア＝ハンガリー帝国の領事でユダヤ系ドイツ人富豪エミール・イェリネックの娘メルセデス・イェリネックの名である。イェリネックは自らが販売する自動車に、音節が硬い「ダイムラー」を避けて、当時流行していたスペイン風の響きを持つ名を冠した。この「メルセデス」ブランドは広く知られ、ダイムラーは1902年に「メルセデス」を商標登録した。1926年に、共にほとんど同時期に設立された世界最古の自動車会社であるベンツ& Cie. ライニッシェ・ガスモトーレン・ファブリーク（1883年 - 1926年）とダイムラー・モトーレン・ゲゼルシャフト（1890年 - 1926年）両社が合併して「メルセデス・ベンツ」となる。以降社名はダイムラー・ベンツ（1926年 - 1998年）、ダイムラー・クライスラー（1998年 - 2007年）、ダイムラー（2007年 - 2022年）、メルセデス・ベンツ・グループならびダイムラー・トラックと変更したがブランド名は変更していない。現在は、シュトゥットガルトを拠点に乗用車と小型商用車を製造し、商用車メーカーはラインフェルデン＝エヒターディンゲンを拠点として「メルセデス・ベンツ」車を販売している。

### 乗用車

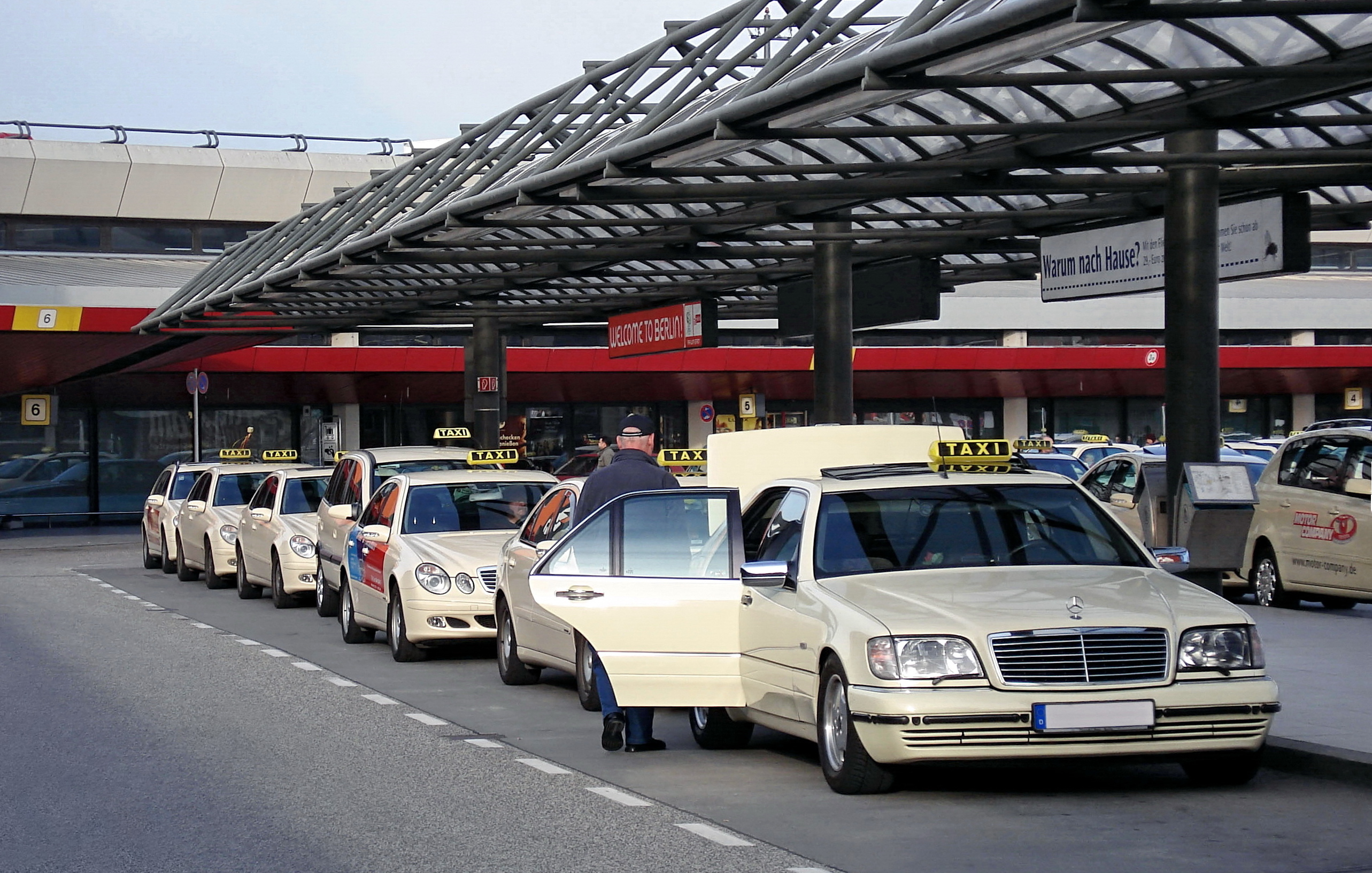
ベルリン・テーゲル空港のタクシー乗り場

日本では、かつて総輸入販売を手掛けたヤナセの営業や宣伝の手法などから高級乗用車メーカーとして知られるが、欧州などでは比較的安価な車種も多く製造している。乗用車のほかにバン、タクシー、大型バス、トラック、ダンプカー、営業車、商用車、作業車、救急車、特殊車両、軍用車両など広範な種別の自動車を扱い、かつては通勤電車などの鉄道車両もグループ内で製造するなど、欧米ではボルボやルノーなどと共に総合車両メーカーとして認知されている。
Sクラスをはじめとした高級セダンやSUVは、高額所得者、政治家、セレブリティが嗜好するなど肯定的な印象があるとして知られる一方で、暴力団などの威圧的な人間が乗る車、成金趣味の象徴でビバリーヒルズの歯医者の車、古今東西の独裁者達の愛車、など否定的な印象も存在する。冷戦時代は外交官の公用車としても普及し、西側陣営の自動車会社にもかかわらず東側諸国の外交官が利用することも多く「ペルソナ・ノン・グラータ向けの車」と揶揄されることもあった。
カー・アンド・ドライバー誌が国道246号の青山通りで定期定点観測している車種別通行ランキングで、トヨタなど日本の大衆車よりも多く、社用車としての登録が多いEクラスが1位の常連で、登録、使用本拠の地域的偏在も大きい。

### 商用車、営業車、多目的車

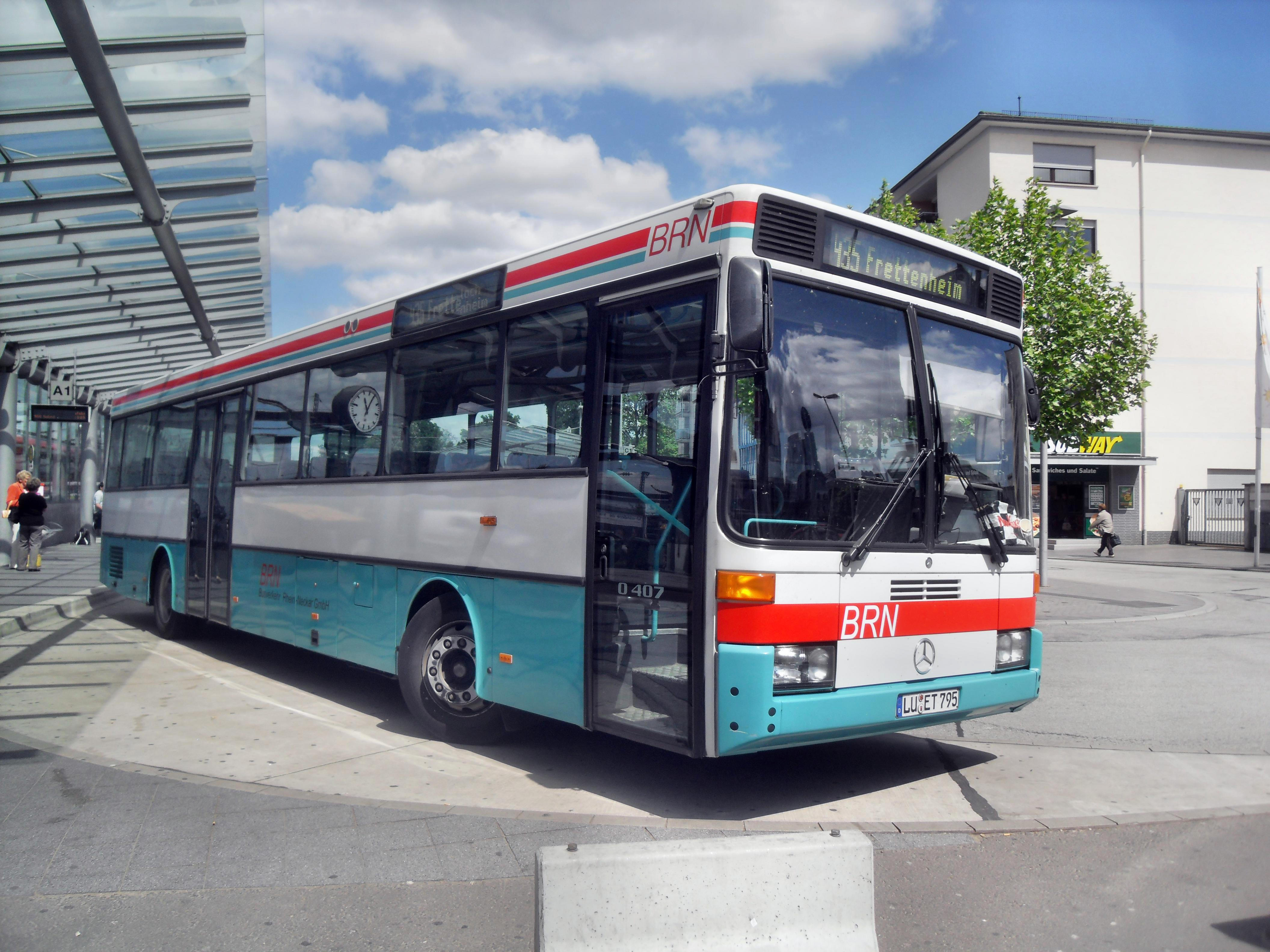
路線バス O407

バスやバン、特殊車両なども含めた商用車の主な市場は、ヨーロッパのほか、中東、アジア、ラテンアメリカ諸国などである。商用バン・スプリンターや、ミニバンであるVクラスの商用版Vitoは、様々な仕様が存在しヨーロッパ各地で使用されているほか、北アメリカでは、スプリンターがバッジエンジニアリングを受け、クライスラーから「ダッジ・スプリンター」として販売されている例がある。
フランスのルノーからは、カングーを基にした小型商用車を「シタン」の名でOEM供給されている。
韓国の双竜自動車は、技術供与を受けて、商用バンMB100を基にイスタナを生産し、MB100と共に東南アジア圏などで広く利用されている。日本では、ダイムラー・トラック子会社のバスなどを三菱ふそうトラック・バスが販売、多目的商用自動車であるウニモグをワイ・エンジニアリングが販売している。

### その他
エンジンやトランスミッションを他社へ供給し、かつてはポルシェやジャガーに自社製のATを供給した。日本でも、加藤製作所などの重機メーカーで、メルセデス製ディーゼルエンジンを搭載した製品があり、日産自動車も、インフィニティブランドの一部車種にメルセデス製エンジンを搭載していた。近年は、子会社のメルセデスAMGも、パガーニ、アストンマーティン、ロータスに自社製のエンジンを供給している。

## 来歴
社史は、ダイムラー・ベンツ、ダイムラーに詳述がある。

### 成り立ち
1886年にドイツの技術者、カール・ベンツによって創設された世界最古の自動車メーカーの1つで、1886年に世界初の自動車として初の特許を取得した。当時は自動車の有用性に気が付く者はなく「交通の主役である馬を怖がらせる邪魔者」であった。
妻のベルタ・ベンツは、夫の発明を世間に認めてほしいと考え、1888年8月5日に、夫が寝ている間に2人の息子と車に乗りマンハイムの町を出発した。当時の道は舗装されておらず、空気タイヤもまだ自転車用が発明されたばかりでその過酷さは余りあるものだった。ガソリンスタンドもなく、薬局でシミ抜き用のベンジンを購入してそれを給油しながら旅を続けた。やがて陽の暮れる頃、106km離れたプフォルツハイムの町に到着する。車の回りに人々が集まり、ベルタたちに賞賛の声を送った。この時の速度（距離と時間）は、当時の馬車なら10頭以上の馬を乗り換えなければならないほどのもので、この成功により夫の発明は知られるようになり、妻は世界初の女性ドライバーとして自動車長距離旅行の歴史に名を残すことになる。
1920年代より、当時ヨーロッパで盛んになっていたモータースポーツに積極的に参戦し、数々の好成績を収めその名声を確固たるものにした。
1926年、ベンツとほとんど同時期にゴットリープ・ダイムラーが創設したダイムラーと合併した。
| 1886年製ベンツ・パテント・モトールヴァーゲン。世界最初の自動車ではない。 |  | 1894年製ベンツ・ヴェロ |
| 1886年製ベンツ・パテント・モトールヴァーゲン。世界最初の自動車ではない。 |  | 1894年製ベンツ・ヴェロ |

### ナチスへの協力

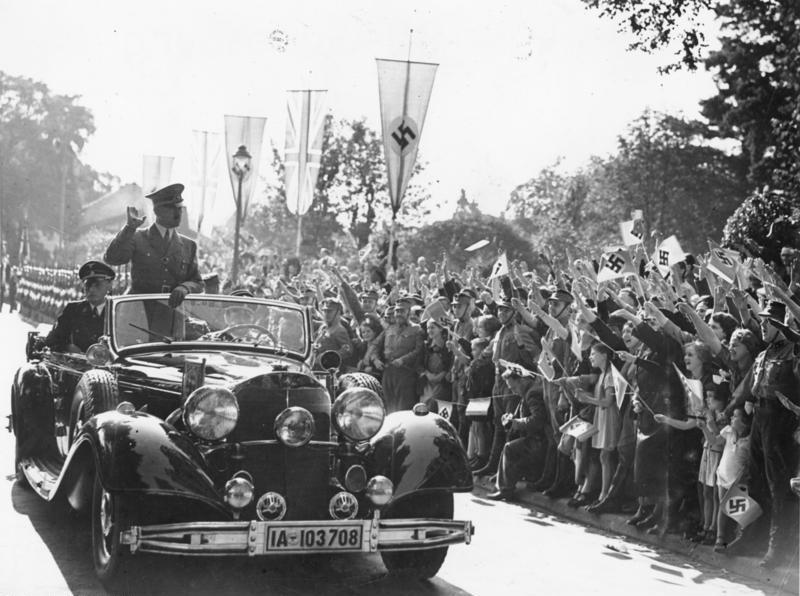
770でパレードするアドルフ・ヒトラー

国家社会主義ドイツ労働者党の党首にしてドイツの指導者であったアドルフ・ヒトラーは、政権獲得後の1933年2月11日、国際ベルリンモーターショーにおける開会宣言で新時代の交通機関である自動車と自動車道路の建設に注目し、モータリゼーションを加速することが国家の防衛力を高めることになると説いた。これ以降政府は自動車税の撤廃、アウトバーン建設、国有鉄道にトラック輸送部門の新設等の政策を打ち出した。そのヒトラーの愛車はメルセデス・ベンツの770Kだった。
ナチスは、党内に国家社会主義自動車軍団 (NSKK) を設け、運転技能者育成を始める。ベンツは運転教官の派遣、教習車の無償提供、国家社会主義ドイツ労働者党機関への役員の派遣等で積極的に対応し、国家社会主義ドイツ労働者党の強力なバックアップにより、グランプリ・レース、ル・マン24時間やミッレミリアなどのレースで同じくバックアップを受けるアウトウニオンなどとともに活躍した。
1935年のドイツ再軍備宣言以降のドイツの軍備拡張を支える企業として、戦闘機のエンジンや軍用車両などの生産を行なった。1939年9月に勃発した第二次世界大戦中は軍需生産に集中して、連合軍の爆撃の標的になるなどして、ドイツの敗戦までの約6年間に壊滅的な損害を受ける。大戦中にユダヤ人や連合軍の捕虜を大量に強制労働者として使用したことから、戦後多額の賠償金を支払うことになった。

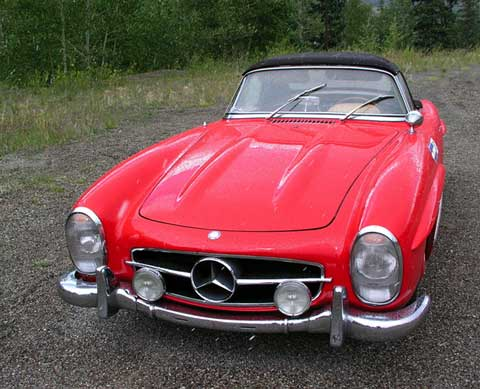
300SL

### 名車

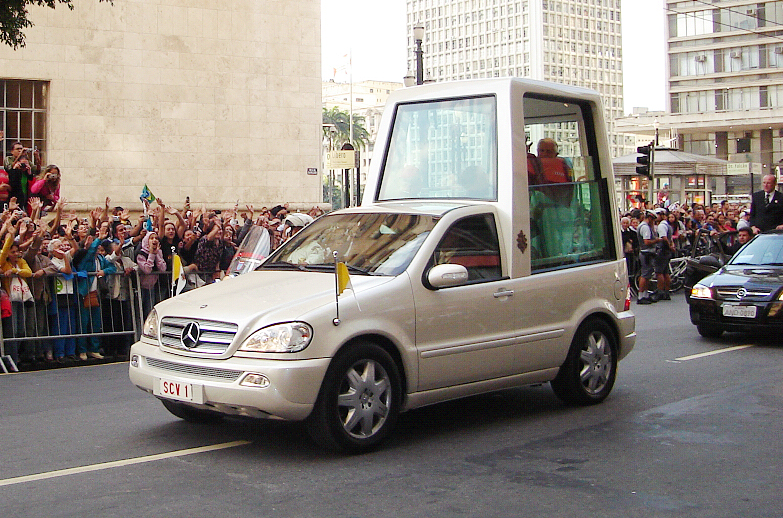
Mクラスを改造したパパモビル（謁見用教皇車）に乗るベネディクト16世

1950年代以降のドイツ経済の回復に合わせるように、有名な300SLや、ミッレミリアやル・マン24時間レースで大活躍した300SLRなどの数々の名車を送り出す。
1960年代後半に発売された、グロッサーベンツの再来でもあるW100、ミディアム・クラス、1971年にデビューした3代目SL、「サッコプレート」で知られるブルーノ・サッコデザインのW124、ドイツヘルムート・コール首相の専用車W126、アメリカのCAFE対策で生まれたW201など世界の高級車市場で広く知られる。
これらのモデルのシートは、世界でも唯一の高品質で凝った構造と評され、非常に快適なことで知られる。下からコイルスプリング、網状のスプリング（Sばね）、ウレタン製ダンパー、シュロ毛と馬毛で作られた通気性の良いクッション、ウール製の表皮（ベロア、ファブリック）で構成され、十分なサイズと調整機能（電動調整式が多い）があり、滑らず疲れにくく、耐久性も著しく高かった。

### 安全性
1980年以降、オプション装備としてのエアバッグ設定で先行するなど、自動車の安全向上に関わる実績がある。ジグザグ形状のゲート式ATシフトレバー（現在特許が切れて、多くの自動車メーカーにより模倣されている）、衝撃吸収三叉式構造ボディ、シートベルトテンショナー、レインランネル（雨水を窓に流さないボディ構造）、凹凸のあるテールランプ、衝突時に体を守るステアリングコラムとブレーキペダル、横滑り防止装置、グリップ式ドアハンドル、本体強度・取り付け強度共に高い独自のシート、伸縮しながら窓を拭くワイパー、2速発進および2速後退機能つきAT、安全性を徹底追求したシャシ、アウトバーンにおける高速度での事故に対応した車体剛性など。
2010年以降、順次発売されているメルセデス・ベンツ各車種は、ライトスイッチから「OFF」が廃止されており、「ON」と「AUTO」（自動点灯）の選択のみになっている。これは、夜間の点け忘れおよびトンネル内や夕暮れ時、悪天候時などの無灯火走行を、ドライバーではなく、車の側で確実に防止するという、メルセデス・ベンツ流の思想に基づく安全設計である。

### 他社への影響

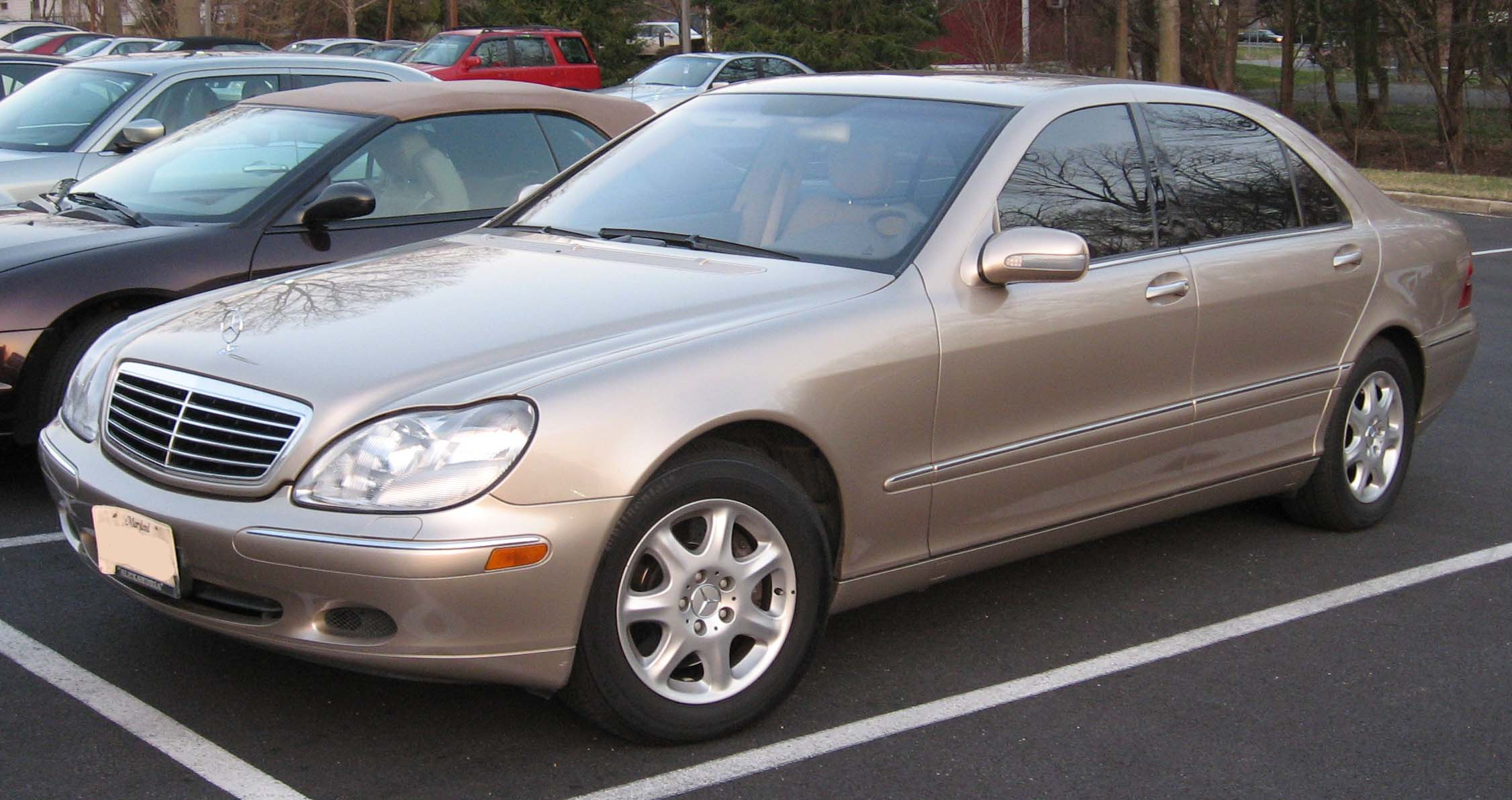
4代目Sクラス（W220）

メルセデス・ベンツが他社に先んじて採用したデザインや装備が、他社に大きな影響を与えていることがある。一例として、1998年に4代目Sクラスが世界初採用した、ドアミラー内蔵式の側面方向指示器は、世に出るや否や世界中のメーカーが追随および模倣しており、2024年現在は、多数の車種が標準装備するに至っている。この装備に関しては「安全性の向上に寄与し得る」との調査結果がある。

### コストダウンと品質の改善
かつて、メルセデス・ベンツは有名な「最善か無か (Das Beste oder nichts.)」の企業スローガンのもと、「全ての形に理由がある」と言われるほどの質実剛健さを持ち、妥協無き車造りを目指していた。しかし、その結果としての高コスト体質・製品の高価格化も事実であり、1990年代中盤以降の自動車産業を取り巻く環境の変化（特にグローバリゼーションの進行）を前に、同社も生き残りのため利益率向上や経費削減を目指すことになった。
一方で、品質や性能疑問視される製品を販売し始めた。

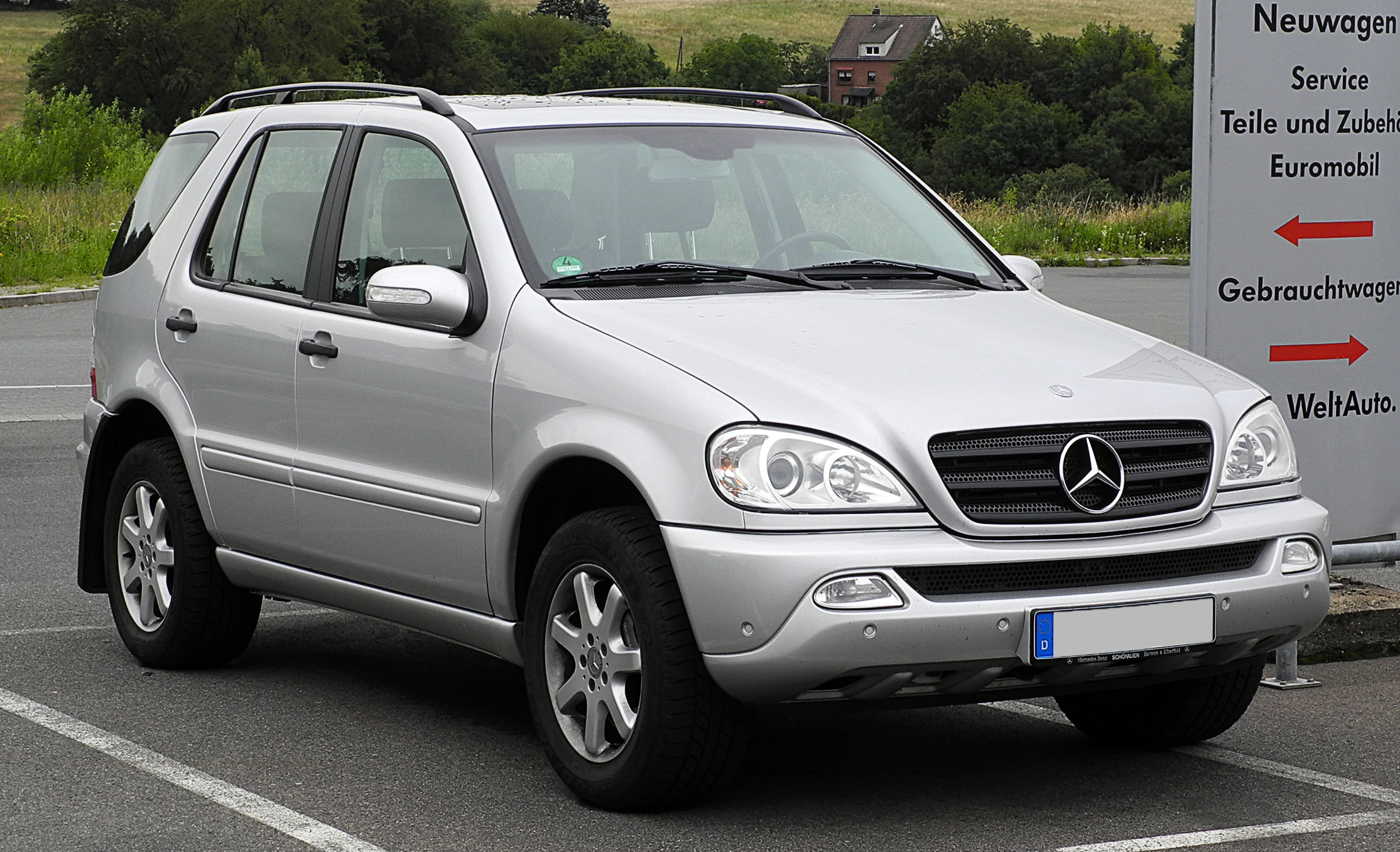
アラバマ・メルセデスと呼ばれた、初代Mクラス（W163）

特に、1997年に発売された、メルセデス・ベンツとして初のアメリカ工場（アラバマ州）で生産されたMクラスは、その低品質で「アラバマ・メルセデス」と酷評され、全世界におけるブランドイメージを大きく落とす結果になった。4代目Sクラス（W220）および、5代目SLクラス（R230）、2代目Eクラス（W210）、3代目Cクラス（W203）が登場した際、古くからのメルセデス・ユーザーが代替した直後、乗り味や質感に強いギャップを感じ、早々に手放すこととなった。代わりに、それぞれの先代モデル（Sクラス：W140、SLクラス：R129、Eクラス：W124、Cクラス:W202）や、それらの時代から作り続けられていたGクラス（W463）、W202をベースにしていたCLKクラスやSLKを求める事態すら発生した。これらにより、1990年代後半に「最善か無か（Das Beste oder nichts.）」の理念のもとに製造された過去の車種とGクラスが、一時的に中古車市場で品薄となり、装備や程度の良い車が新車よりも高値となる事例も発生した。
これらの問題に対して、メルセデス・ベンツは、各車種のイヤーモデルごとに品質の改善を進め、1999年デビューの後期型Eクラス（W210）の品質改善、2002年の後期型Sクラス（W220）の品質改善や、2000年代以降のモデルであるEクラスやSL、SLKなどでの初期設計からの品質改善などを進めた。
しかし、EクラスやSLで採用されたセンソトロニックブレーキは誤動作が多く、国内外で数度のリコールとなり、長年トップクラスであったEクラスの販売はその後低迷し、現在に至っている。
2005年以降のイヤーモデルでは、Sクラス（W221）の発売や、最販車種であるEクラスの各種リコールによる問題部分の改善が進み、2010年代中盤に入ると、各モデルの品質や信頼性は回復している。
シート構造は、従前のヤシ（シュロ）のクッション＋金属ばね（以前のコイルばね、その後のSばね）を、現在では一般的な発泡ウレタンに変更しており、経費削減と評されることもある。ただし、ホールディング能力や、プリテンショナー付きシートベルトとの親和性が高い点など、衝突を含めた安全性では、新世代シートが勝るともいわれる。
現在は、メルセデス・ベンツも再び「最善か無か（Das Beste oder nichts.）」のスローガンを使い、かつての理念の復活を訴えている。2015年頃より、日本国内の公式ホームページおよびテレビCMでも、同義の英語版「The best or nothing」を使い始めている。

### リコール

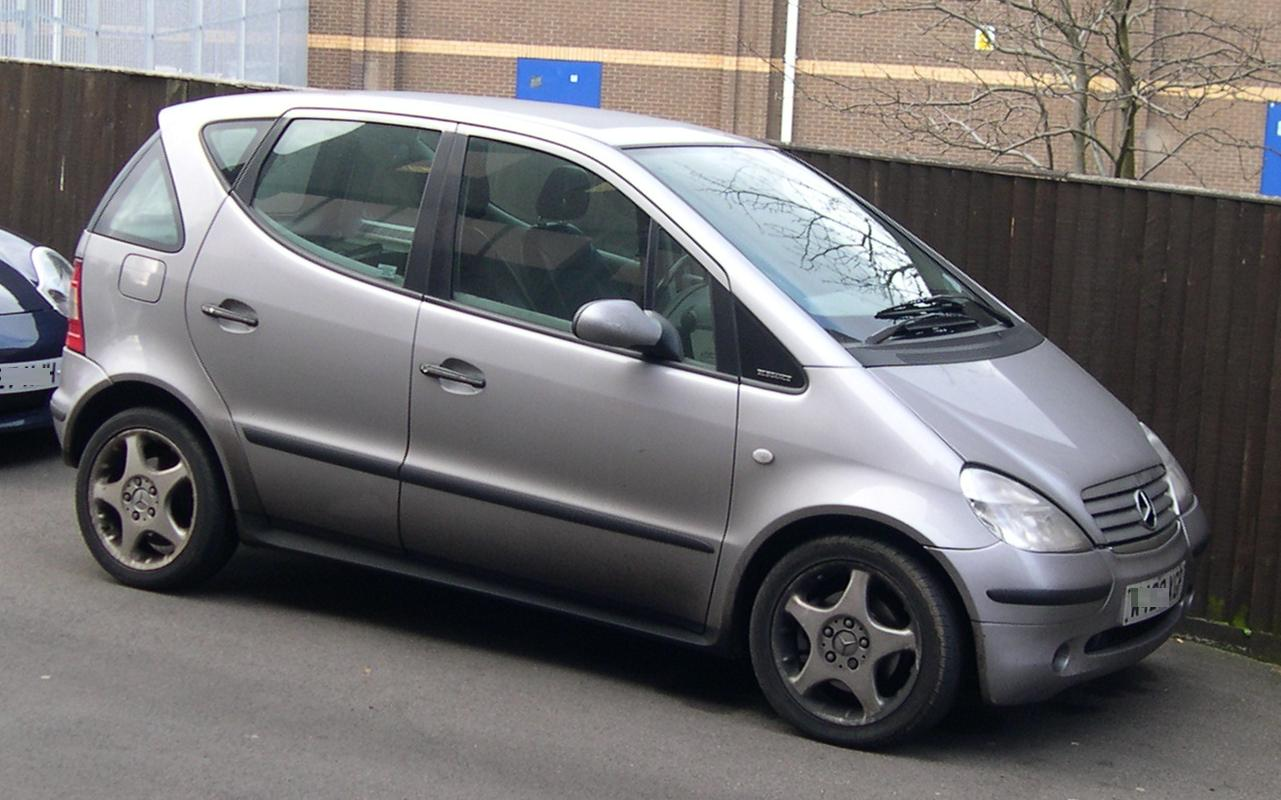
初代Aクラス（W168）

1997年に登場したメルセデス・ベンツ・Aクラスを用い、スウェーデンの自動車雑誌「テクニケンス・ヴァルト」（Teknikens Värld）がエルクテスト（ヘラジカが突然進路上に現れたときそれを素早く回避するという設定で行う運転操作）を実施したところ、横転してしまい「メルセデス・ベンツにあるまじき失態」と世界中のメディアで報じられることになった。その後、メルセデス・ベンツは発売した全てのAクラスをリコールし、サスペンションの再調整やESPを装着するなどの改修を実施したものの、この事件が世界中で取り上げられたことと、同時期に発売されたMクラス、W210型Eクラス、W220型Sクラスが設計の悪さと低品質で酷評されたことで、著しく評価を下げることになった。
2004年から2005年にかけて発生した、ボッシュ製SBC（センソトロニック・ブレーキ・コントロール）の2度に渡るリコールは、主力車種であるEクラスと、看板車種のSLで発生し、メルセデスにとっては大きな痛手となり、経営を極度に悪化させる原因になった。
このSBCは、雨天時などの走行でブレーキディスクが濡れ、通常であれば制動力を損じてしまうようなケースでも、意図的にブレーキパッドをブレーキローターに僅かに接触させ、摩擦熱でディスクを乾かしたり（鉄道車両では、「耐雪ブレーキ」などで以前から使われている制御）、アクセルペダルを放した瞬間、ブレーキングにそなえてブレーキパッドをブレーキローターに接触寸前まで近づけ、タイムラグを短縮するなど、ブレーキの応答性と能力を高めるものであるが、そのセーフティープロセスの要であるセンサ類やコネクタ類の不具合によりSBCが作動せず、前輪2輪のみに利き、通常の約5倍の踏力を必要とする「バックアップモード」に入るというものであった。
2005年8月以降に発売されたEクラス、SLでは、各種リコール対応により充分な信頼性の確保が行われたが、マイナーチェンジ後はこの装備が廃止されている。この年のアメリカでの信頼性調査で、メルセデス・ベンツは37ブランド中29位、ジャーマン・オートモービル・グラブの顧客満足度調査では、33ブランドのなかで最下位になった。

### 新ブランド戦略とラインアップ再編
2022年5月19日、南フランスのコート・ダジュールで、"Economics of Desire"と題した新ブランド戦略発表会を開催した。高級車へのさらなる注力、製品ポートフォリオの充実、完全な電動化への道のりの加速、そして構造的な収益性の向上を目指すことが示された。
具体的には、投資の75%以上を、最も収益性の高い市場セグメント向けの製品開発に充当するとともに、2026年までにトップエンド車両の販売シェアを、2019年比で約60%拡大することを目標とする。さらに、マーケティングや販売方法におけるデジタル化の推進や、装備・オプションのパッケージ化による構成の簡素化で、コストの削減と収益性の確保を両立するという。
また、新戦略の一環として、製品ポートフォリオが再構築された。今後は、「トップエンド・ラグジュアリー（Top-End Luxury）」、「コア・ラグジュアリー（Core Luxury）」、「エントリー・ラグジュアリー（Entry Luxury）」の3つの製品カテゴリーに区分される。
トップエンド・ラグジュアリーは、メルセデスAMGおよび、メルセデス・マイバッハブランドの全車両、メルセデス・ベンツおよびメルセデス-EQのトップエンドモデル（Sクラス、GLS、Gクラス、EQS、EQS SUV）のほか、限定車やコラボレーション車が含まれる。
コア・ラグジュアリーは、ブランドの中核をなすもので、Cクラス、Eクラスおよびその派生モデル（CLE、GLC、GLE、Vクラス）が含まれる。EVA2プラットフォーム（EQE、EQE SUV）および、MB.EAアーキテクチャを活用したモデルもこれに当てはまる。
エントリー・ラグジュアリーは、MFAプラットフォームを活用したコンパクトクラス（CLA、GLA、GLB、EQA、EQB）と、MMAプラットフォームを活用した次世代モデルが含まれる。ただし、Aクラス（セダン含む）とBクラスは、2025年をもって廃止されることが決定しており、車種数は、現行の7車種から4車種へ削減されることになる。

## ハイブリッドカー
2007年11月、ダイムラーは子会社だった三菱ふそうトラック・バスが持つハイブリッド技術を流用したディーゼル・トラックを、2008年中を目処に同社のメルセデス・ベンツブランドから発売するとの計画を発表した（『産経新聞』2007年11月12日）。
2009年に、メルセデス・ベンツの乗用車としては初のハイブリッドカーである「S400 Hybrid」（W221）が追加された。このモデルはマイルド・ハイブリッド（ガソリンエンジン+モーター）であり、リチウムイオン二次電池を搭載した世界初の量産車である。Sクラスのハイブリッド仕様は、次のモデルであるW222にも継続され、ガソリンエンジン+モーターの「S400h」だけでなく、ディーゼルエンジン+モーターの「S300h」も追加された。これらのモデルは日本市場にも逐一導入されており、特に、S300hについては、当時はクラス唯一のディーゼルエンジン搭載モデルであった。
2012年より、Eクラスにもハイブリッドカーが追加された。3.5Lガソリンエンジン+モーターの「E400 Hybrid」、ディーゼルエンジン+モーターの「E300 BlueTEC Hybrid」である。「E400 Hybrid」は市場を限定し、日・米・中の3カ国のみに導入された。それに対し「E300 BlueTEC Hybrid」はヨーロッパのみならず世界市場に展開されたものの、日本市場へは導入されなかった。
プラグインハイブリッドカーは、CクラスとGLC、Sクラスにそれぞれ「C350e」「GLC350e」「S550e」として設定があり、日本市場にも導入されている。その結果、メルセデス・ベンツは2016年時点において、日本で「ガソリン・ハイブリッド」「ディーゼル・ハイブリッド」「プラグイン・ハイブリッド」という3種類ものハイブリッドカーを同時にラインアップする、唯一の自動車ブランドとなっていた。2018年現在、S300h・S400hともにモデル廃止となっており、新たに、直列6気筒ガソリンエンジンに、48Vマイルドハイブリッド（ISG）を組み合わせた「S450」が新規導入されている。450系は、CLS（C257）やGLE（W167）にも設定されており、Sクラスと同一のパワートレインが供給されている。
2024年現在、前述のISGやBSGが幅広くラインアップに普及し、多くのモデルが電動化されている。このうち、プラグインハイブリッドは、Cクラス（W206）、GLC（X/C254）、Eクラス（W214）に「350e」として設定がある。かつては、Aクラス（W/V177）にも「250e」が、Sクラス（W223）にも「580e」が、それぞれ設定されていたが、イヤーチェンジを機に廃止された。

## エンブレムとシルバーアロー

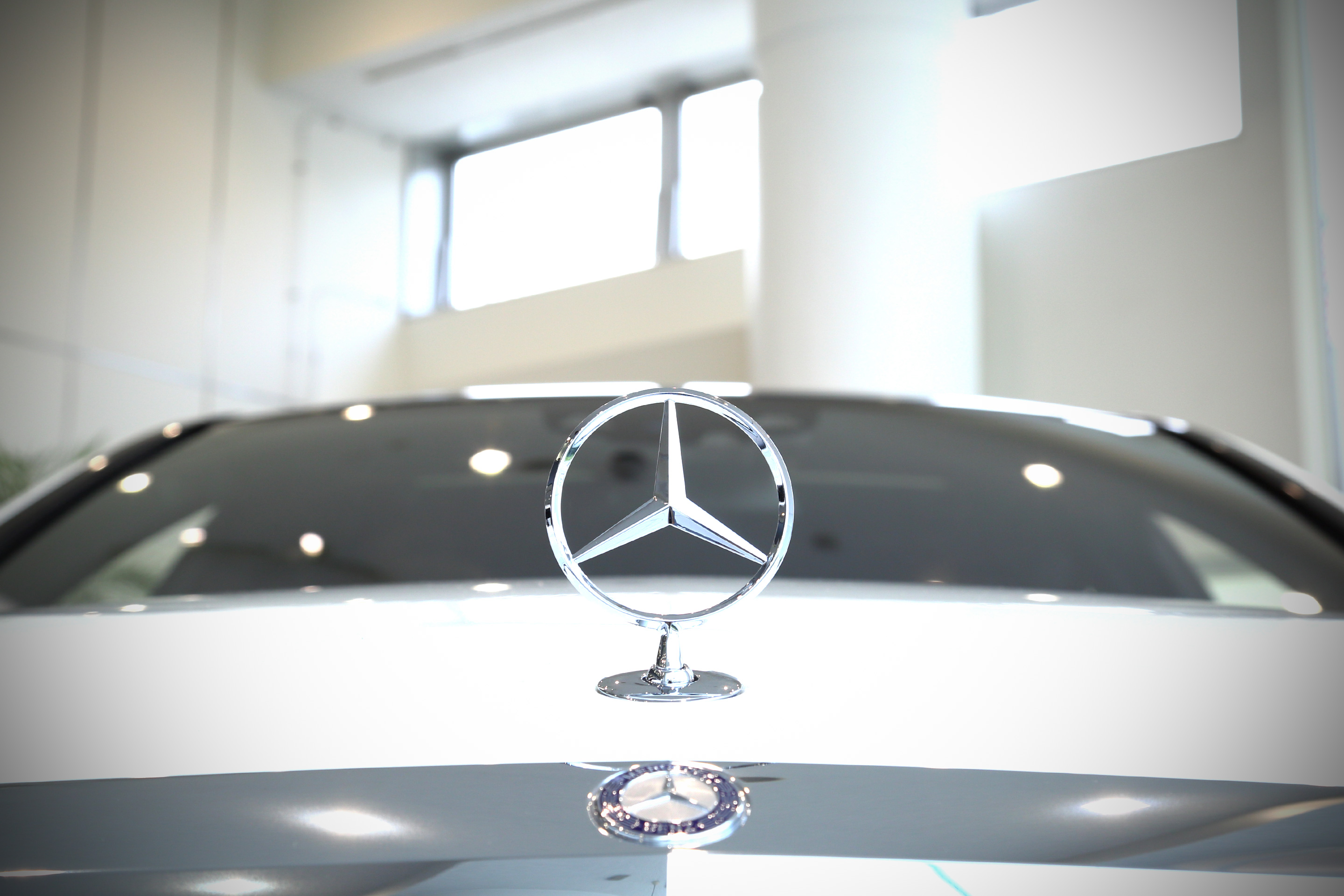
Sクラス（W222）の
「スリーポインテッド・スター」

メルセデス・ベンツの車体に装着されるエンブレムは、合併前のダイムラー社が使用していたスリーポインテッド・スターとベンツ社の円形月桂冠とを組み合わせてデザインされたもので、3点はそれぞれ「陸・海・空」の各分野において、ダイムラーベンツ社の繁栄を祈願する意味が込められている。
メルセデス・ベンツのセダン、クーペ、オープンカーでは、銀色のボティカラーの人気が高い。理由のひとつとしてあげられるのが「シルバー・アロー」の逸話である。1934年 - 1937年のグラン・エプルーブ（現在のF1世界選手権に相当）、グランプリ・レースは、後に「750kgフォーミュラ」と呼ばれることとなる、車重を750kg以下とするレギュレーションで実施されていた。1934年のニュルブルクリンクにおけるアイフェル・レンネン（アイフェルレース）前夜、車重規定をわずか1kgオーバーしてしまったメルセデス・チーム（監督はアルフレート・ノイバウアー）は、苦肉の策としてボディの純白の塗装をすべて剥がすことを決断する。一晩かかって塗装を落としたアルミむき出しの銀色のボディに、直接ゼッケンを貼り付けてレースに参戦。そしてこの車を駆るマンフレート・フォン・ブラウヒッチュが優勝を果たした。以降、メルセデス・ベンツのレーシングカーは銀色がトレードマークとなって「シルバー・アロー」の愛称で呼ばれるようになり、モータースポーツにおけるドイツのナショナルカラーも、それまでの白色から銀色に変更された。同時期に活躍したアウトウニオンも同様に銀の塗装で「シルバー・フィッシュ」と呼ばれ、第二次世界大戦が勃発する1939年まで、シルバー・アローとシルバー・フィッシュのドイツ勢がグランプリ界を席巻していた。

## 新規則による車名変更（2015年 - ）
2014年、近年の車種拡充にともない車名が複雑になっていることから、メルセデス・ベンツは車種の新しい命名方法を発表した。
これにより、2015年からこの命名方法に基づき、一部車種の車名が順次変更される。
既存のクラスである「A」「B」「C」「E」「S」をコアにし、その頭にSUVを意味する「GL」やロードスターを意味する「SL」、またはクーペの「CL」をつけ、各モデルバリエーションとする。そのため、SLKはSLCとなり（3代目SLに存在した4シータークーペと同じ名称になる）、「ML」はGLE、「GL」はGLSと順次変更される。これで、SUVやロードスターでも明確にクラスがわかるようになる。CLAやGLAは、すでに新しい命名方法に準じた車名となっており、変更はない。CLSは、Eクラス・ベースの車種だが、「EクラスとSクラスの中間に位置する4ドアクーペ」として名称変更はない。
加えて、パワートレインの種類により、数字の最後にそれを表すアルファベットが付くことなり、圧縮天然ガス車は「c」、ディーゼル車は「d」、電気自動車は「e」、燃料電池車は「f」、ハイブリッドカーは「h」となる、四輪駆動車モデルは今まで通り「4MATIC」のサブネームが付く。
| 基幹モデル セダン・ワゴン・コンパクト 2ドアクーペ・カブリオレ | 4ドアクーペ | ロードスター | クロスカントリー・SUV |
| ------------------------------------------------------------- | ----------- | ------------ | --------------------- |
|                                                               |             |              | G                     |
| S                                                             |             | SL           | GLS(GL)               |
| E                                                             | CLS         |              | GLE(ML)               |
| C                                                             |             | SLC(SLK)     | GLC(GLK)              |
| B                                                             | CLA         |              | GLB                   |
| A                                                             | CLA         |              | GLA                   |
| 黄色の車種が車名変更された車種。括弧内は旧車名                |             |              |                       |

## 日本における販売

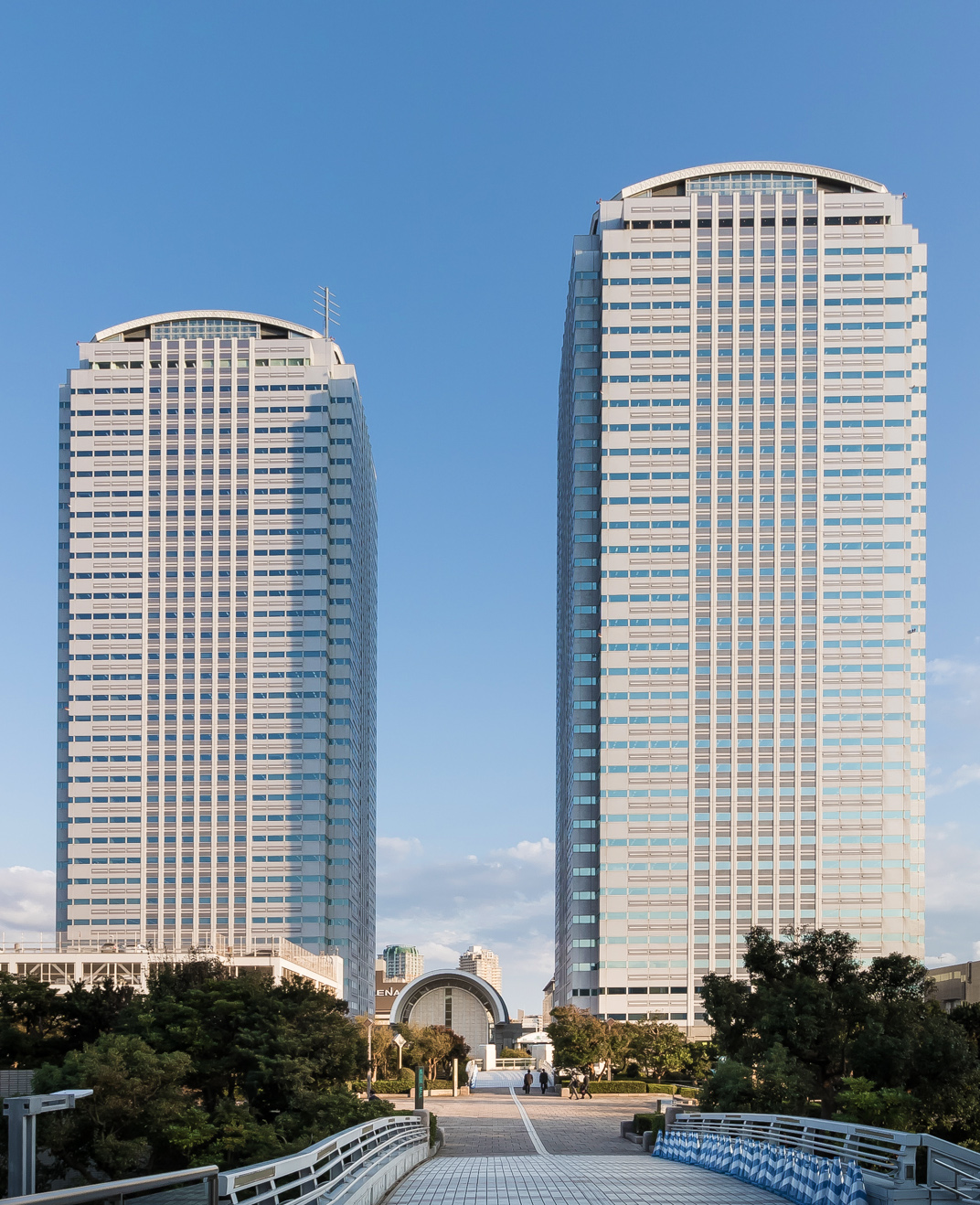
メルセデス・ベンツ日本が入居する千葉市美浜区のワールドビジネスガーデン マリブウエスト（左）

日本市場において、販売台数は日本自動車販売協会連合会2017年集計で68,215台、輸入車新規登録台数は市場占有率で1位、日本自動車輸入組合2016年集計の外国メーカー車モデル別順位は、Cクラスが16,560台で3位、Eクラスが13,262台で4位、CLAが7,430台で12位、GLCが5,579台で15位、Aクラスが5,396台で17位、GLAが3,997台で20位である。
ブランドの知名度を上げるため、日本国内限定のブランドストア「Mercedes me（旧名称：メルセデス・ベンツ コネクション）」の運営も行なっている。
かつて、正規ディーラーを担ったヤナセと、1990年代以降に整備されたシュテルングループ（現・メルセデス・ベンツ店）が正規販売代理店である。
シュテルングループの販売店は、バブル景気末期の1980年代後半から1990年代前半にかけて一部の三菱ギャラン店で販売されたことから三菱系ディーラーのほかに、トヨタや日産など日本車ディーラーが経営するところもある。
並行輸入は、いくつかの輸入業者が扱い、正規輸入ディーラーにない車種やオプションの組み合わせなども可能である。ドイツ本国仕様、英国仕様、北米仕様、UAE仕様など、仕向地も出処も様々である。
メルセデスオーナーの満足度向上とメルセデス車の耐久性例示を目的に、走行距離が10万ｋｍ、20万ｋｍ、30万ｋｍ、50万ｋｍ、100万ｋｍを超えた時、または、10年、15年、20年、25年、30年を超えた時はオーナーの申告により、それぞれ赤、青、黒、ゴールドの記念エンブレムと証明書がメルセデス本社より交付される。2000年ころを機に一度消滅したが近年復活している。
メルセデス・ケア
正規販売店で新車を購入した場合、3年間の無料保証と故障や事故時に「24時間ツーリングサポート」を提供する。1998年4月から、AMGとGクラスは6月以降、日本でも開始された。
一般的な故障のほかにワイパーブレード、オイル、ブレーキパッド、ブレーキディスクなど一部の消耗品も無料交換の対象で、車検整備にかかる費用及び車検取得に必要な諸費用は含まれない。
欧米出荷モデルと日本モデルとの違い
欧米の正規代理店で購入できる車種と日本国内の正規代理店から購入できる車種は、販売戦略や電波法などの関連法規により装備や内装などに相違がみられる。安全装備とは関連がない部分だが、過去、ナンバープレート取り付けの部分が欧米仕様のままの横長で、日本のナンバープレートの比率と合っていない状態が、90年代中盤まで続いた。
中古車市場
広く販売されており、新車売価に比して廉価であるが、現行モデルにおいては認定中古車制度を設けていることもあり売価の下落は大きくない（なお、認定中古車制度自体はメルセデス・ベンツだけではなく、他の輸入車ブランドや、トヨタ・日産などといった日本車ブランドでも見られるありふれた制度である）。
商用車
正規輸入ディーラーとしてコマツ、シュテルンおよびその他ディーラーでの取り扱いが行われていたが、ダイムラー・クライスラー（現:ダイムラー・トラック）と三菱ふそうトラック・バスとの関係の強化に伴い、2006年までに日本における輸入販売事業から撤退した。
バス
ウェスタン自動車(メルセデス・ベンツ日本総代理店）によって1985年に輸入され、1986年に宮城野観光バスに導入されたものが最初である。その後、日の丸自動車興業や岐阜バスなどで導入された。
当初はほとんどが貸切バスとしての導入であるが、当時の日本急行バスは名神ハイウェイバス名古屋 - 神戸線を中心に「ベンツ特急」と銘打って昼行高速バスへ投入した。
1993年に西日本鉄道などへ導入された2台を最後に新車の輸入は途絶えていたが、2006年に東京都内の新規貸切バス事業者亜希プロが、イギリスで使用されていたスーパーハイデッカー「トゥーロ」の中古車を2台輸入し、のちに1台が日の丸自動車グループに売却されている。
路線バス車両は、大阪市交通局が「赤バス」と通称される小型コミュニティバスにメルセデス・ベンツ・スプリンター（T1N）を13台導入した事例が最初である。2007年末に神奈川中央交通が連節バスのメルセデス・ベンツ・シターロを導入している。

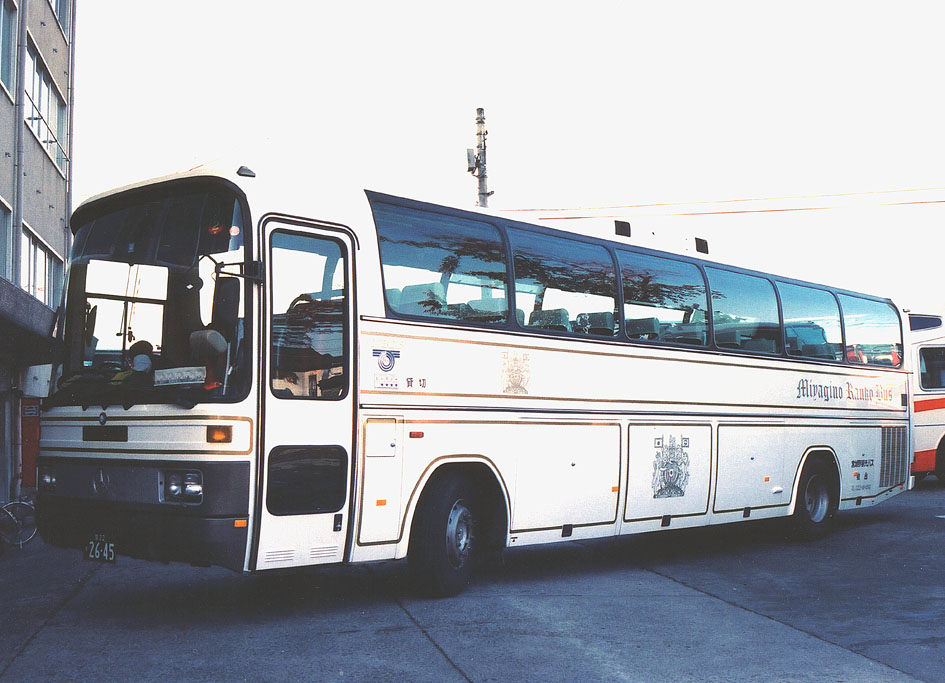
宮城野観光バス KINGDOM
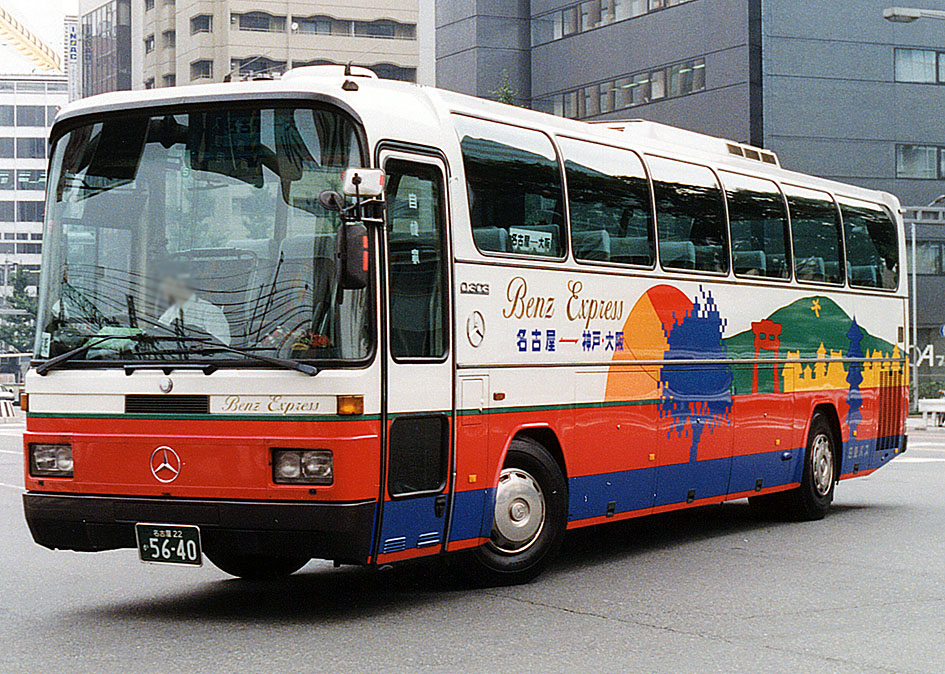
日本急行バス ベンツ特急

多目的商用自動車
様々な特殊パーツを装備できるウニモグと超低床トラックであるメルセデス・ベンツ・エコニックを、ワイ・エンジニアリングが販売している。

## 現行モデル

### 乗用車（現行モデル）
| 外観 | 車名                           | 形態                               | 初登場年                                     | 現行モデル                  |
| ---- | ------------------------------ | ---------------------------------- | -------------------------------------------- | --------------------------- |
|      | Aクラス                        | ハッチバック セダン                | 1997年                                       | W177（4代目） V177（初代）  |
|      | Bクラス                        | トールワゴン                       | 2006年                                       | W247（3代目）               |
|      | CLA                            | 4ドアクーペ シューティングブレーク | 2013年                                       | C118（2代目） X118（2代目） |
|      | Cクラス                        | セダン ステーションワゴン          | 1993年                                       | W206（5代目） S206（5代目） |
|      | CLE                            | 2ドアクーペ カブリオレ             | 2023年                                       | C236（初代） A236（初代）   |
|      | Eクラス                        | セダン ステーションワゴン          | 1985年                                       | W214（6代目） S214（6代目） |
|      | EQA                            | SUV                                | 2021年                                       | H243（初代）                |
|      | EQB                            | SUV                                | 2021年                                       | X243（初代）                |
|      | EQC                            | SUV                                | 2018年                                       | N293（初代）                |
|      | EQE                            | セダン                             | 2022年                                       | V295（初代）                |
|      | EQE SUV                        | SUV                                | 2023年                                       | X294（初代）                |
|      | EQS                            | セダン                             | 2021年                                       | V297（初代）                |
|      | EQS SUV                        | SUV                                | 2023年                                       | X296（初代）                |
|      | Gクラス                        | SUV                                | 1979年                                       | W465（3代目）               |
|      | GLS                            | SUV                                | 2006年（GLクラスとして） 2016年（GLSとして） | X167（2代目）               |
|      | GLE                            | SUV SUVクーペ                      | 1997年（Mクラスとして） 2015年（GLEとして）  | W167（2代目） C167（2代目） |
|      | GLC                            | SUV SUVクーペ                      | 2015年                                       | X254（2代目） C254（2代目） |
|      | GLB                            | SUV                                | 2019年                                       | X247（初代）                |
|      | GLA                            | SUV                                | 2014年                                       | H247（2代目）               |
|      | Sクラス                        | セダン                             | 1972年                                       | W223（7代目）               |
|      | メルセデスAMG・SL              | オープンカー                       | 1954年                                       | R232（7代目）               |
|      | メルセデスAMG・GT              | スポーツカー                       | 2015年                                       | C192（2代目）               |
|      | メルセデスAMG・GT・4ドアクーペ | 4ドアクーペ                        | 2018年                                       | X290（初代）                |
|      | メルセデスAMG・Project One     | ハイパーカー                       | 2017年                                       |                             |
|      | Vクラス                        | ミニバン                           | 1998年                                       | W447（3代目）               |
|      | シタン                         | ライトバン                         | 2012年                                       | W420（2代目）               |

### メルセデスAMG

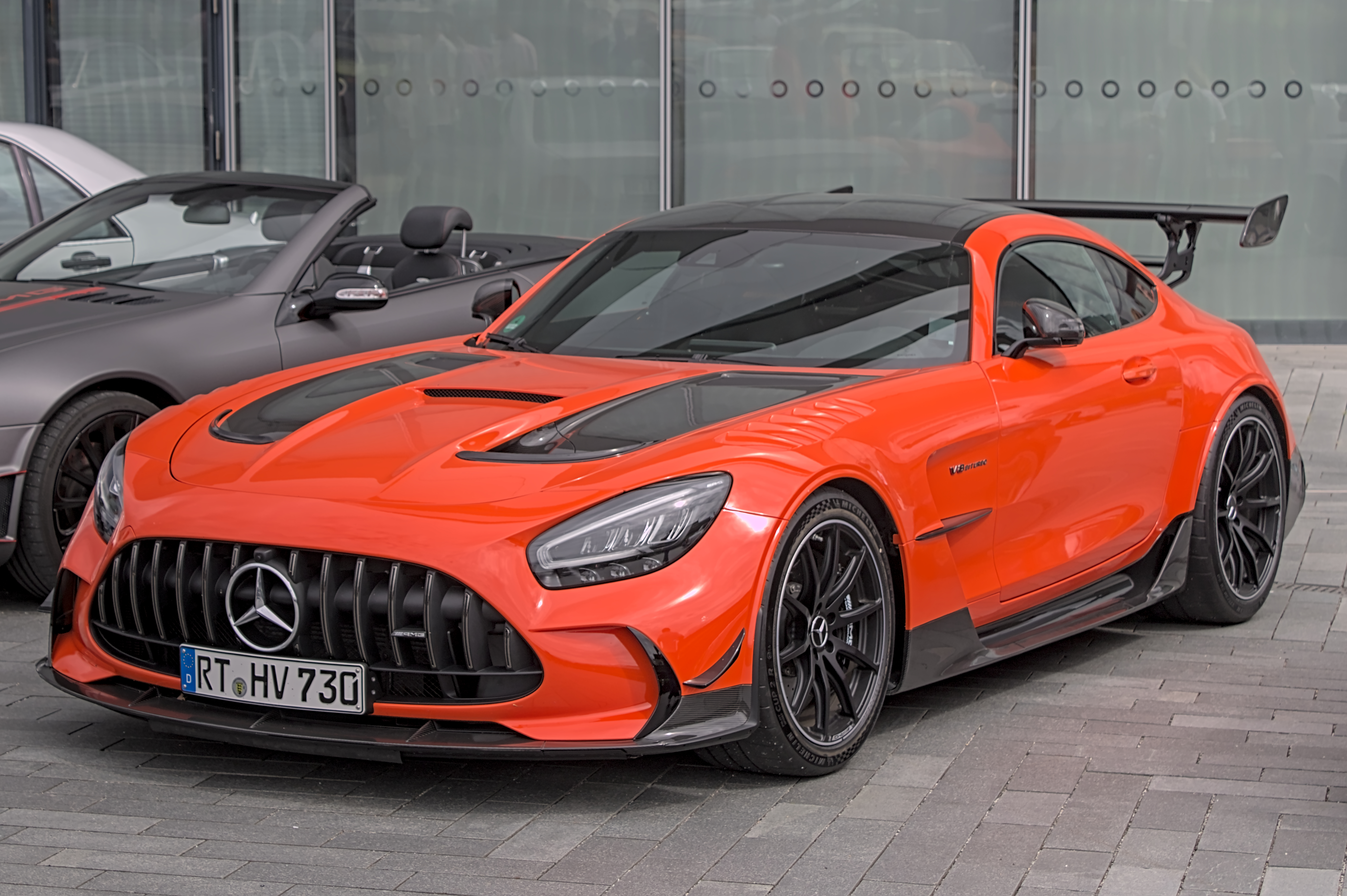
メルセデスAMG GT ブラックシリーズ （2024年）

メルセデス・ベンツのチューニング部門であり、メルセデス・ベンツの上級高性能モデルやスポーティーなパーツに冠されるブランドでもある。工場はドイツのアファルターパッハ (Affalterbach) に位置する。元は独立したチューナーであるAMGだったが、1999年にダイムラー・クライスラーに吸収され、2014年から「メルセデスAMG」(Mercedes-AMG ) としてメルセデス・ベンツのサブブランドとされている。「究極のハイパフォーマンスを追求するモデル」と位置付けられている。

### メルセデス・マイバッハ

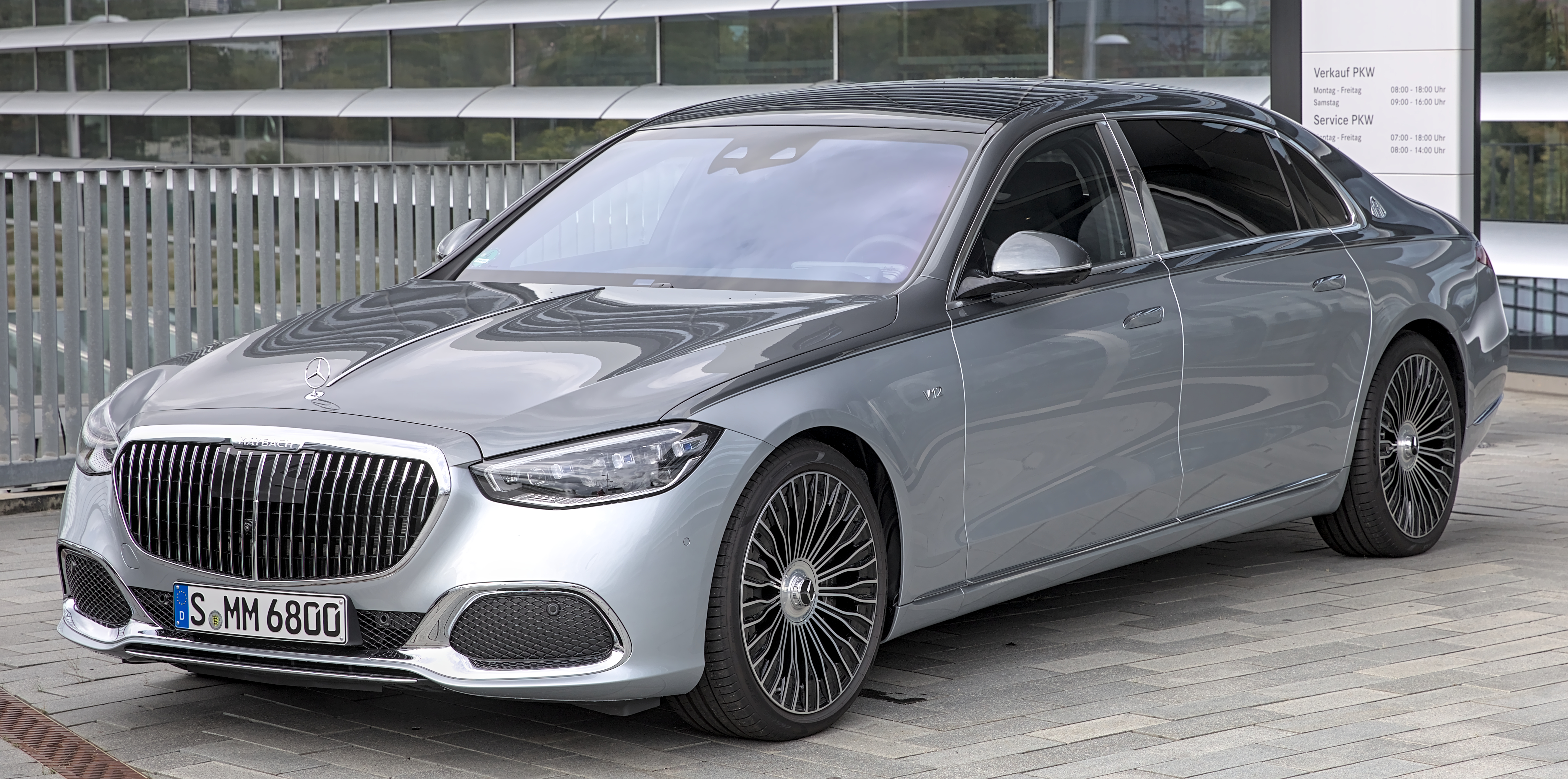
メルセデス・マイバッハ Sクラス

かつて、ドイツの高級車メーカーとして存在し、2002年から2012年にかけてメルセデス・ベンツ・ブランドから独立した最高級車として製造販売されていたマイバッハは、2015年に「メルセデス・マイバッハ」(Mercedes-Maybach) としてサブブランド化されている。こちらは、上記のメルセデスAMGとは対照的に「究極のエクスクルーシブ」と銘打たれている。

### ミトス（MYTHOS）
メルセデス・ベンツブランドの熱狂的愛好家や、コレクターに向けた限定モデルを展開する超高級ブランドとして、2022年に設立された。メルセデスAMGよりも高性能で、メルセデス・マイバッハよりもラグジュアリーなモデルを、少量生産でリリースする。ブランドの歴史的な偉人たちと並んで、その地位を獲得することを目指す。2024年、ブランド初の市販化モデルとして、AMG SLをベースとした2人乗りのスピードスター「コンセプト・メルセデスAMGピュアスピード」を発表。翌年、限定250台が生産・販売される予定である。

### 小型商用車
- メルセデス・ベンツ・シタン（商用バン）
- トランスポーターT1N/スプリンター（商用バン）

### 商用車（ダイムラー・トラック）
- ウニモグ（多目的トラック）
- アクトロス（大型トラック）
- ゼトロス（大型オフロードトラック）
- エコニック（大型超低床トラック）
- トゥーロ（大型観光バス）
- シターロ（大型路線バス）

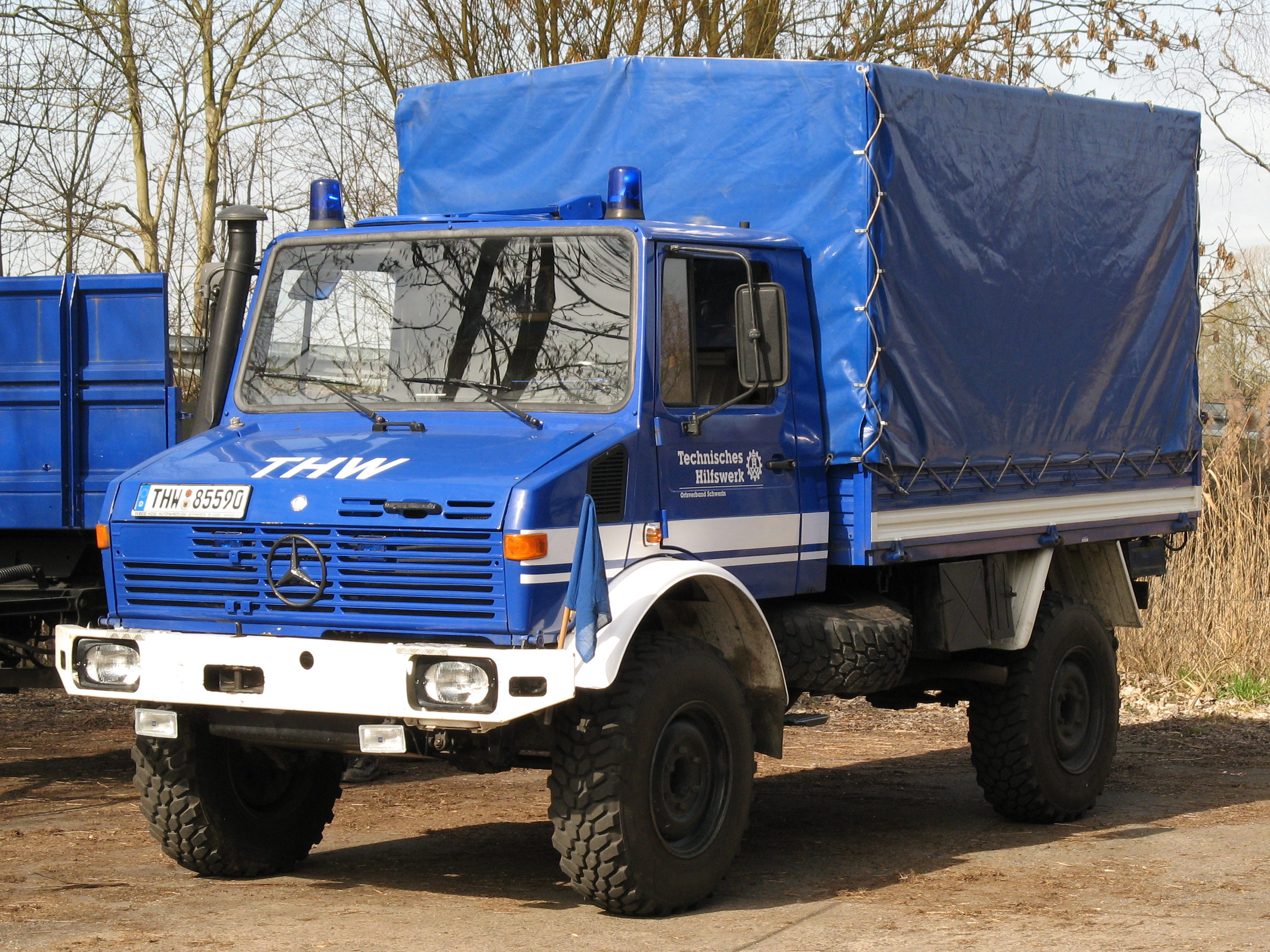
ウニモグ U4000
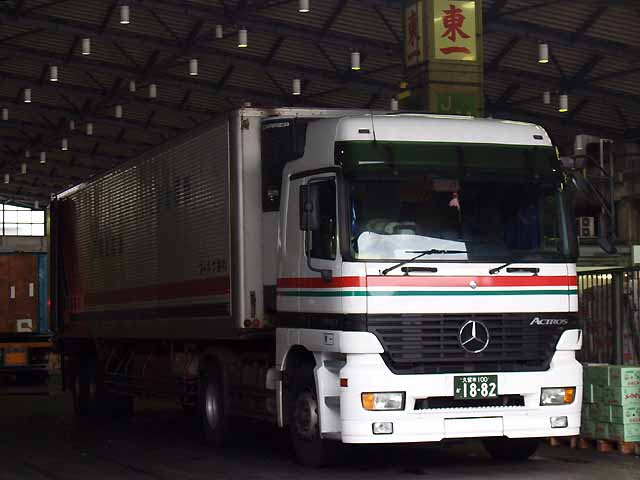
アクトロス
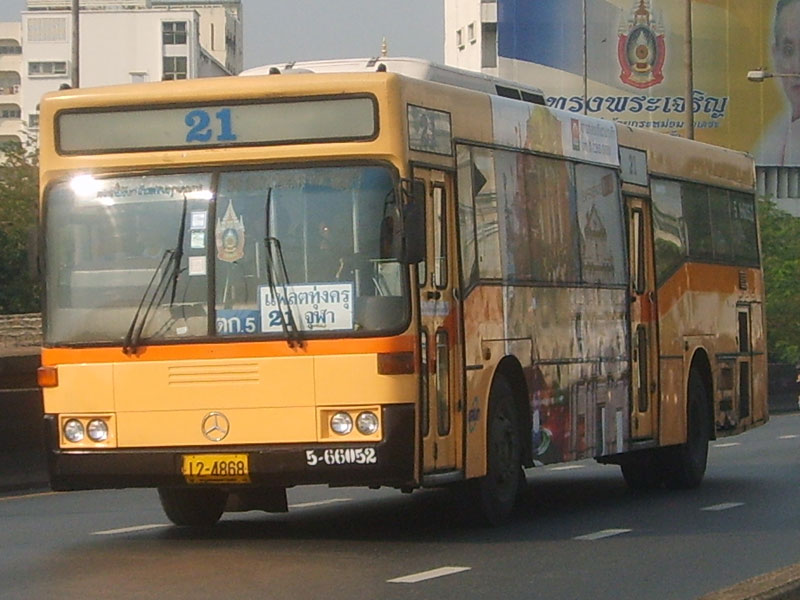
OM441LA バンコク大量輸送公社（BMTA）

## かつての車種

### 第二次世界大戦前・大戦中の車種

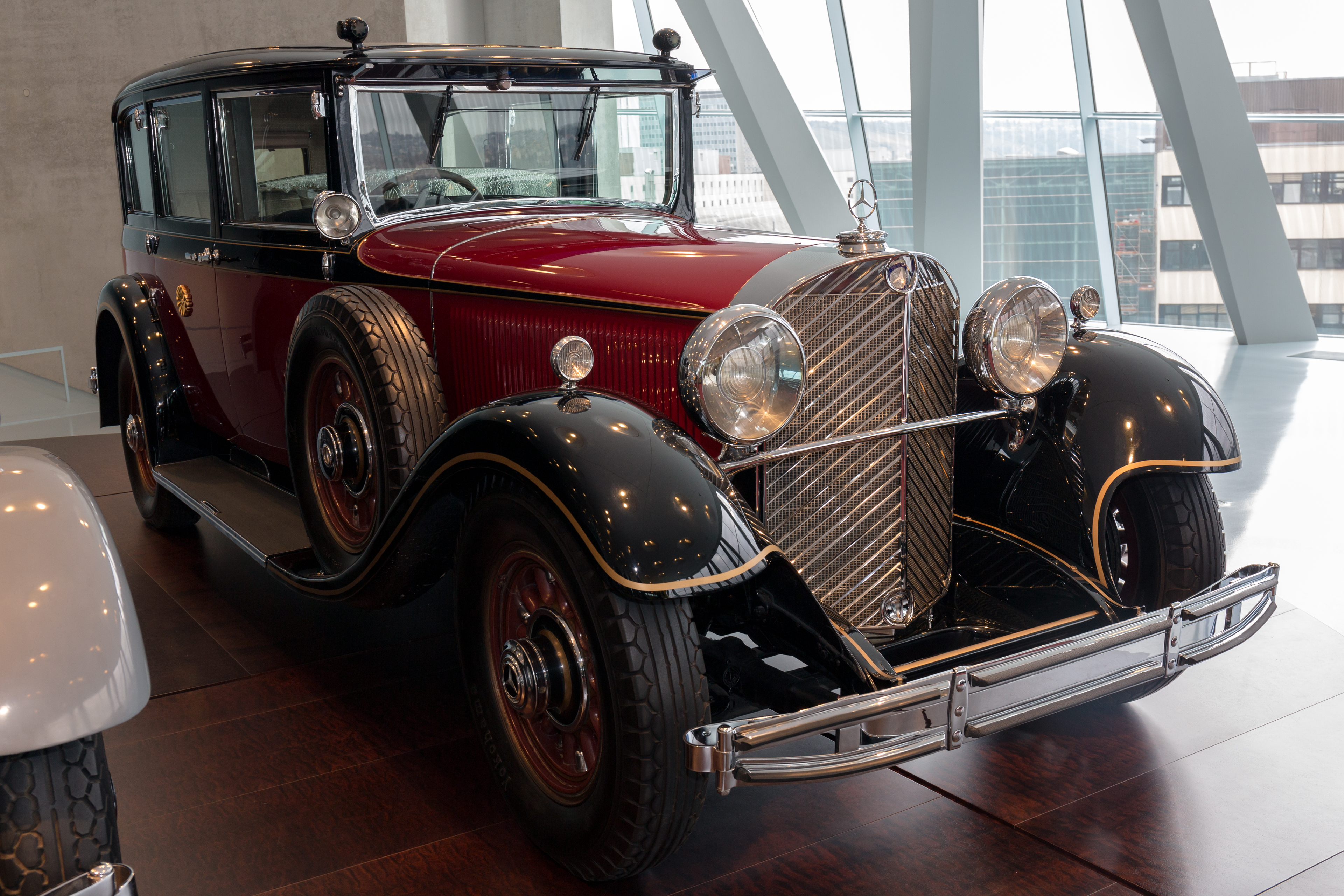
770 昭和天皇御料車

- S/SS/SSK/SSKL 通称Sシリーズ。1927年、前身のKシリーズをいっそうスポーティにしたモデル「S」（SはSport（シュポルト）の略）が登場。設計はフェルディナント・ポルシェである。前身のKシリーズのフレームにキックダウンを付して低重心化してエンジン位置を調整したもので、市販車だがレースに出場可能なスーパースポーツカーである。Sシリーズはエンジン排気量・ホイールベースを改良してSS/SSKへ進化した。SSKは1920年代の市販車ながら最高速度192km/hが可能であった。最終的にエンジンは300馬力まで強化して大幅にストリップダウンされて軽量化したSSKLとなり最高速は235km/hに達したが、レース専用でわずか数台だけが製造された。SSKLは1931年に伝統のミッレミリアを制したことでも名高い。Sシリーズは、名手ルドルフ・カラツィオラの活躍や生産台数の少なさなどから現在まで伝説のマシーンとして記憶されている。
- 170H
- 540K - ホルヒ・853と互角に競った、最高のパーソナルカーである。当時、どの自動車会社もスペシャルモデルはすべてコーチワークをコーチビルダーに任せていたが先代の500K同様、自社でコーチワークを行なっている。その完成度はコーチビルダーに勝るとも劣らないほどであった。映画サウンド・オブ・ミュージックでもこれのカブリオレBが使用されている。
- 260D - 世界で初めてディーゼルエンジンを搭載・市販された乗用車である。
- 770/770K - 通称「グローサー・メルセデス」。初代と2代目がある。排気量7.7Lの直列8気筒エンジンを積むこのモデルは、当時のダイムラー・ベンツのフラグシップモデルである。主な顧客は世界の王侯貴族や富豪、ナチ高官であった。ナチス・ドイツでは戦勝地でのパレードで国力を見せつけるために使用された。ヒトラーらナチ高官のものはスーパーチャージャー（Kompressor ）を追加した「770K」であり、中でもヒトラー専用車はルドルフ・カラツィオラにより納車された。当時の大日本帝国でも、昭和天皇の御料車として採用されている。こちらはスーパーチャージャー非装備（出力は150馬力[30]）の770が選択された。1931年から1935年にかけ合計7台が輸入され、1969年まで連綿と使われた[31]。黒と溜色に塗られたこの御料車は、戦後間もなくの昭和天皇の戦後巡幸でも使用され、昭和天皇と共に全国を周り、当時の日本国民の目に触れている[32]。

### 大戦後
- 300SL - スポーツクーペ・ロードスター。世界初のガソリン直噴エンジン搭載車。クーペはガルウィングドアが特徴。

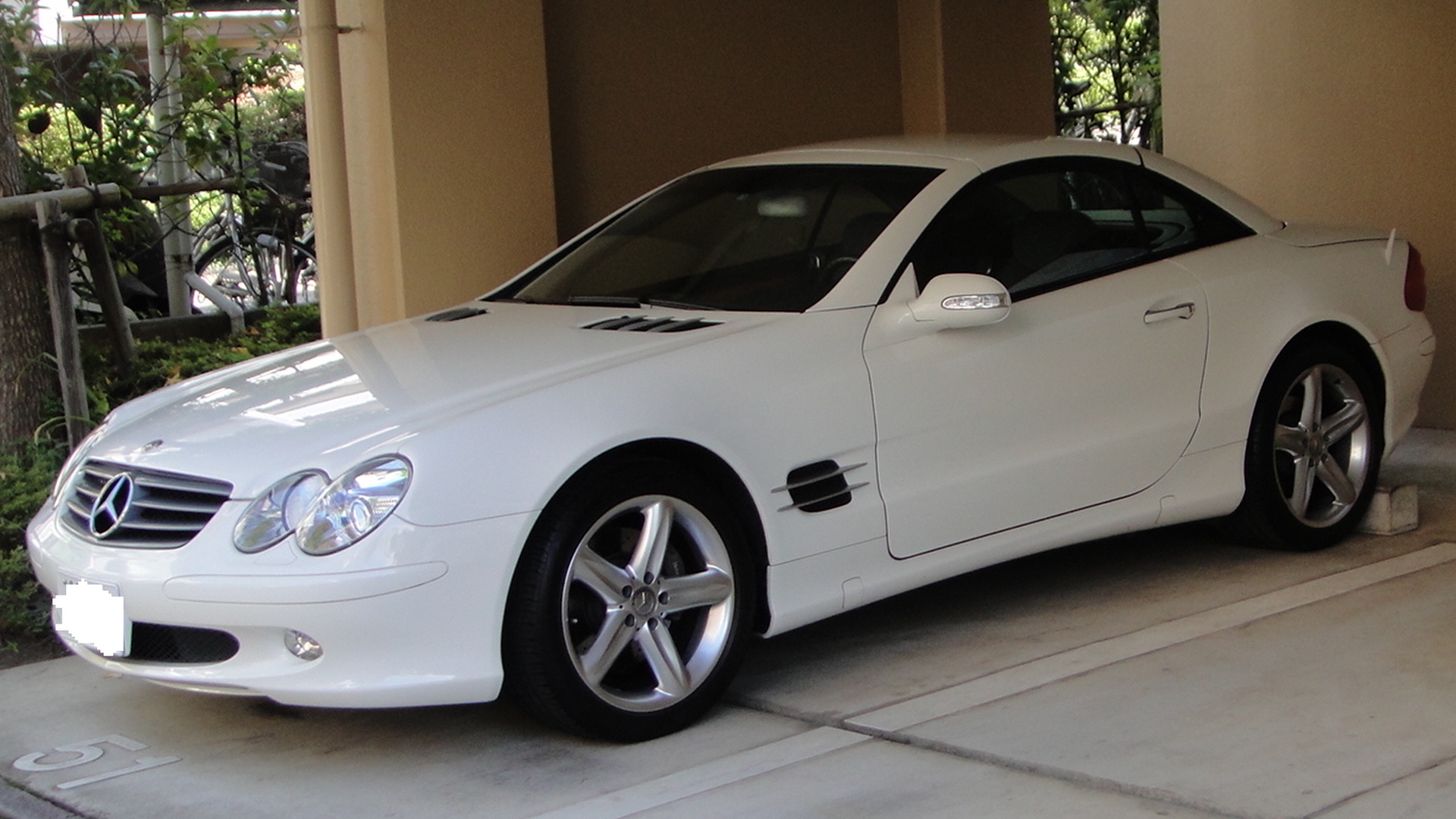
190E（W201） - 長らく小型車を持たなかったメルセデスが1982年に発表、業界を驚かせた。アメリカのCAFE対策で生まれた車。名称も本来は排気量を示す「190」がそのまま車名になってしまい、2.3リットルモデルは、190E2.3などとCクラス出現までは変則的な名称となってしまった。デザインは、社内デザイナーのブルーノ・サッコの手によるものでSクラスに酷似している。ブレーメン工場で初めて生産された。小型化するために世界初のマルチリンクが開発され、空力的なボディデザインやサッコプレートとともにその後世界の各メーカーで模倣された。
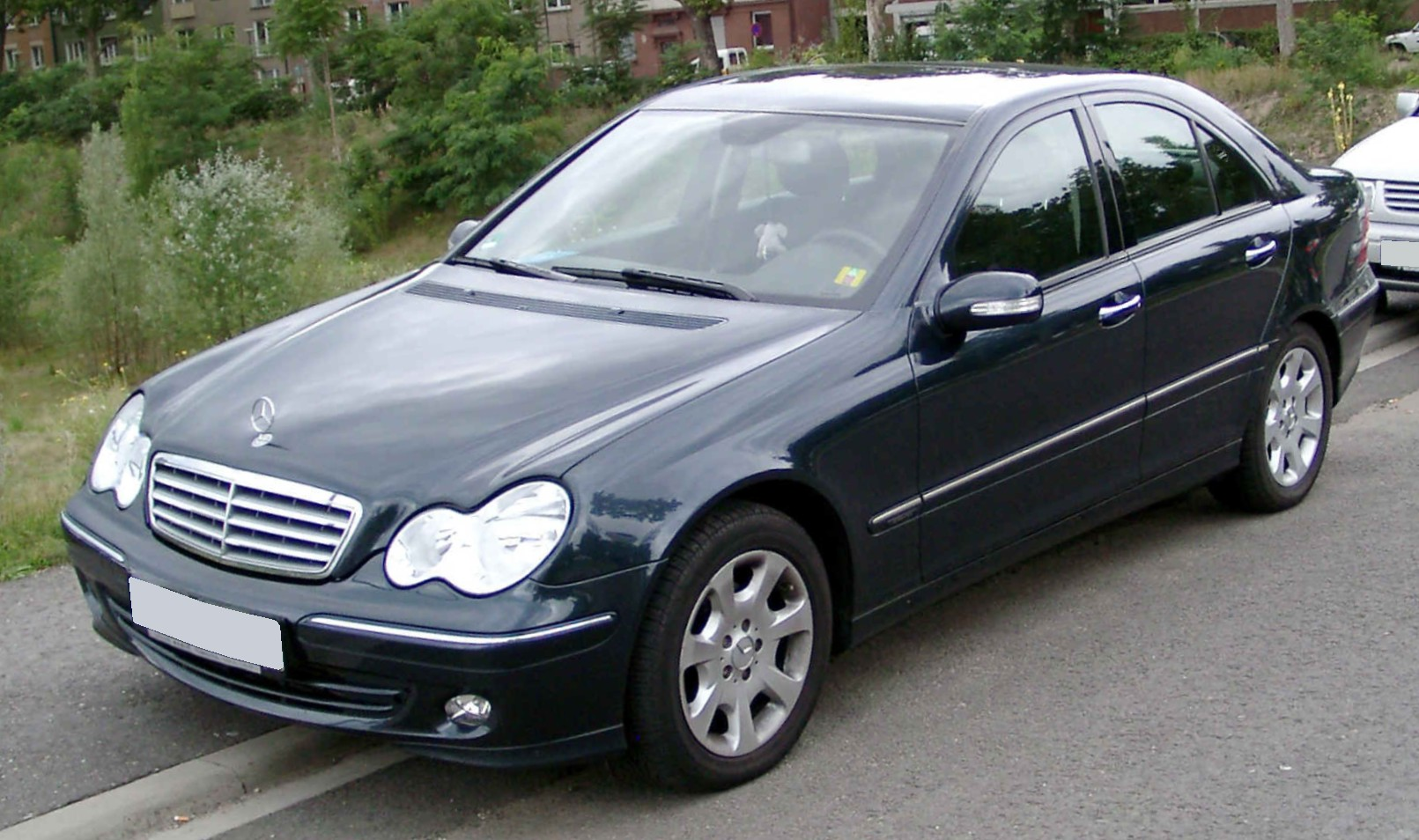
本来の目的はラリー参戦とも、アメリカ合衆国で販売する際のメーカーの総排気量規制の結果とも言われる（ラリー参戦については実現しなかったがツーリングカーレースに参戦）。コスワースが開発に協力した高性能版『2.3-16』後の『2.5-16』は特に有名で4ドアセダンの高性能モデルの魁となった。オリジナルの2リットル版の他に2.3/2.6リットルの直6や2.5リットルのディーゼルを搭載した車両もあったが、ボディタイプは上級車であるミディアム・クラス（後のEクラス）と異なり4ドアセダンのみだった。バブル経済時代の日本では、5ナンバーサイズに収まる小型サイズであり、街中でよく見かけることから「小ベンツ」と揶揄された。しかしサスペンションを始め多くの部品が上級車であるミディアム・クラス（後のEクラス）との共通であり、いわゆる「最善か無か（Das Beste oder nichts.）」の理念のもと造られた最後のモデルの一つである。
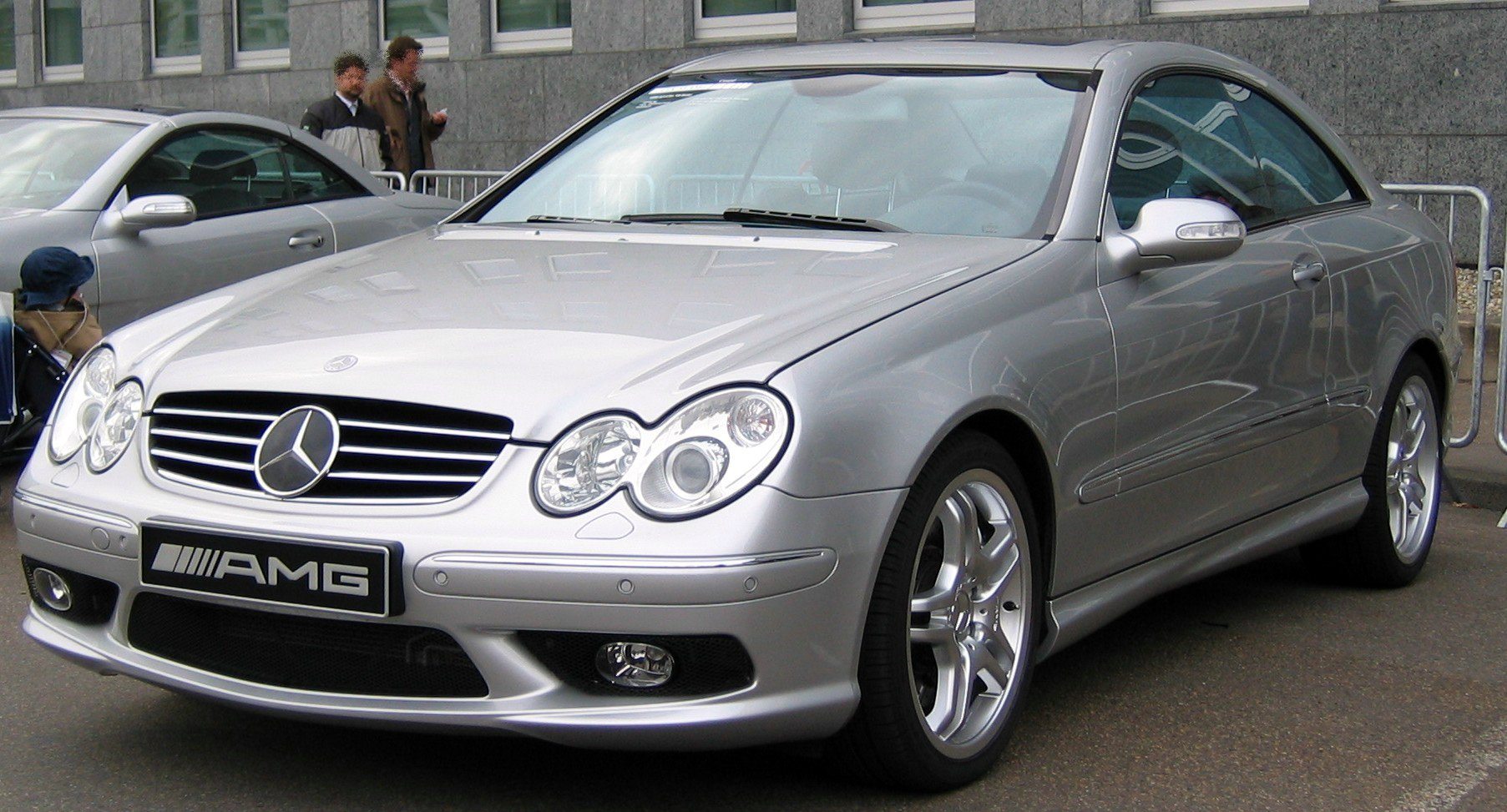
2003年：W209 画像はCLK55 AMG
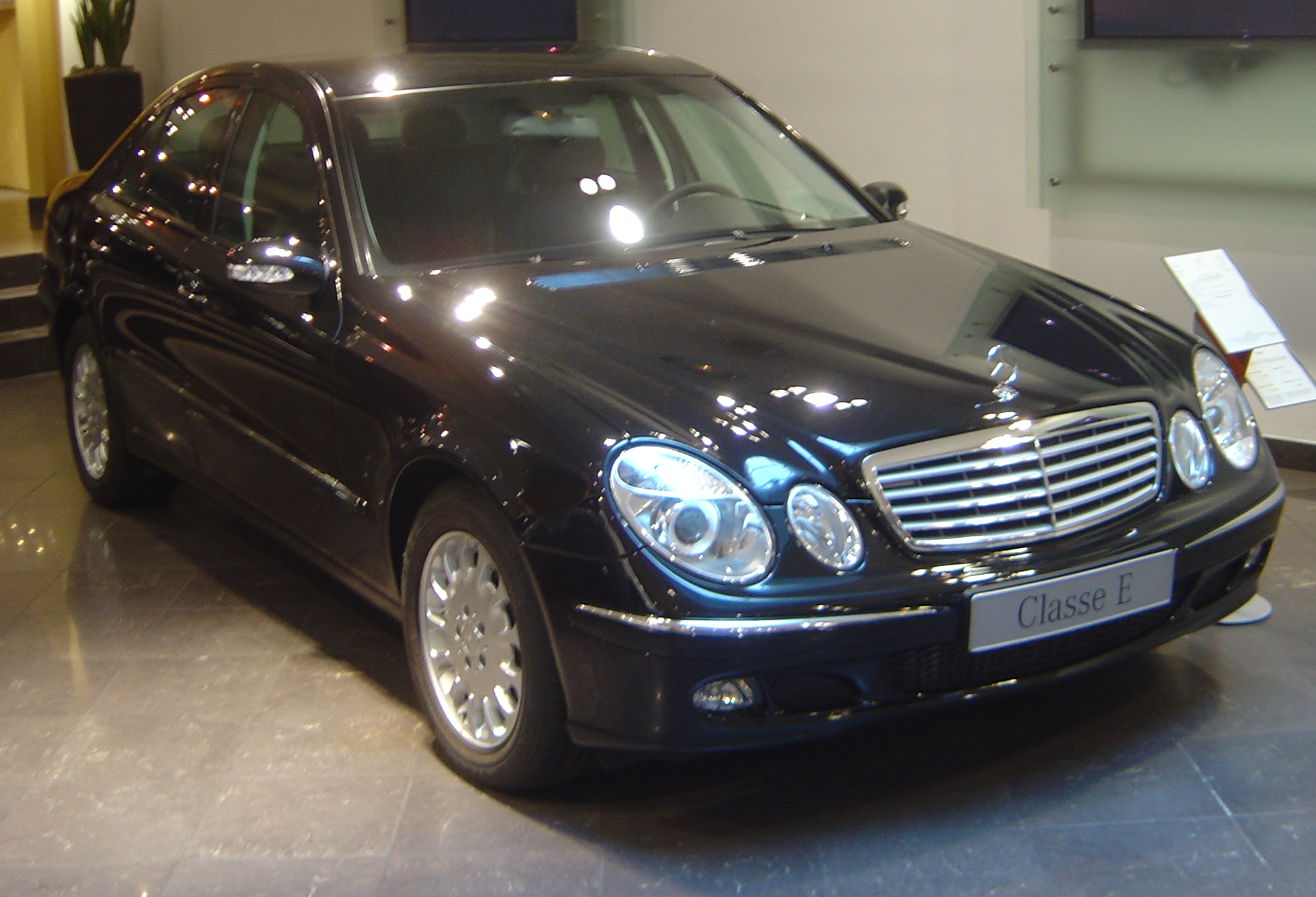
2003年：W211 Eクラスのステーションワゴン。画像はE240
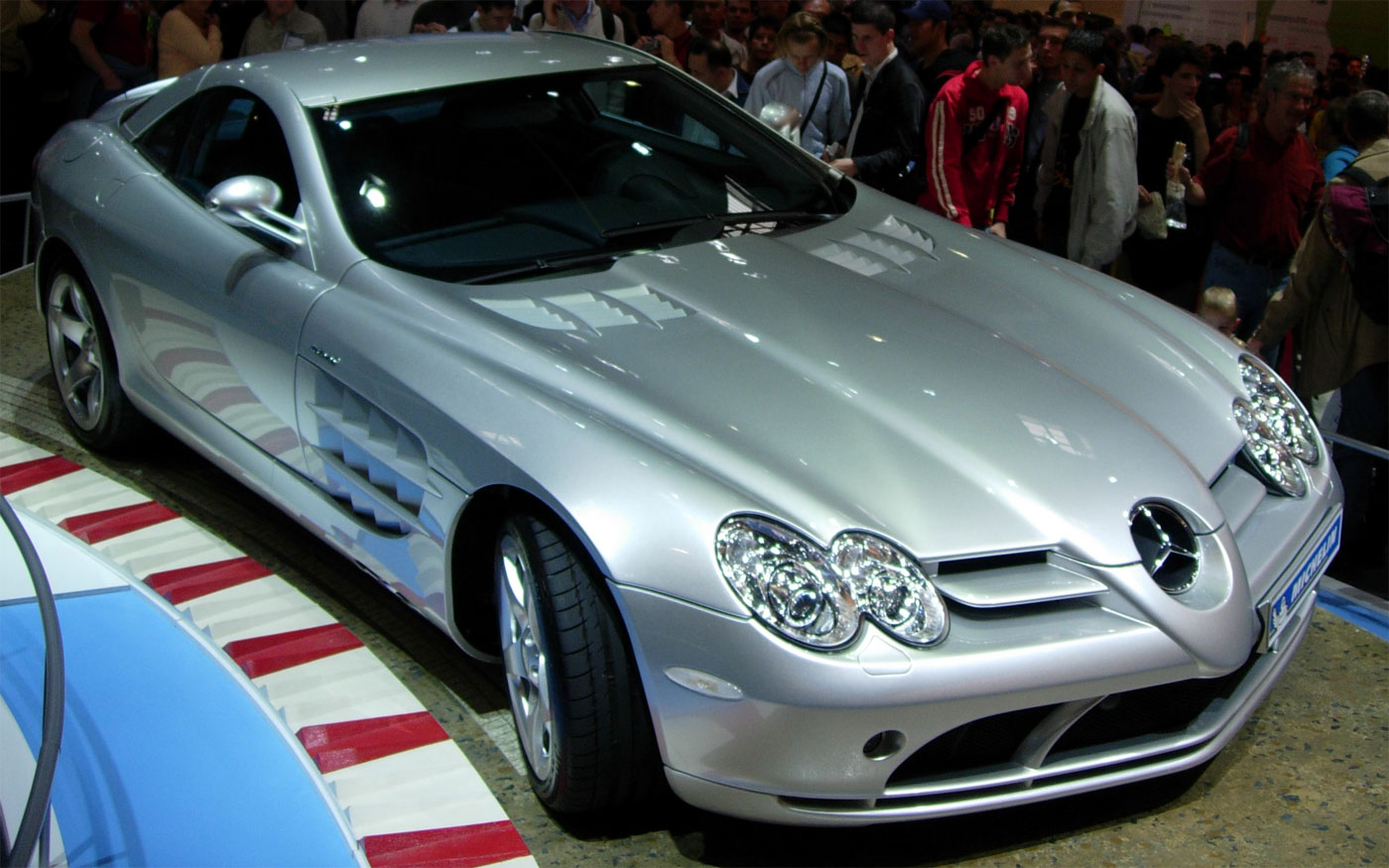
2004年：C190 マクラーレンとの共同開発によるスーパーカー、SLRマクラーレン
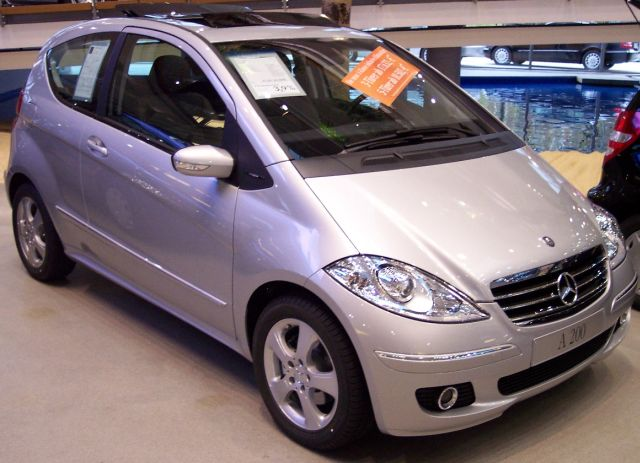
2004年：W169 2代目Aクラス。画像はA200
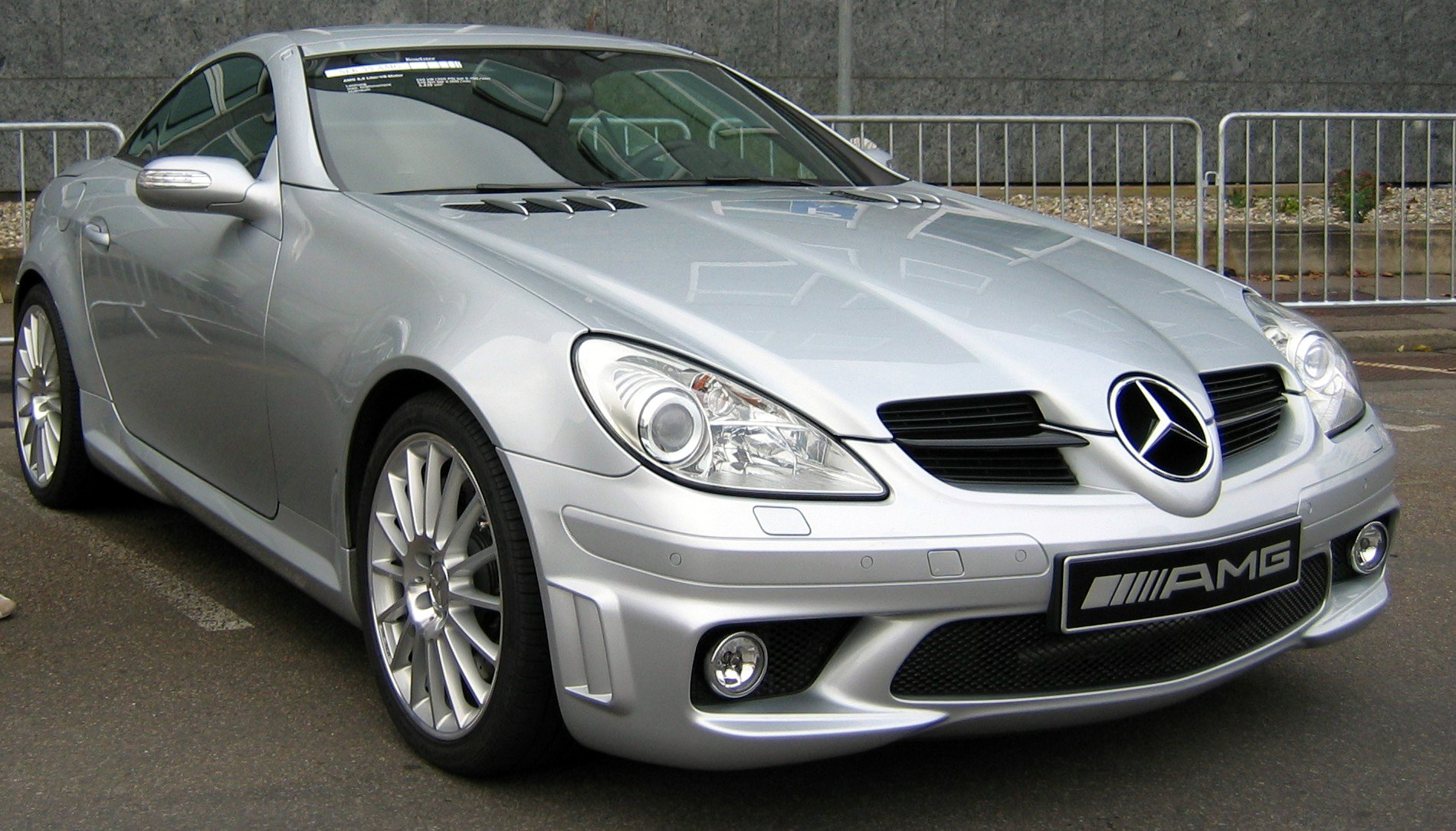
2005年：R171 画像はSLK55 AMG
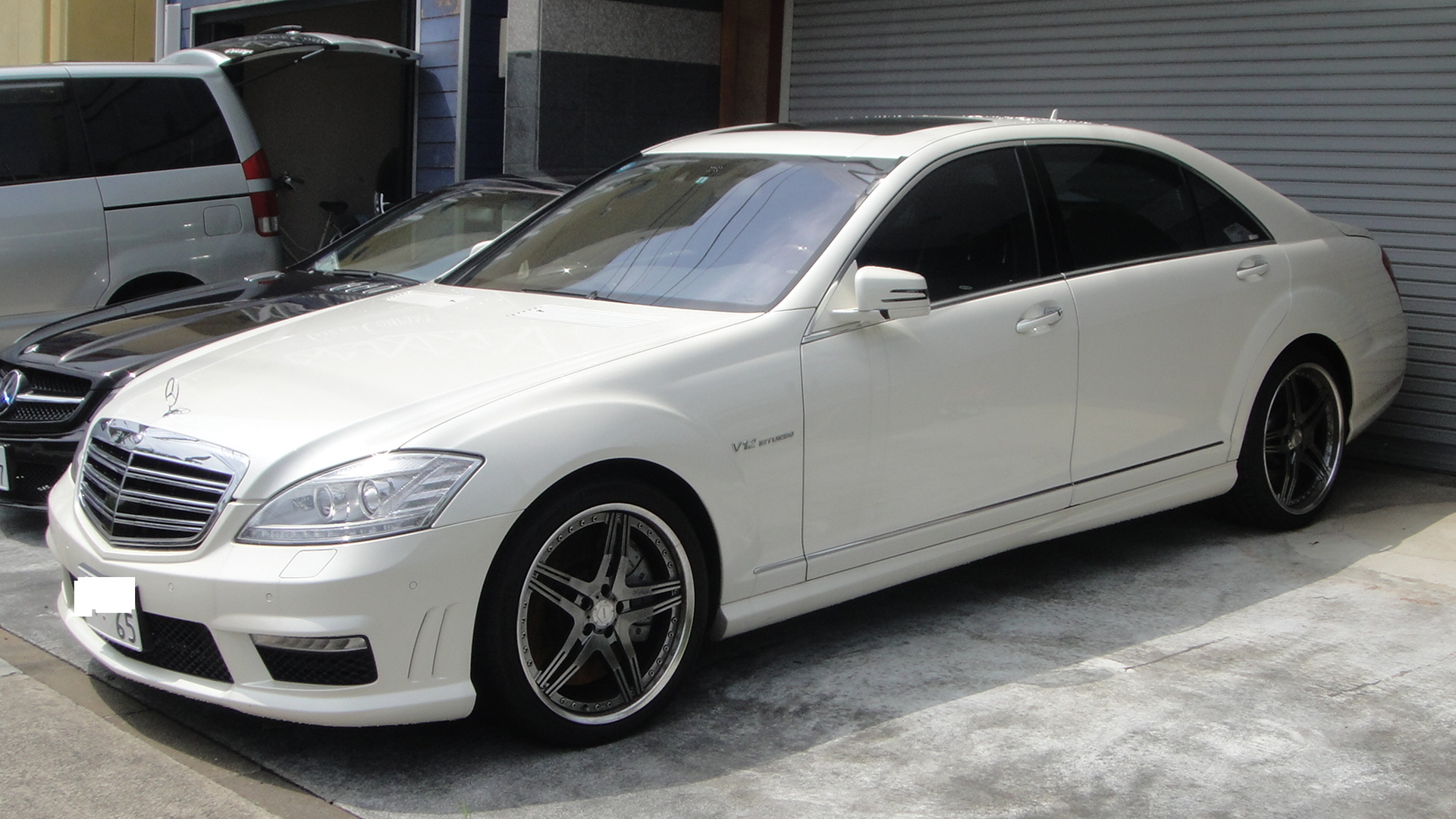
2006年 : W221 画像はS65 AMG
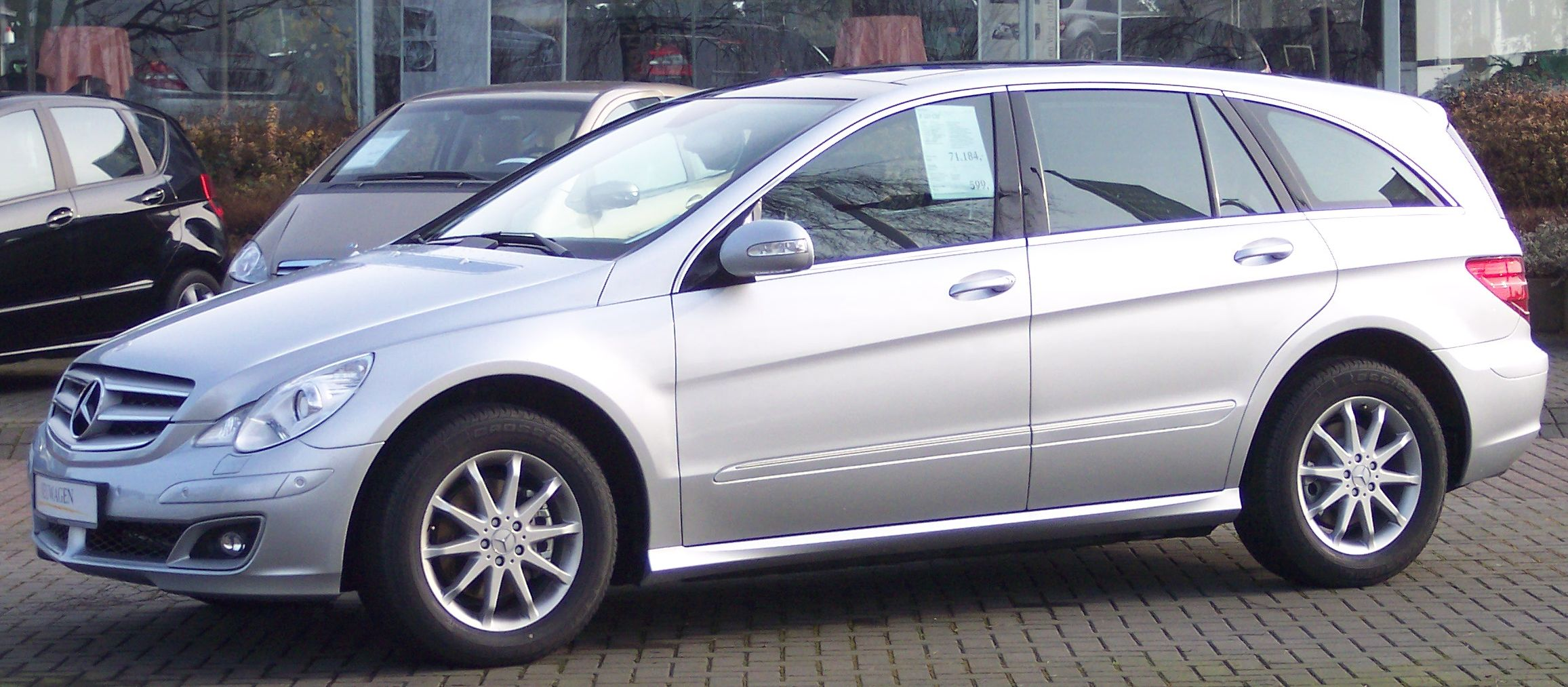
2006年：W251 新設されたRクラス。
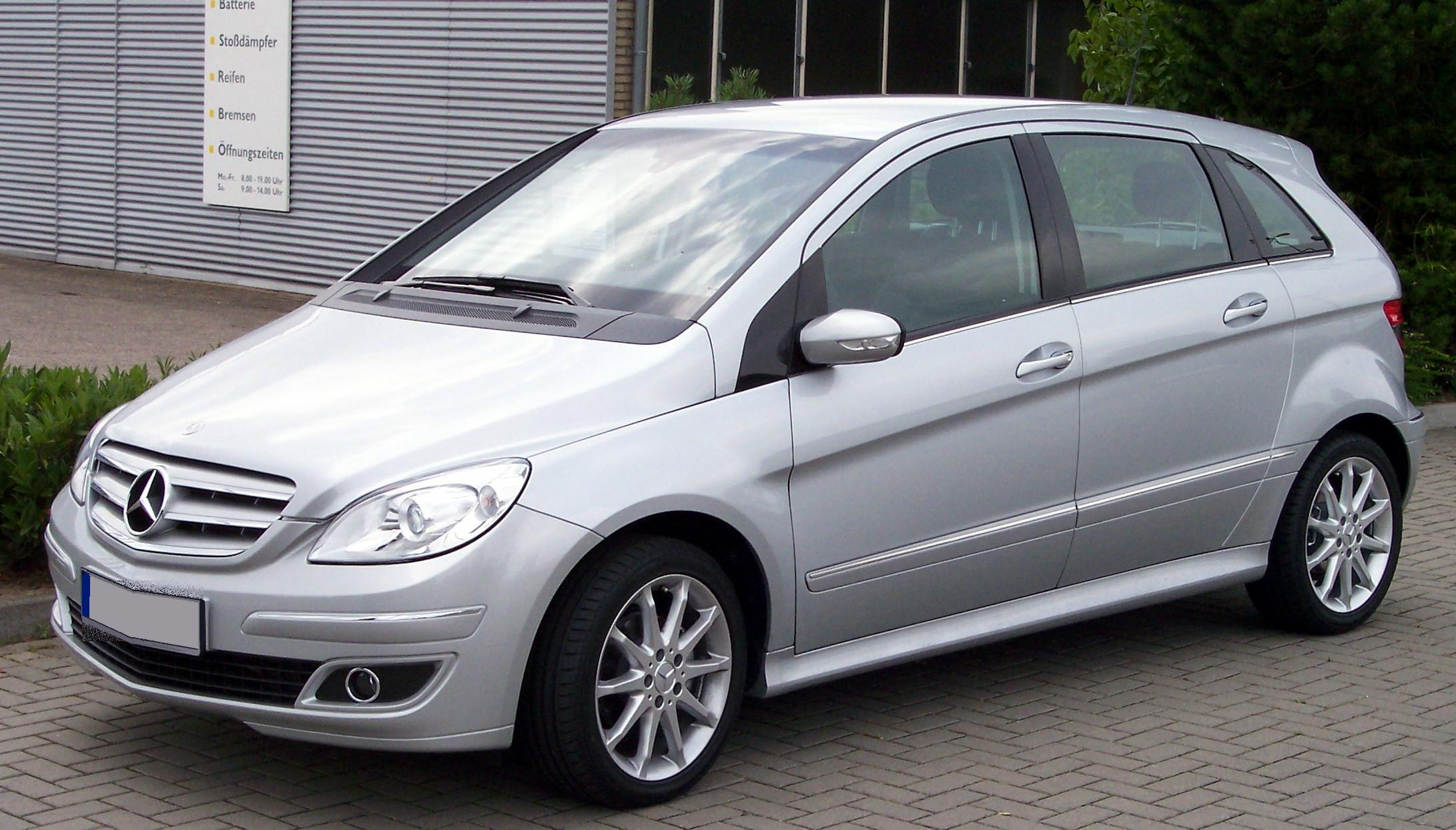
2006年：W245 新設されたBクラス。画像はB170
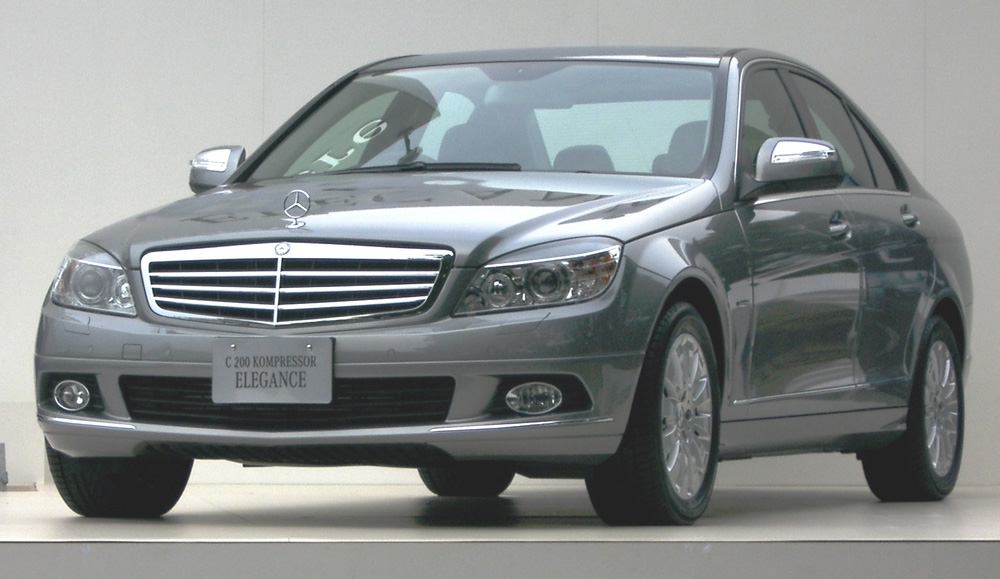
2007年：W204 3代目Cクラス。画像はC200
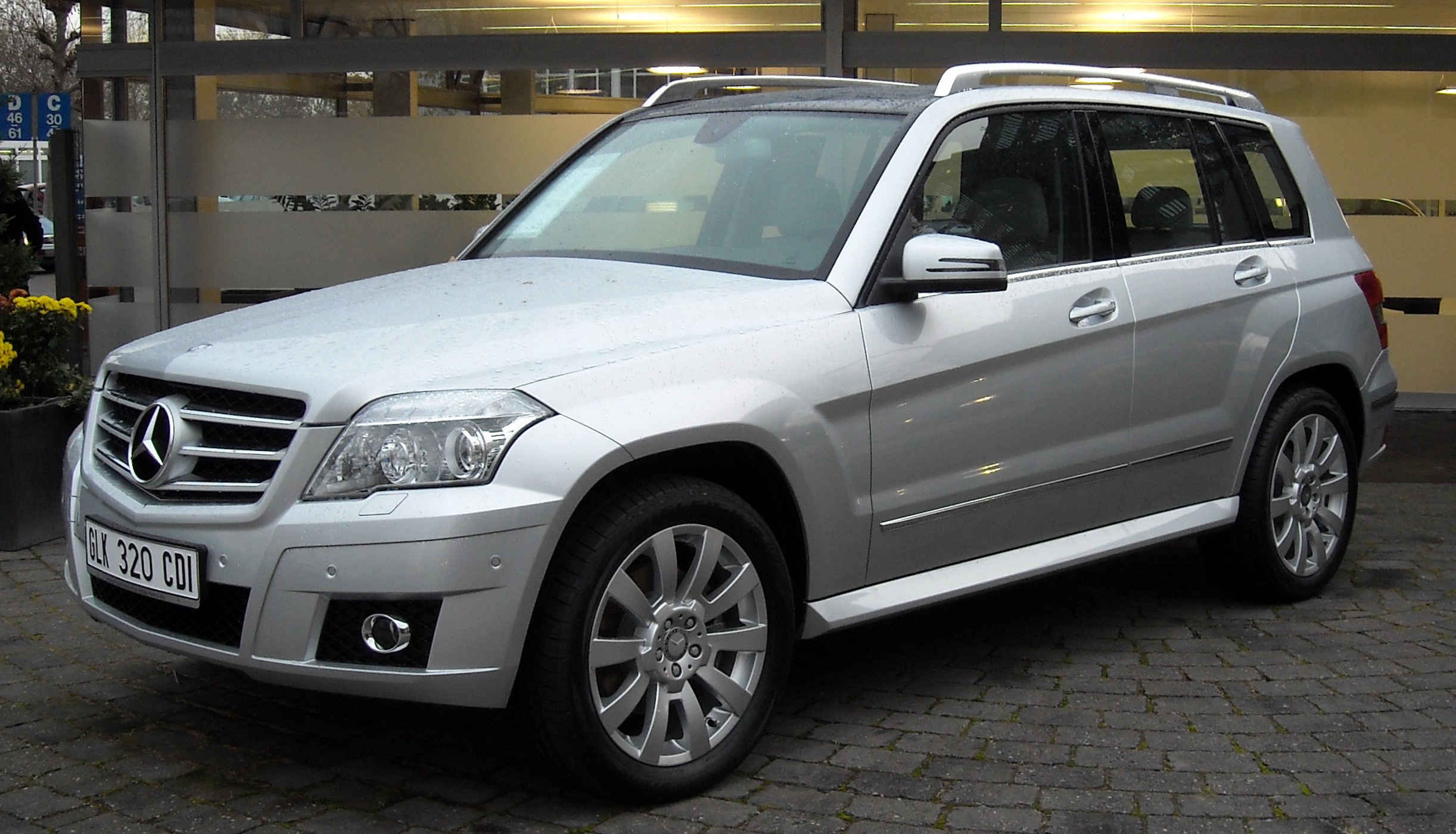
2008年 : X204 新設されたGLK。後継車はGLC。画像はGLK320
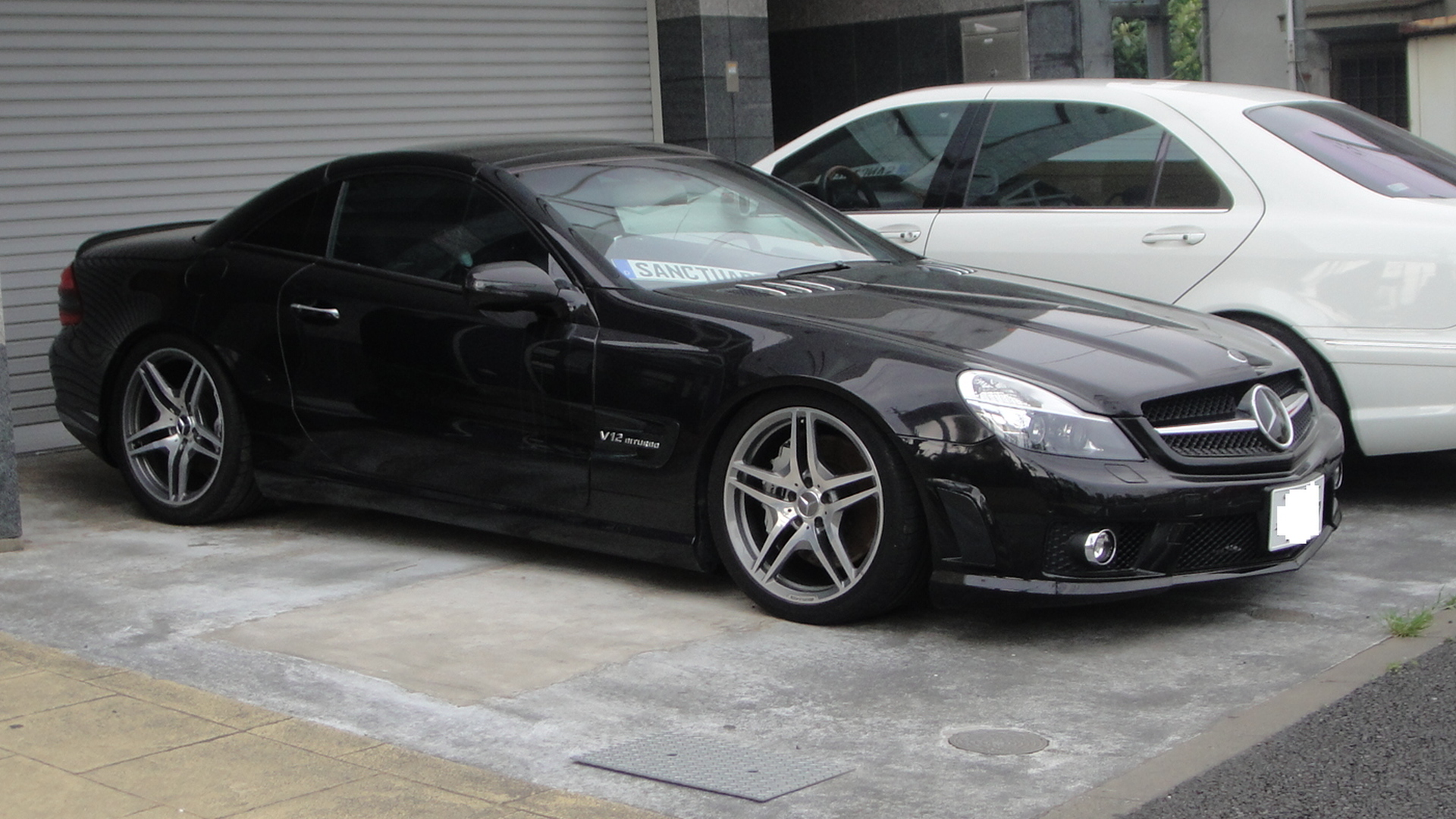
2008年：R230 画像はSL65 AMG
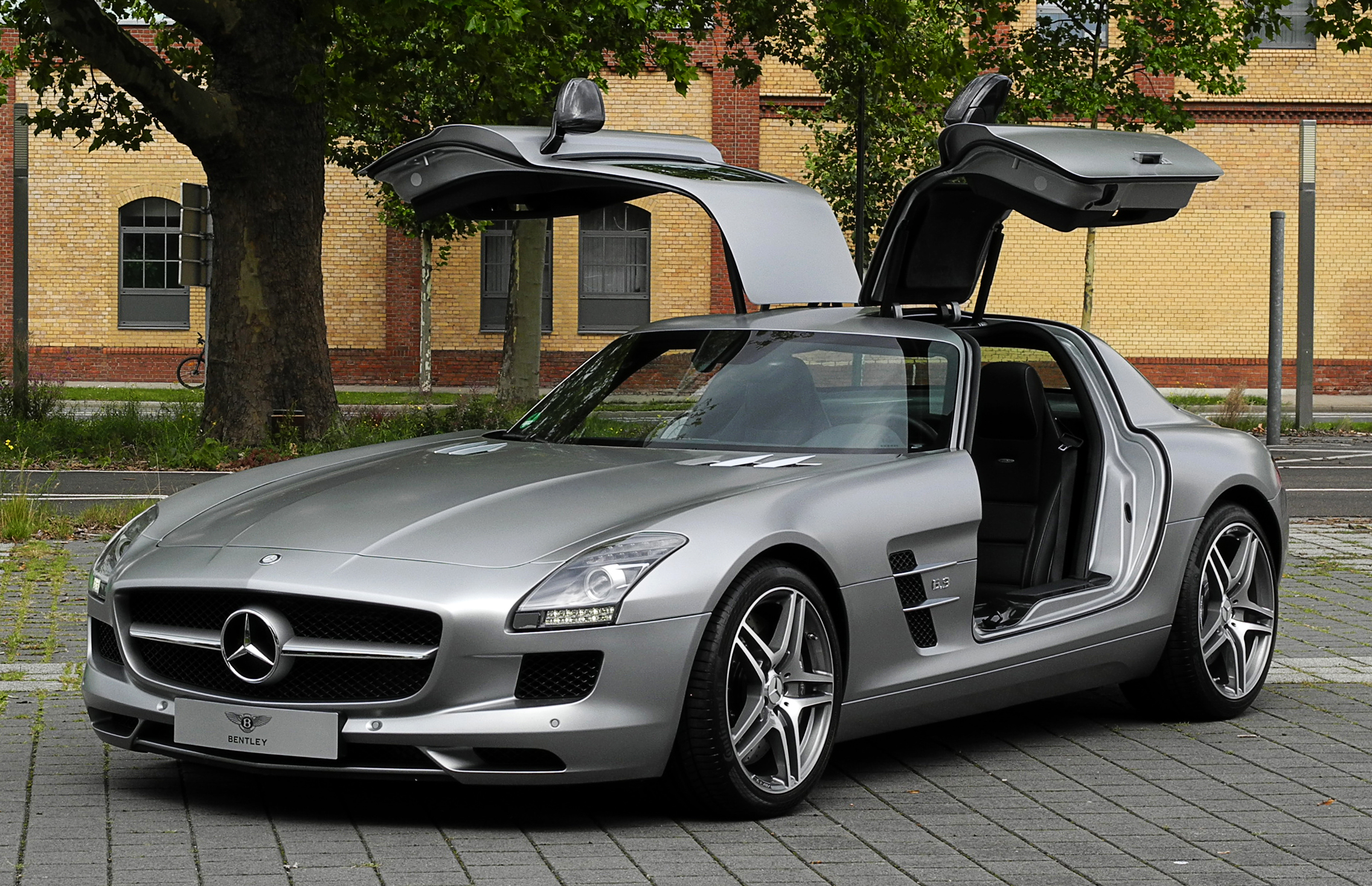
2008年：C197 AMGにより開発されたスーパーカー、SLS AMG
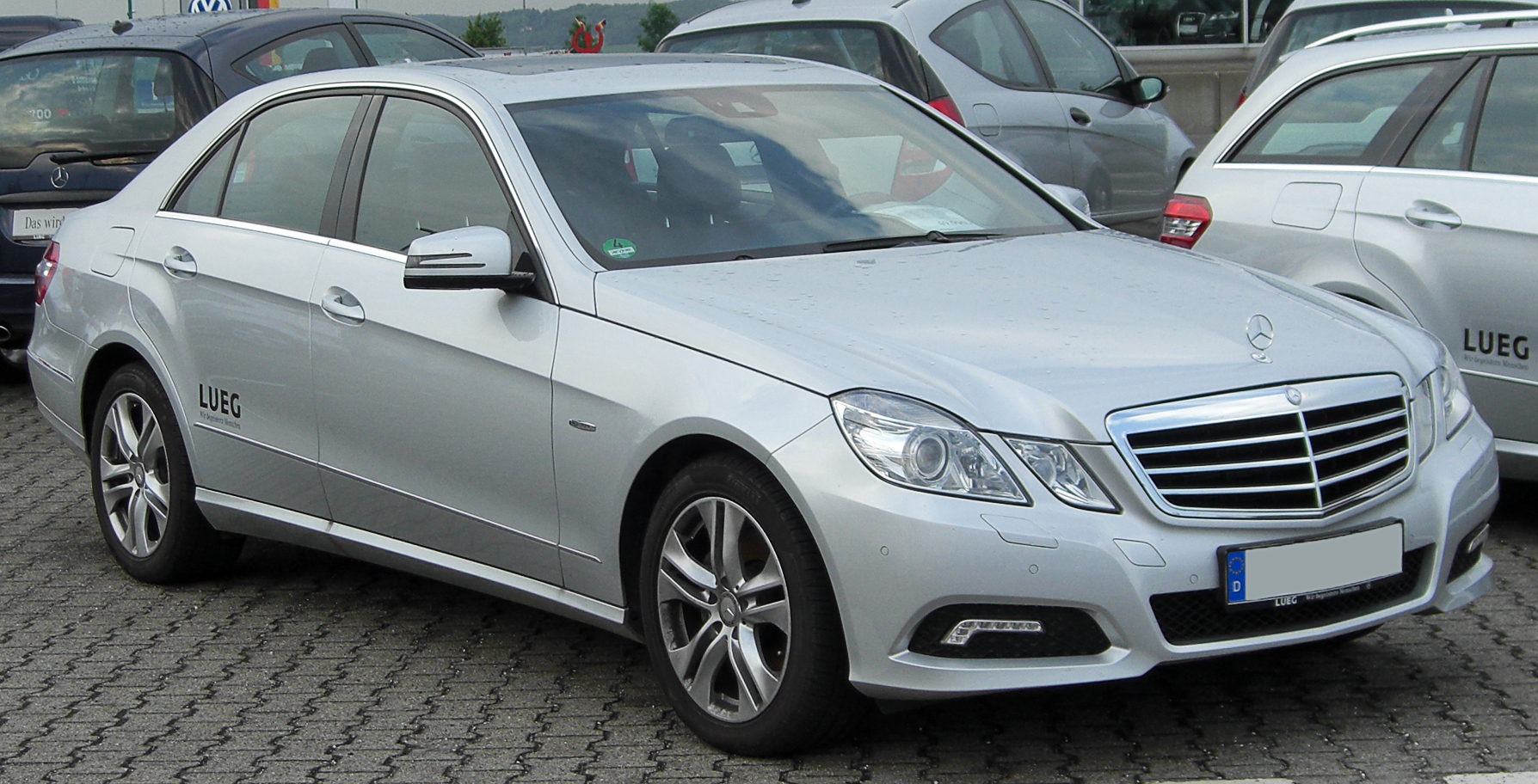
2009年 : W212 4代目Eクラス。画像はE250 CDI

## モータースポーツ
1926年に「メルセデス・ベンツ」ブランドが生まれる以前、ダイムラー社（Daimler AG）の前身であるダイムラー・モトーレン社（DMG）と、ベンツ社は、1894年に開催された史上最初のモータースポーツイベントから、モータースポーツに関わっている。
その歴史は長いだけではなく、グランプリレース（今日のフォーミュラ1）、スポーツカーレースのほか、ラリー、ツーリングカーレースなど、様々なモータースポーツ活動において、メルセデス・ベンツブランドの名で数々の勝利を挙げている。アメリカ合衆国のインディアナポリス500やフランスのル・マン24時間レースにおける優勝もそうした勝利の一例である。
長い歴史の中でも、ヨーロッパ中のレースを席巻した1930年代の活躍は特に知られ、当時、メルセデス・ベンツのレーシングカーは、まとったカラーリングから「シルバーアロー」の名で呼ばれ、これはメルセデス・ベンツのレーシングカーの伝統的な呼称となった。

### 世界選手権における活動
第二次世界大戦後の活動では、現在も参戦しているF1（後述）のほか、過去に複数の世界選手権に参戦している。
その中で、スポーツカー世界選手権においてマニュファクチャラーズタイトル・チームタイトルを計3回（1955年、1989年、1990年）、フォーミュラE世界選手権においては、チームズタイトルを計2回（2020年-21年、2021年-22年）、それぞれ獲得している。（詳細は「ザウバー」、「メルセデスEQ・フォーミュラEチーム」を参照）
世界ラリー選手権（WRC）においても、通算2勝を収めている。

### 現在の活動
2023年現在、フォーミュラ1（F1）に自社チーム（ワークスチーム）を参戦させている。
F1においては、ドライバー部門では所属ドライバーがチャンピオンタイトルを2014年から2020年にかけて7連覇、コンストラクター（製造者）部門ではメルセデスがチャンピオンタイトルを2014年から2021年にかけて8連覇を達成した。これらはどちらもF1史上で最多の連続獲得記録にあたる。（詳細は「メルセデスAMG F1」を参照）
その他、メルセデスAMGを通して、GT3、GT4車両によるカスタマーレーシング事業を行っている。

## 各年代の市販乗用車

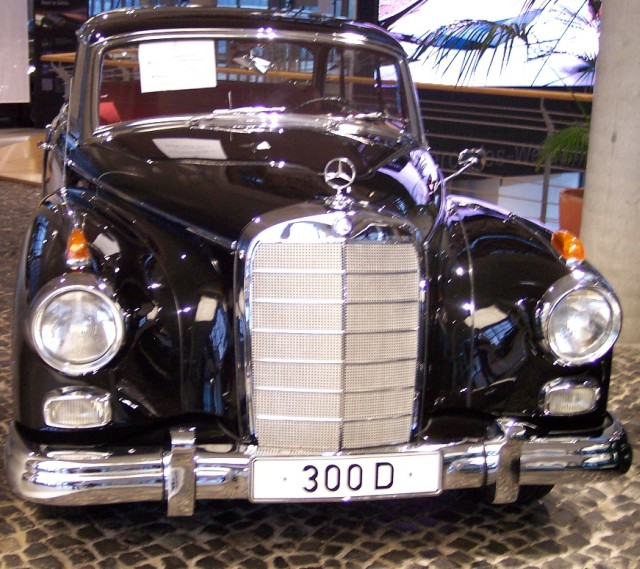
1951年：W186/W188/W189 1950年代の最上級車種。画像は300d
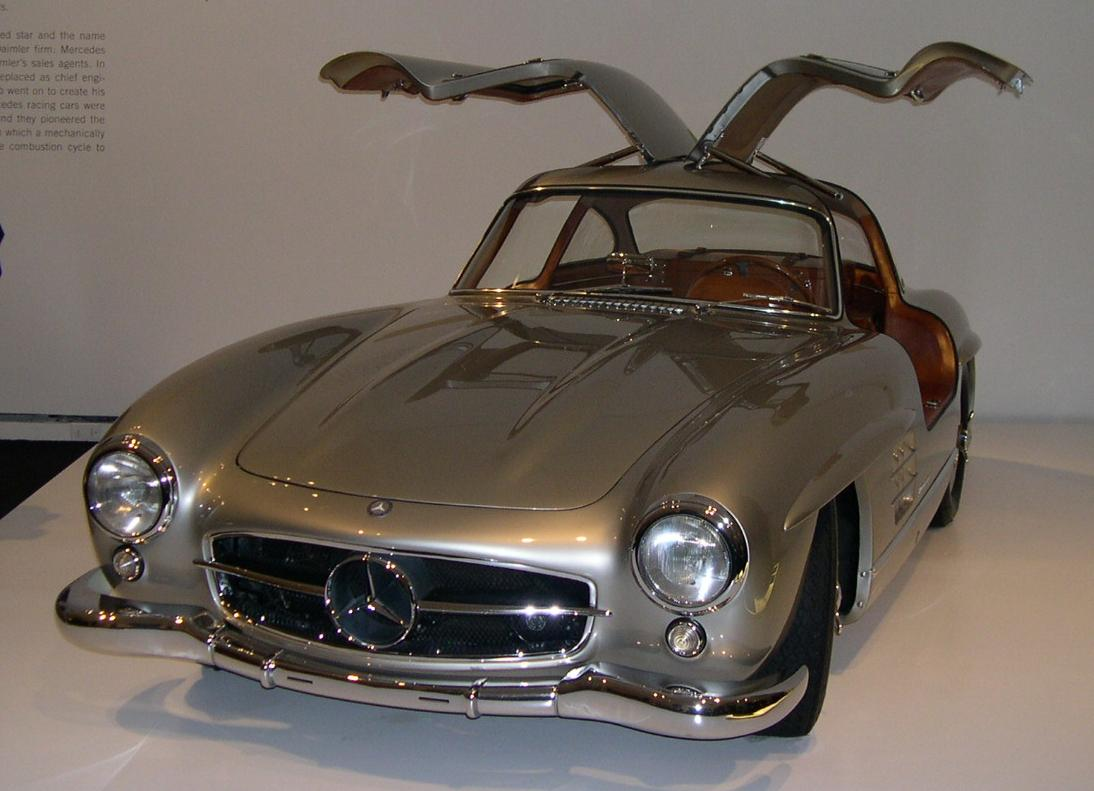
1954年：W198 ガルウィングで知られるスポーツカー、300SL
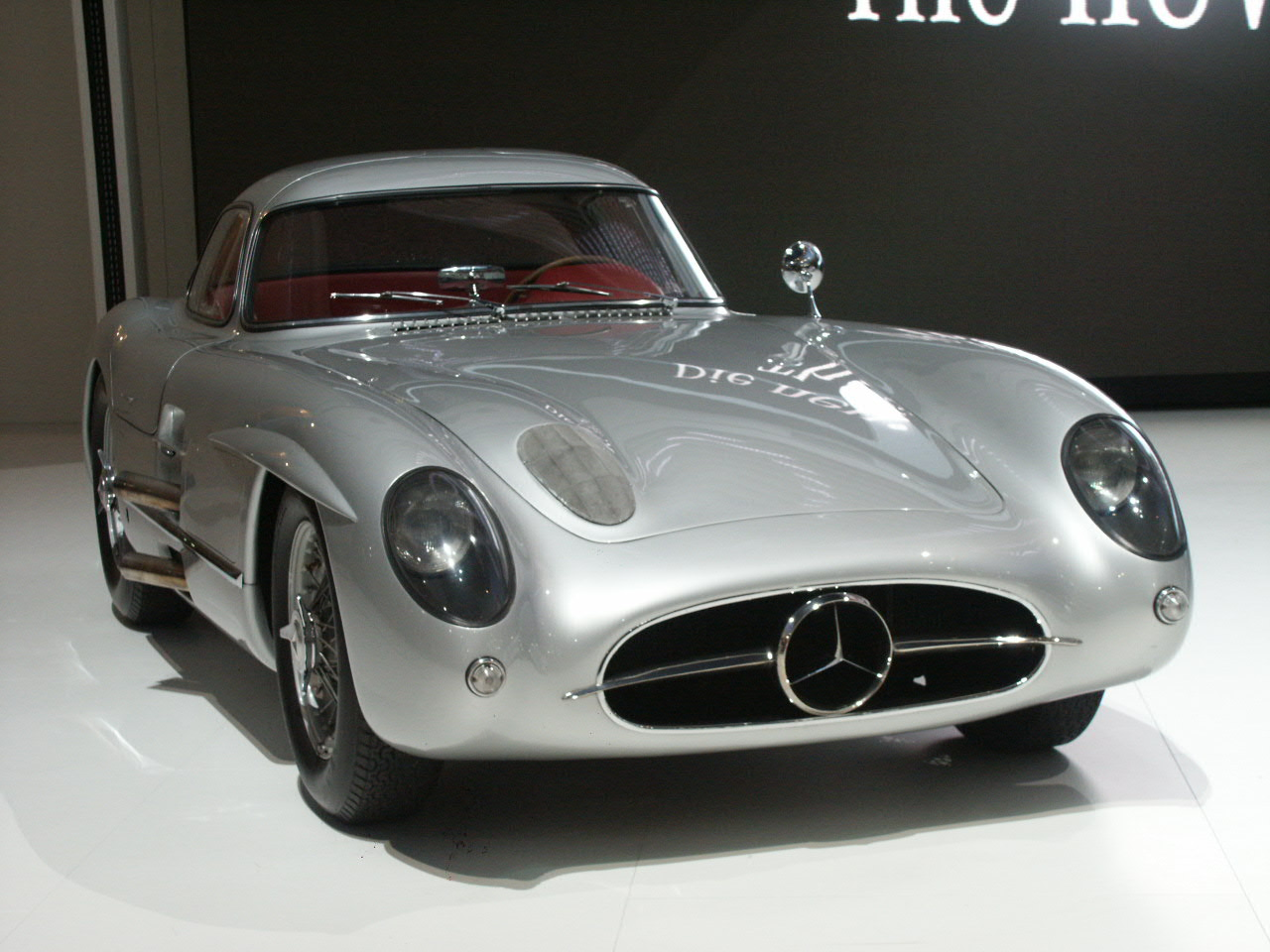
1955年：W196S F1カー・W196を基に製作されたスポーツカー、300SLR。市販はされていない。

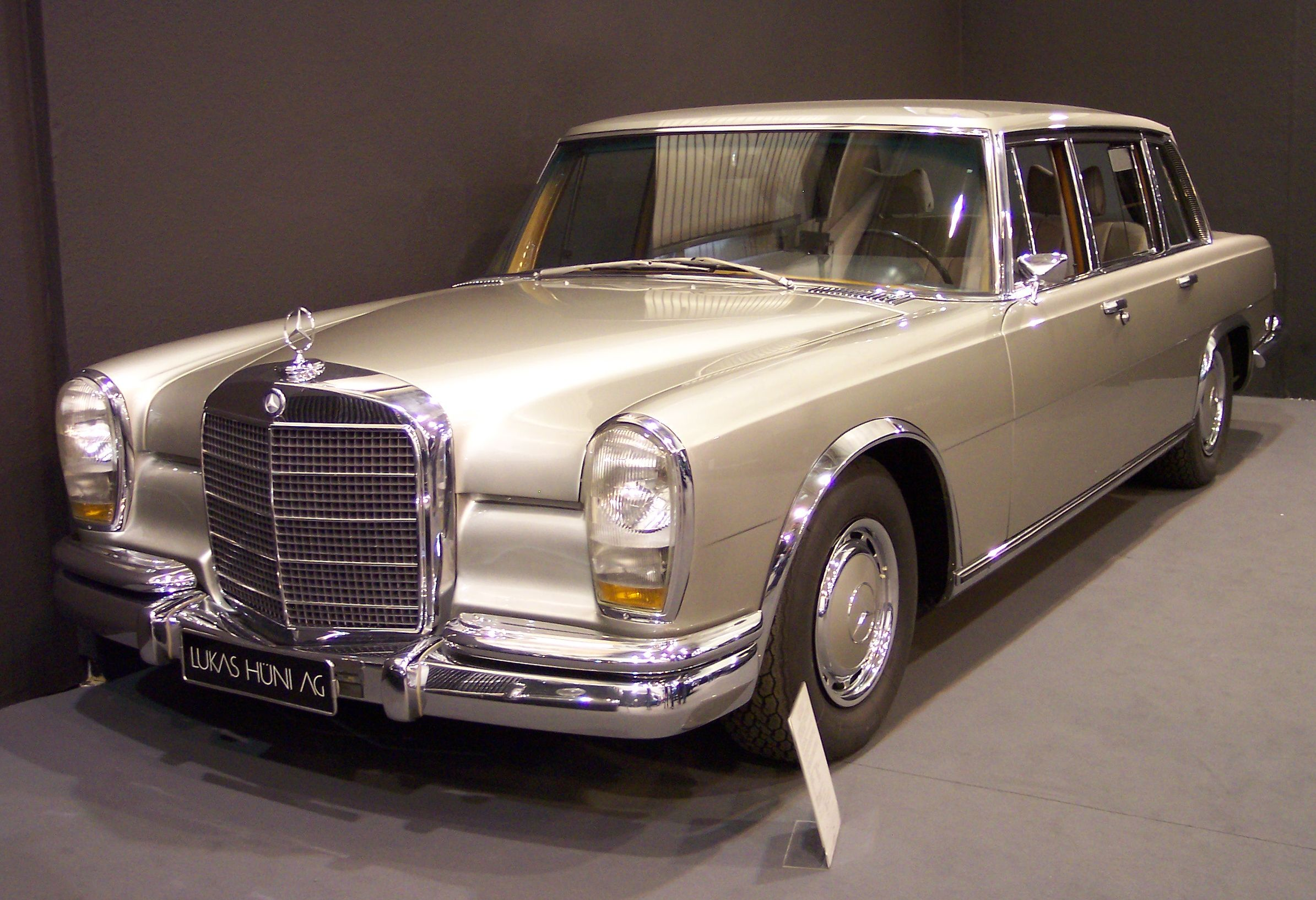
1965年：W100 ショーファードリヴンカー、600
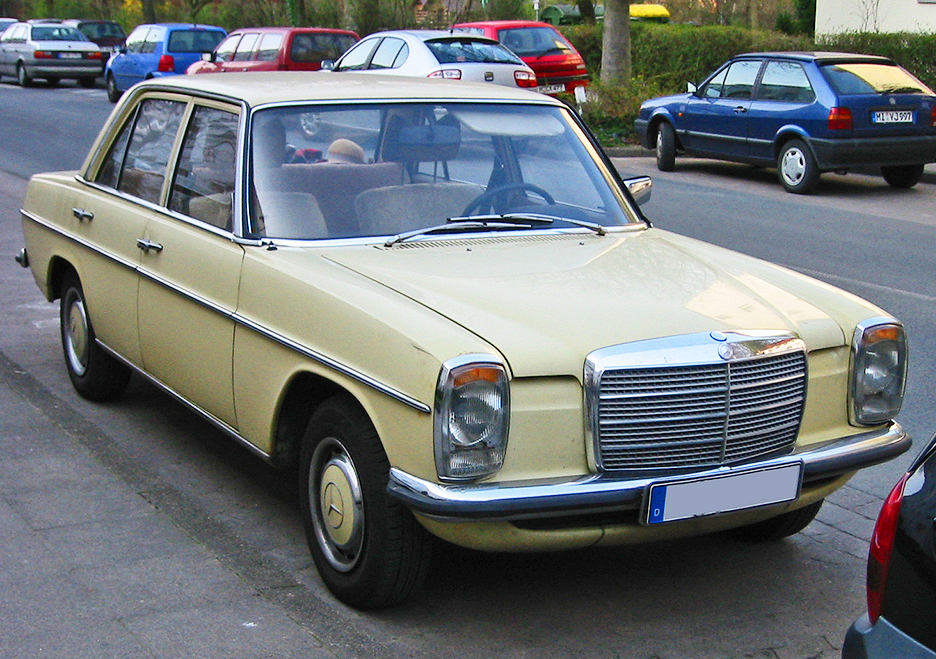
1969年：W114/W115 当時の欧州を代表する中型車。5気筒ディーゼルエンジンの採用は世界初。

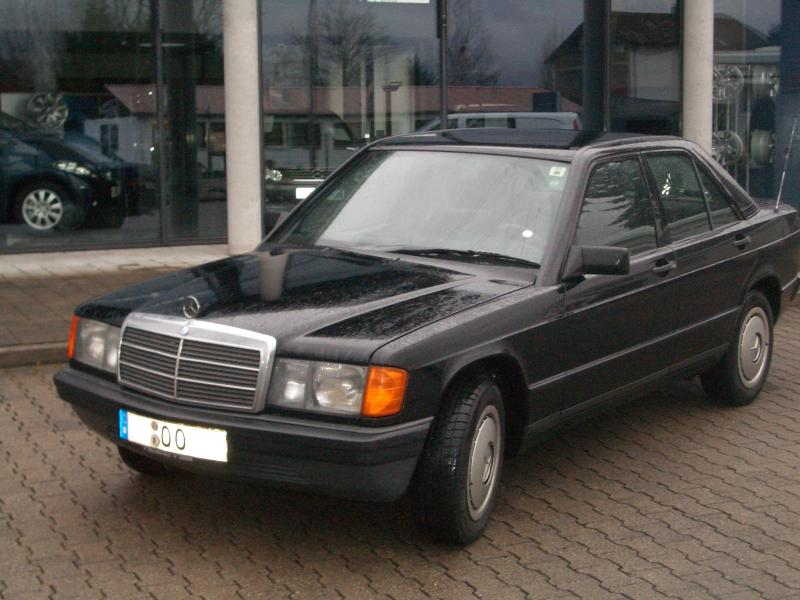
1982年：W201 メルセデス・ベンツ初のDセグメント車。画像は190D
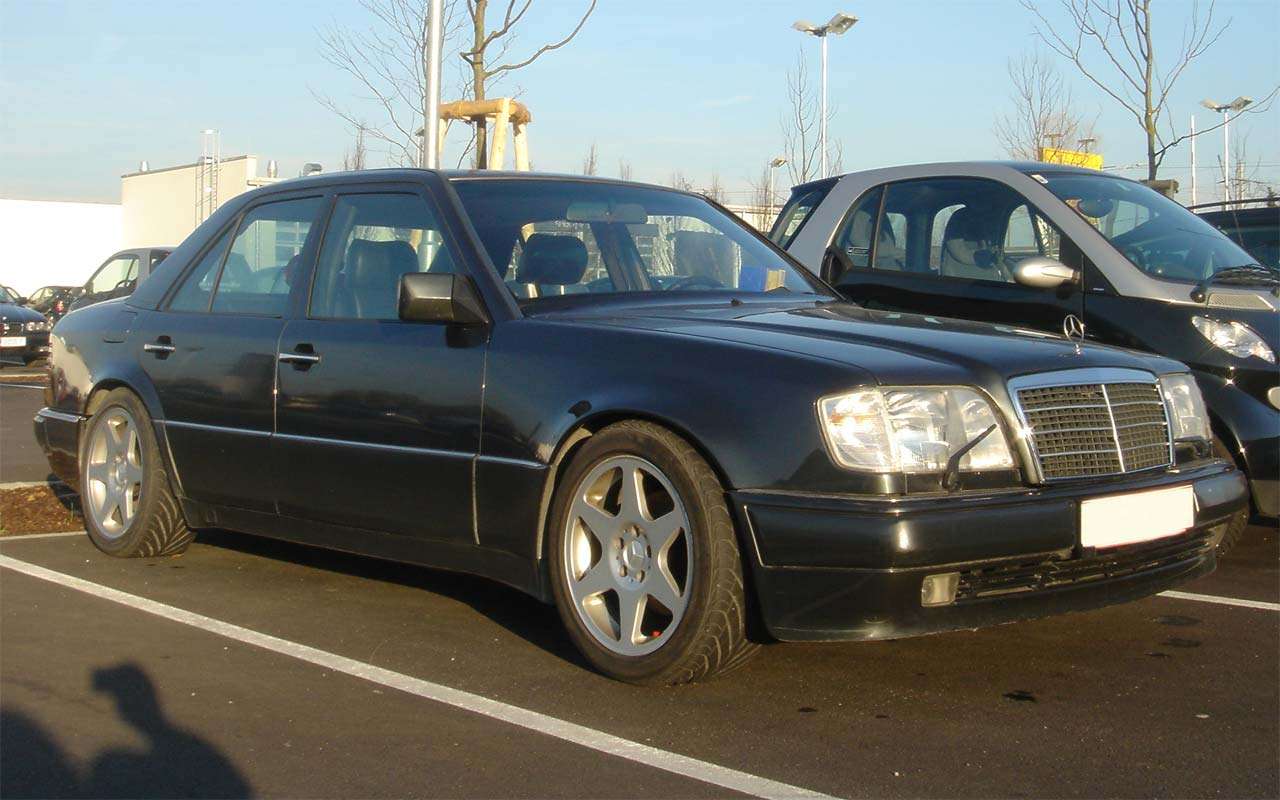
1986年：W124 ヒットしたW123の後継。画像はE500

1920年代以前

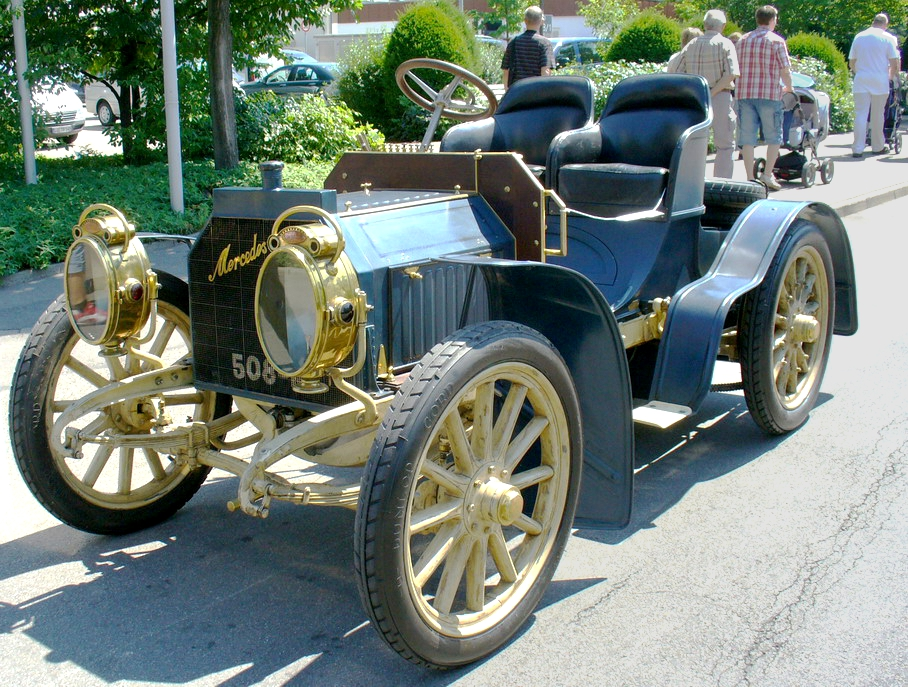
1902年：メルセデス・ジンプレックス
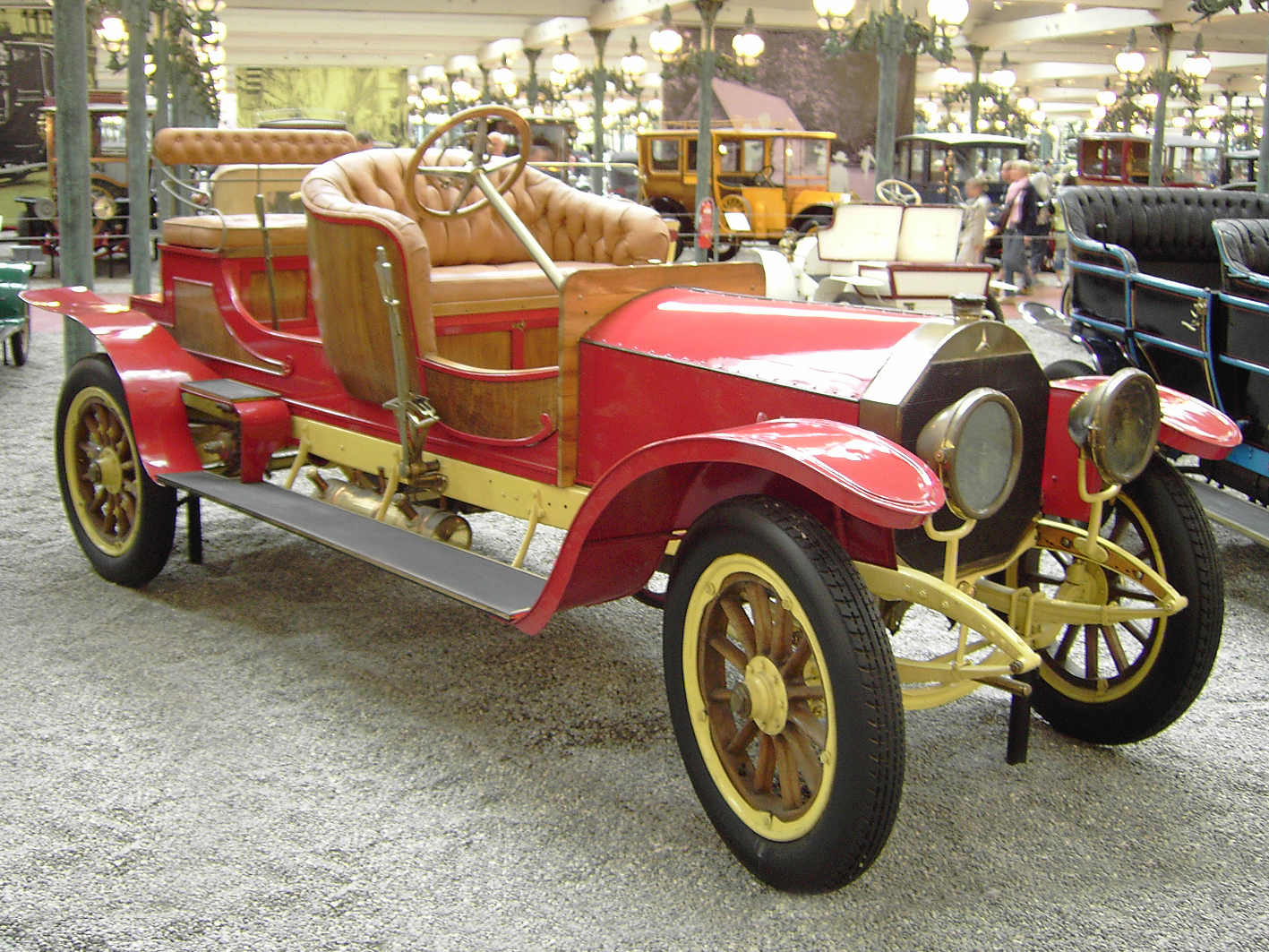
1905年：メルセデス・ダブルフェートン

1930年代

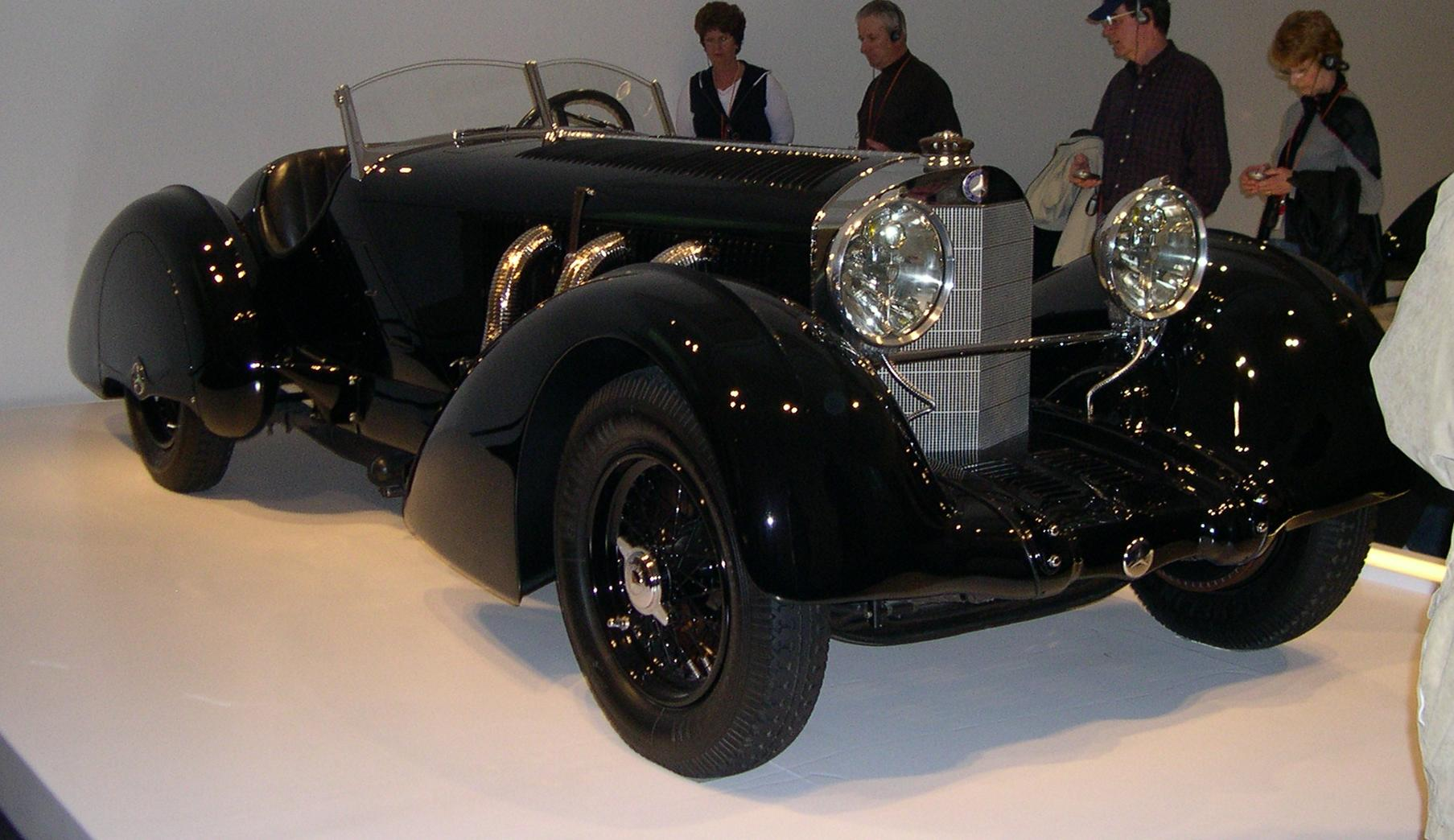
1930年：W06 最高時速192kmに達した。画像はSSK

1940年代

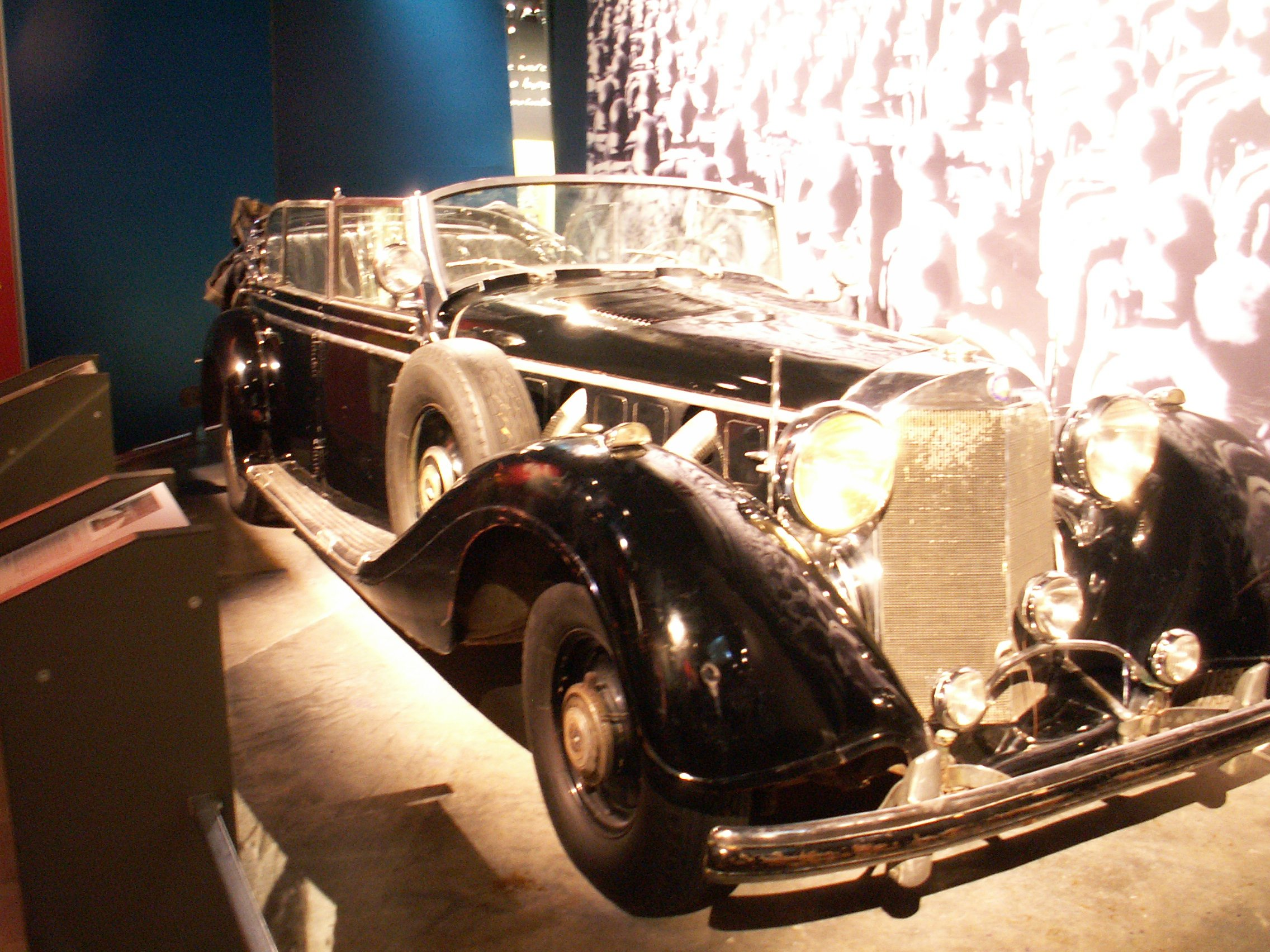
1940年：W150 770K。画像はアドルフ・ヒトラー専用車。
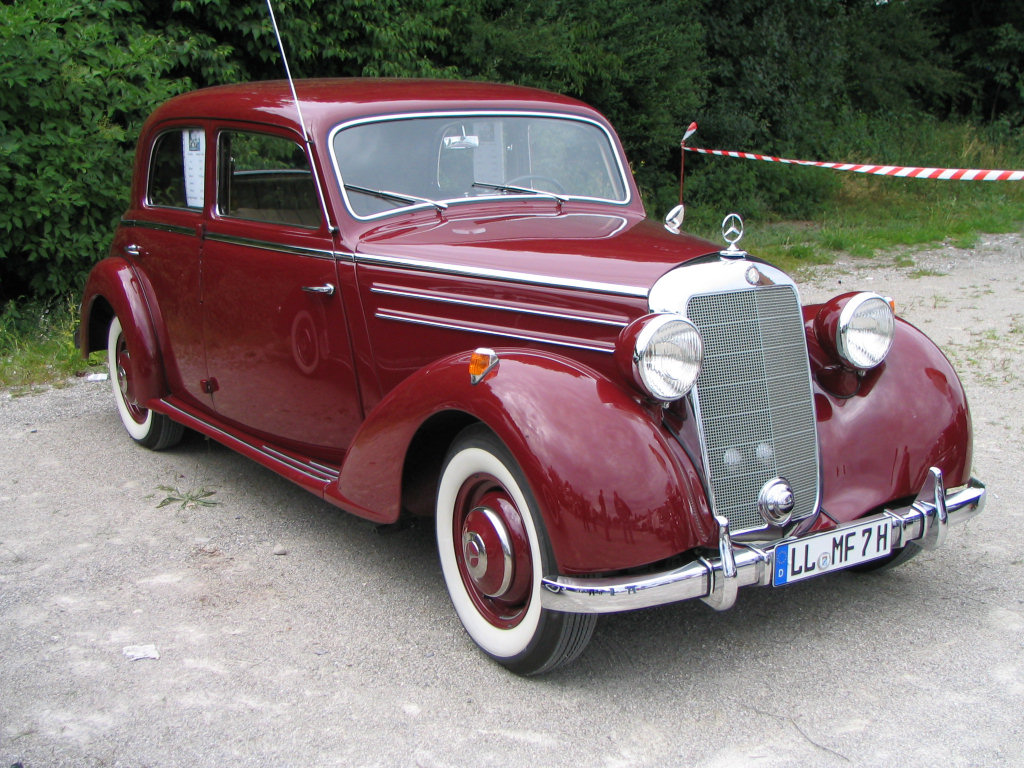
1949年：W136 戦後まもなくの主力車種。画像は170S

1950年代

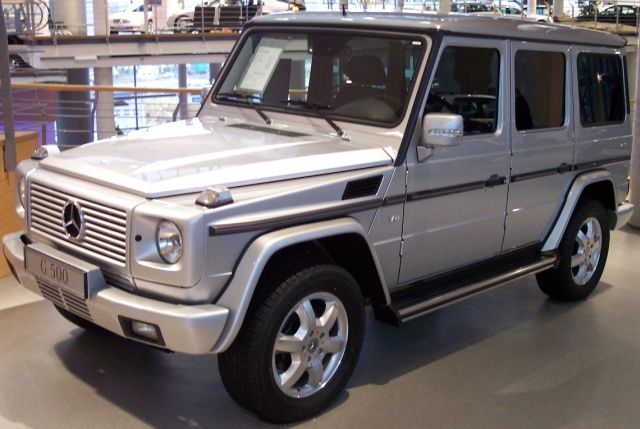
1951年：W186/W188/W189
1950年代の最上級車種。画像は300d
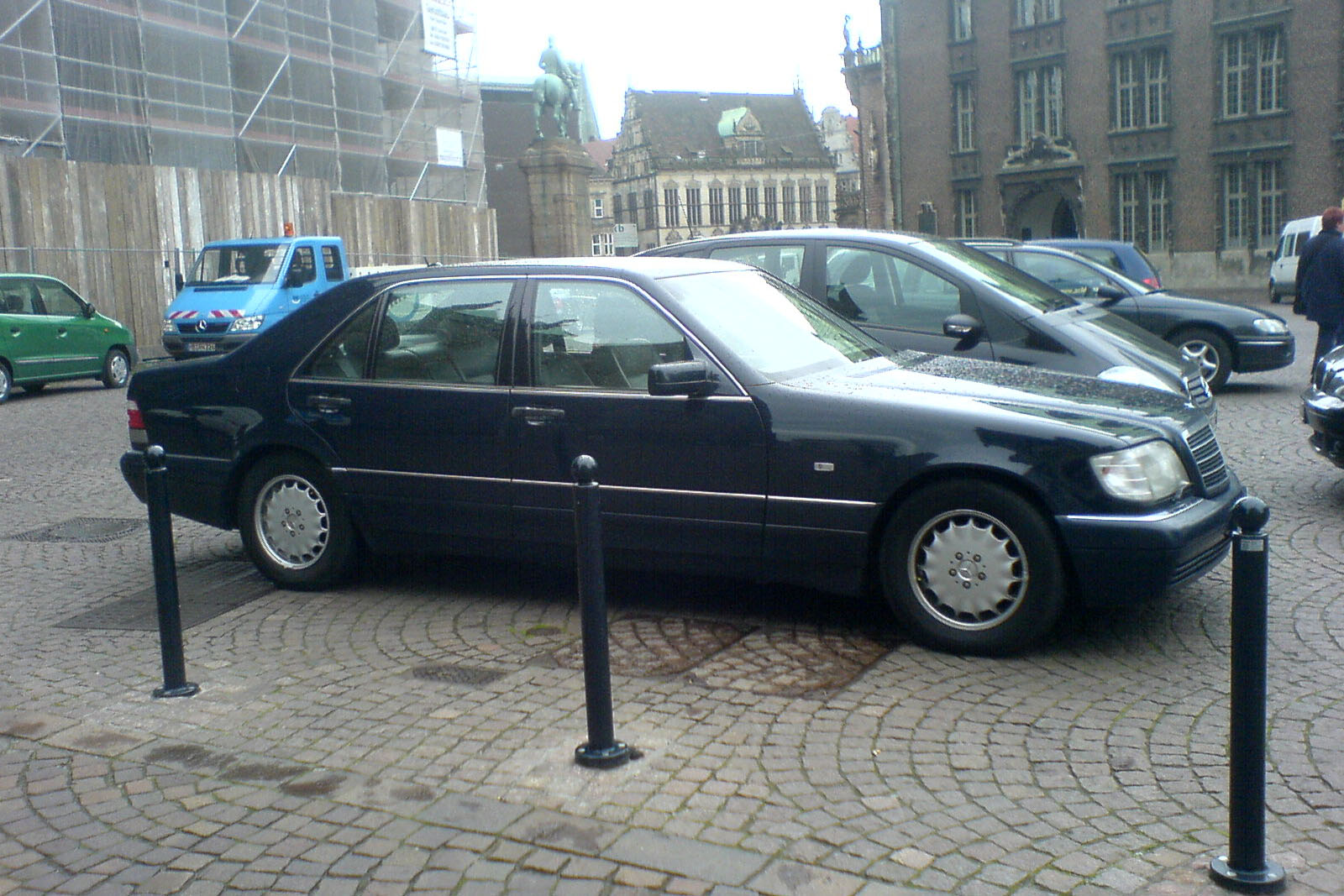
1954年：W198
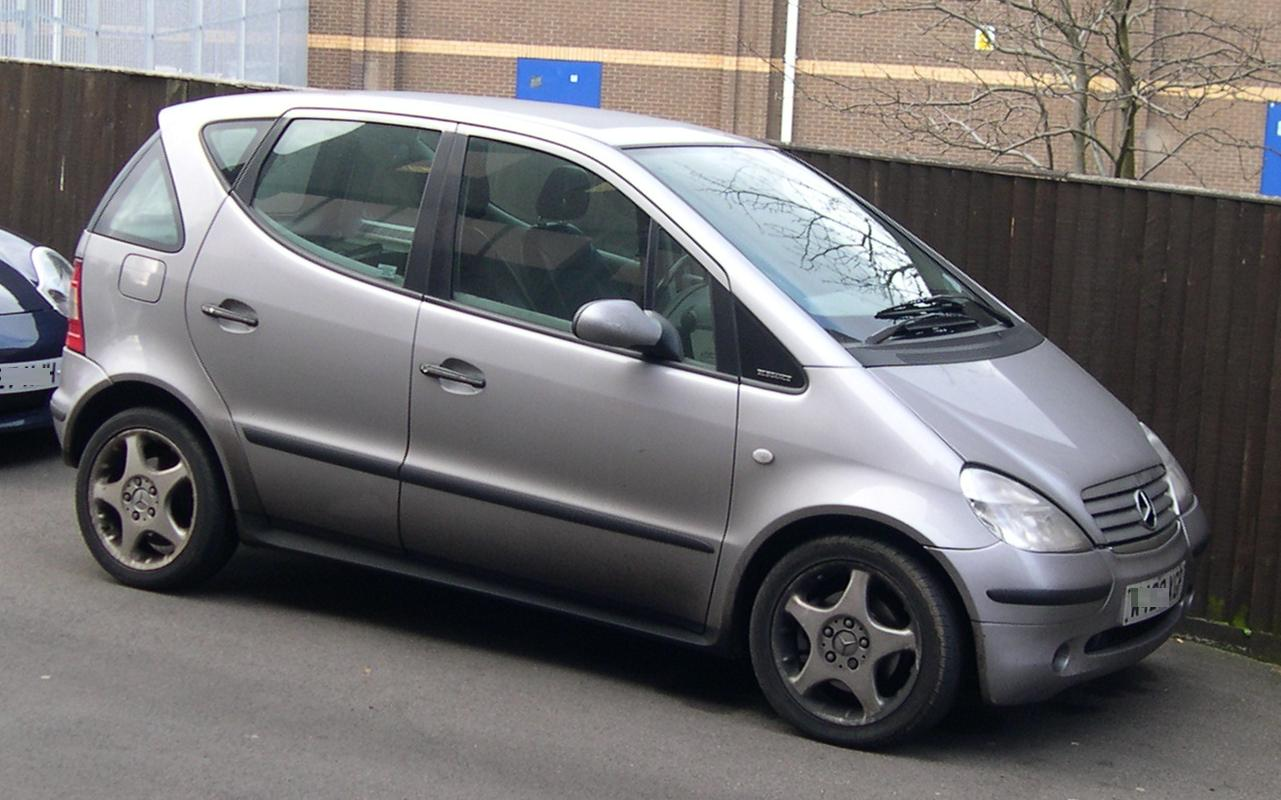
1997年：W168 新設されたAクラス。画像はA180
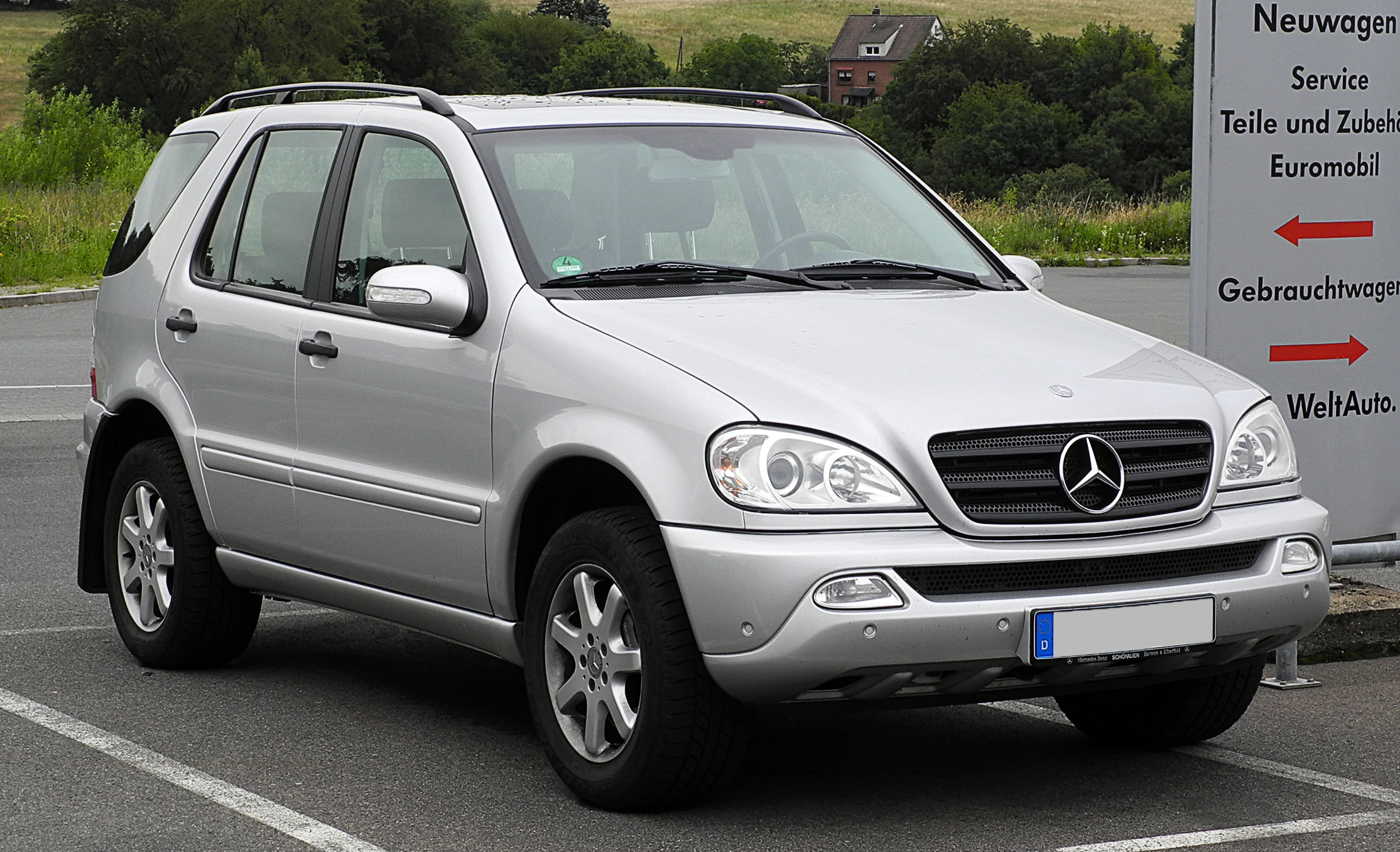
1997年：W163 新設されたMクラス。画像はML270 CDI
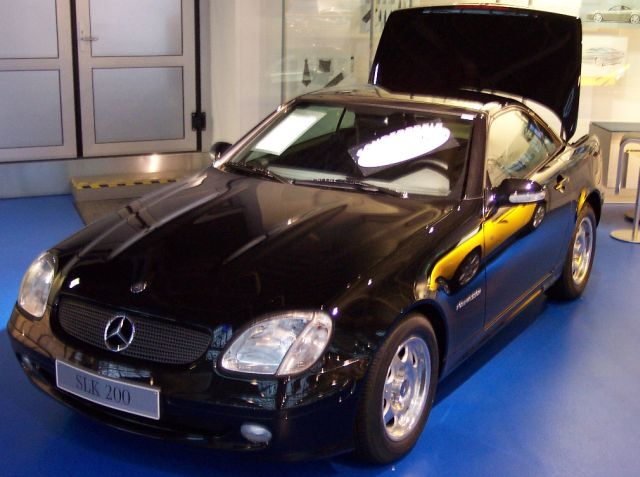
1998年：R170 画像はSLK200
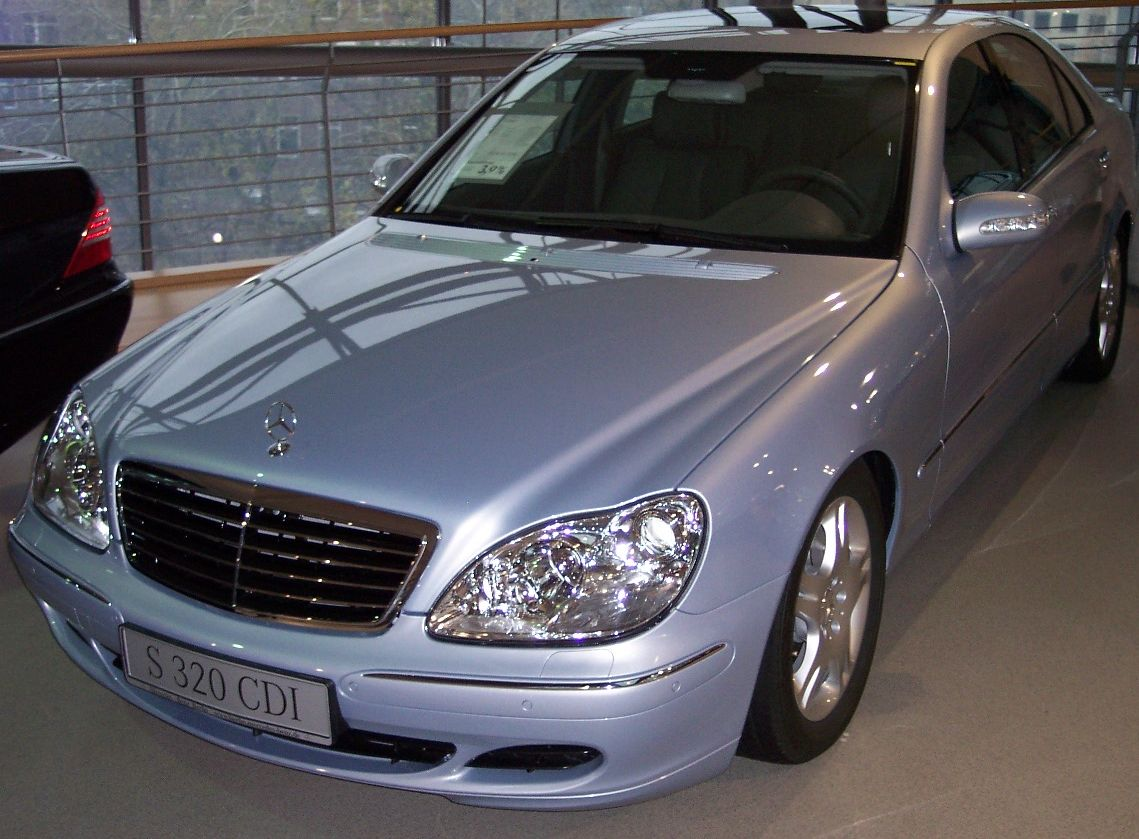
1999年：W220 4代目Sクラス。画像はS320 CDI
ガルウィングで知られるスポーツカー、300SL
- 1955年：W196S
F1カー・W196を基に製作されたスポーツカー、300SLR。市販はされていない。

1960年代
- 1965年：W100
ショーファードリヴンカー、600
- 1969年：W114/W115
当時の欧州を代表する中型車。5気筒ディーゼルエンジンの採用は世界初。

1970年代

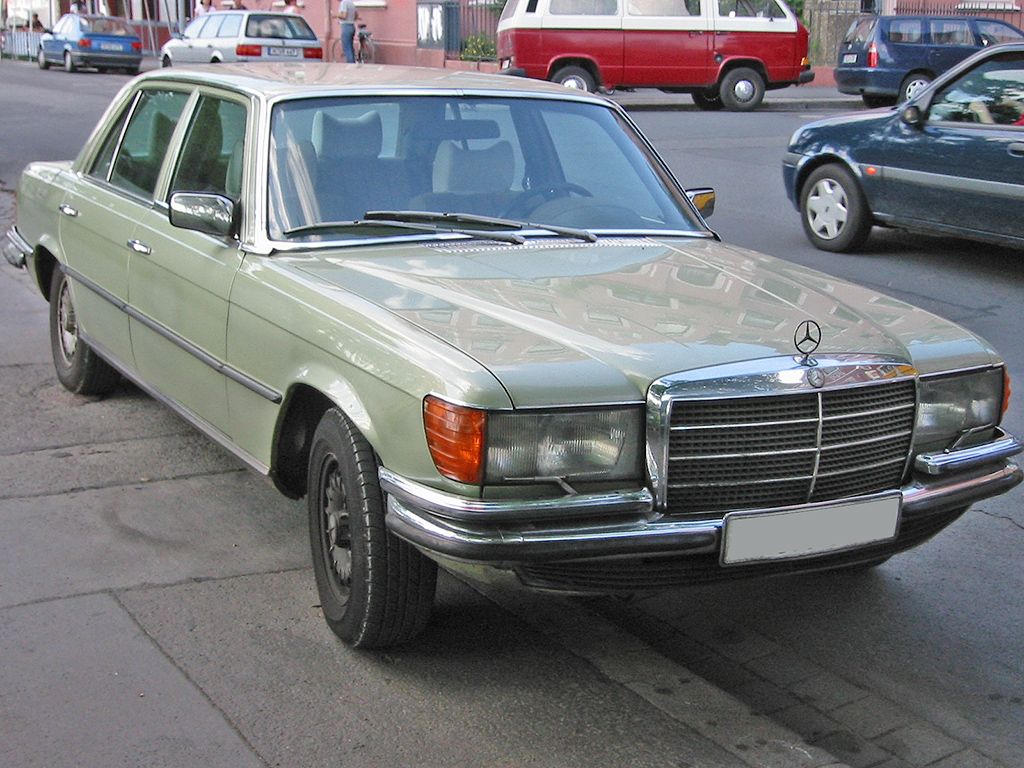
1973年：W116 画像は280SEL
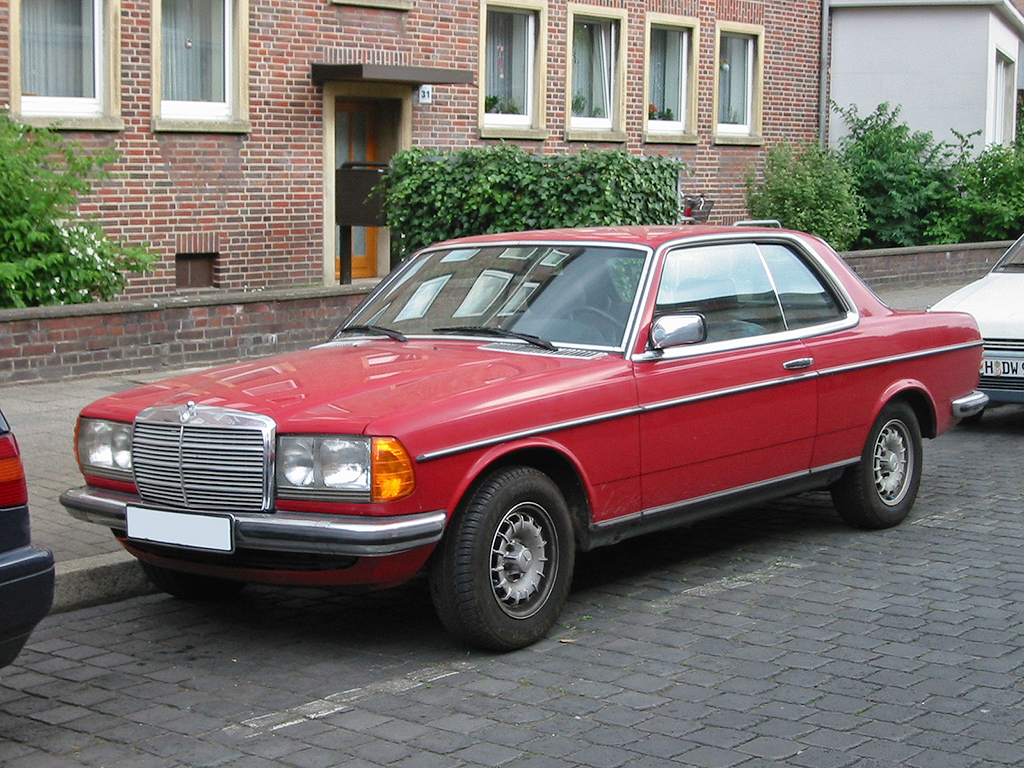
1976年：W123 当時のベストセラー車種。画像はクーペ。

1980年代
- 1982年：W201
メルセデス・ベンツ初のDセグメント車。画像は190D
- 1986年：W124
ヒットしたW123の後継。画像はE500

1990年代
- 1990年：W463
Gクラス。画像はG500
- 1991年：W140
3代目Sクラス。画像はS500
- 1997年：W168
新設されたAクラス。画像はA180
- 1997年：W163
新設されたMクラス。画像はML270 CDI
- 1998年：R170
画像はSLK200
- 1999年：W220
4代目Sクラス。画像はS320 CDI

2000年代
- 2001年：R230'
5代目SL。画像はSL500
- 2001年：W203
2代目Cクラス。楕円形のヘッドライトを持つ
- 2003年：W209
画像はCLK55 AMG
- 2003年：W211
Eクラスのステーションワゴン。画像はE240
- 2004年：C190
マクラーレンとの共同開発によるスーパーカー、SLRマクラーレン
- 2004年：W169
2代目Aクラス。画像はA200
- 2005年：R171
画像はSLK55 AMG
- 2006年 : W221
画像はS65 AMG
- 2006年：W251
新設されたRクラス。
- 2006年：W245
新設されたBクラス。画像はB170
- 2007年：W204
3代目Cクラス。画像はC200
- 2008年 : X204
新設されたGLK。後継車はGLC。画像はGLK320
- 2008年：R230
画像はSL65 AMG
- 2008年：C197
AMGにより開発されたスーパーカー、SLS AMG
- 2009年 : W212
4代目Eクラス。画像はE250 CDI

2010年代

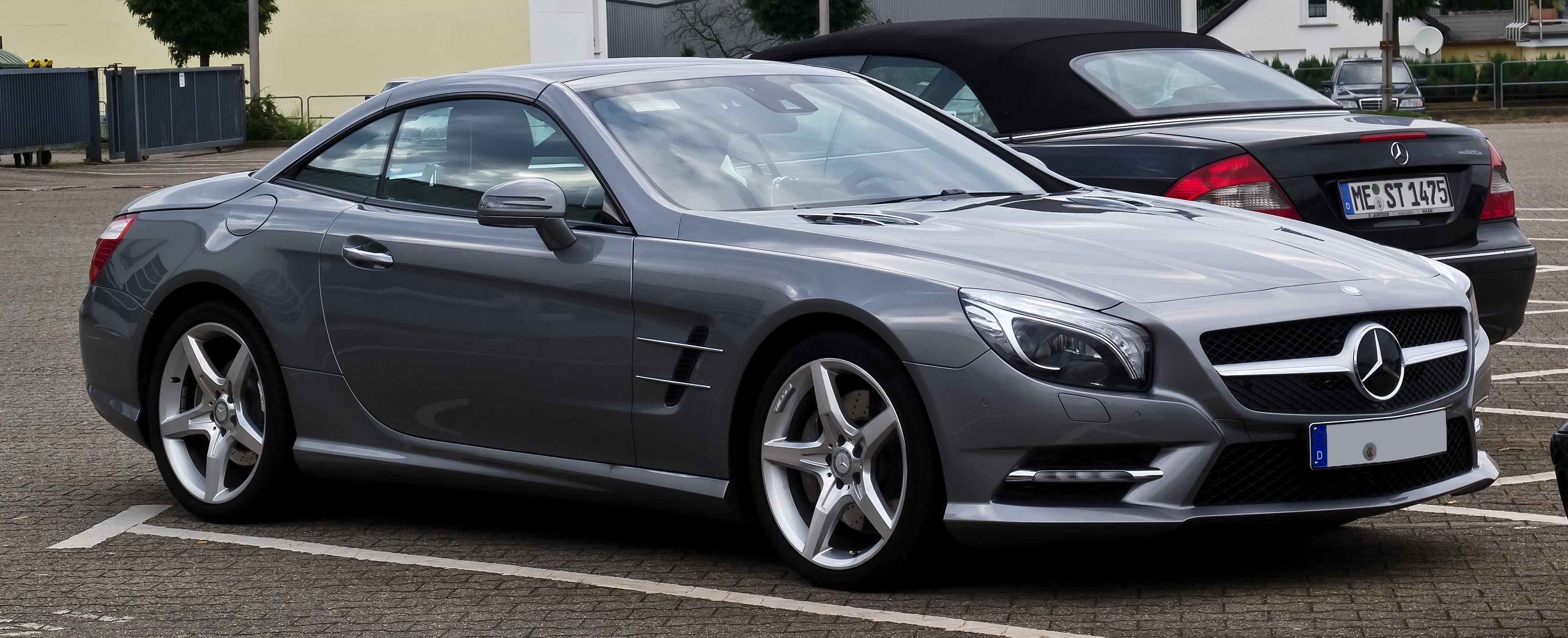
2011年 : R231 6代目SL。画像はSL500
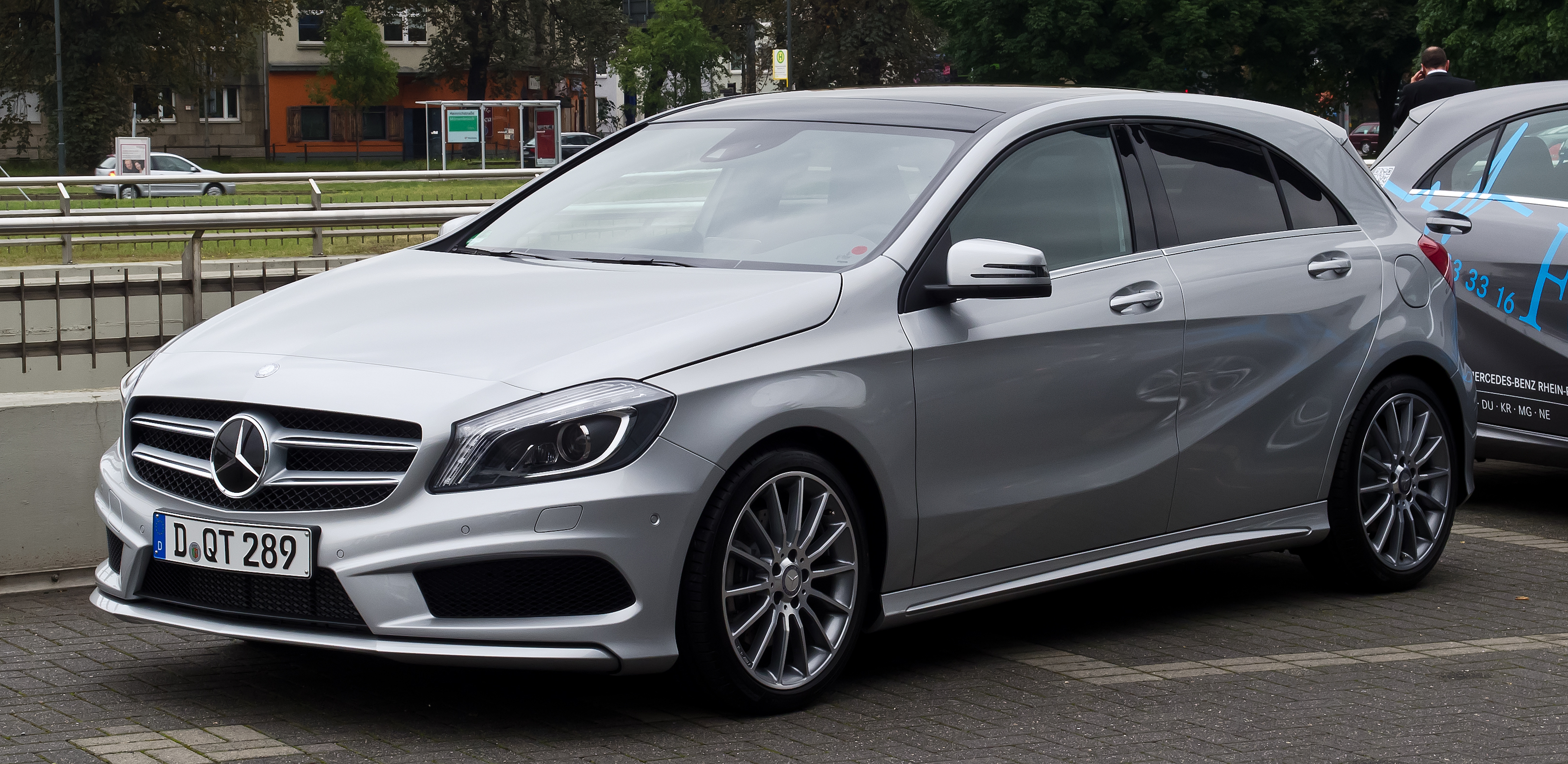
2012年 : W176 3代目Aクラス。画像はA250
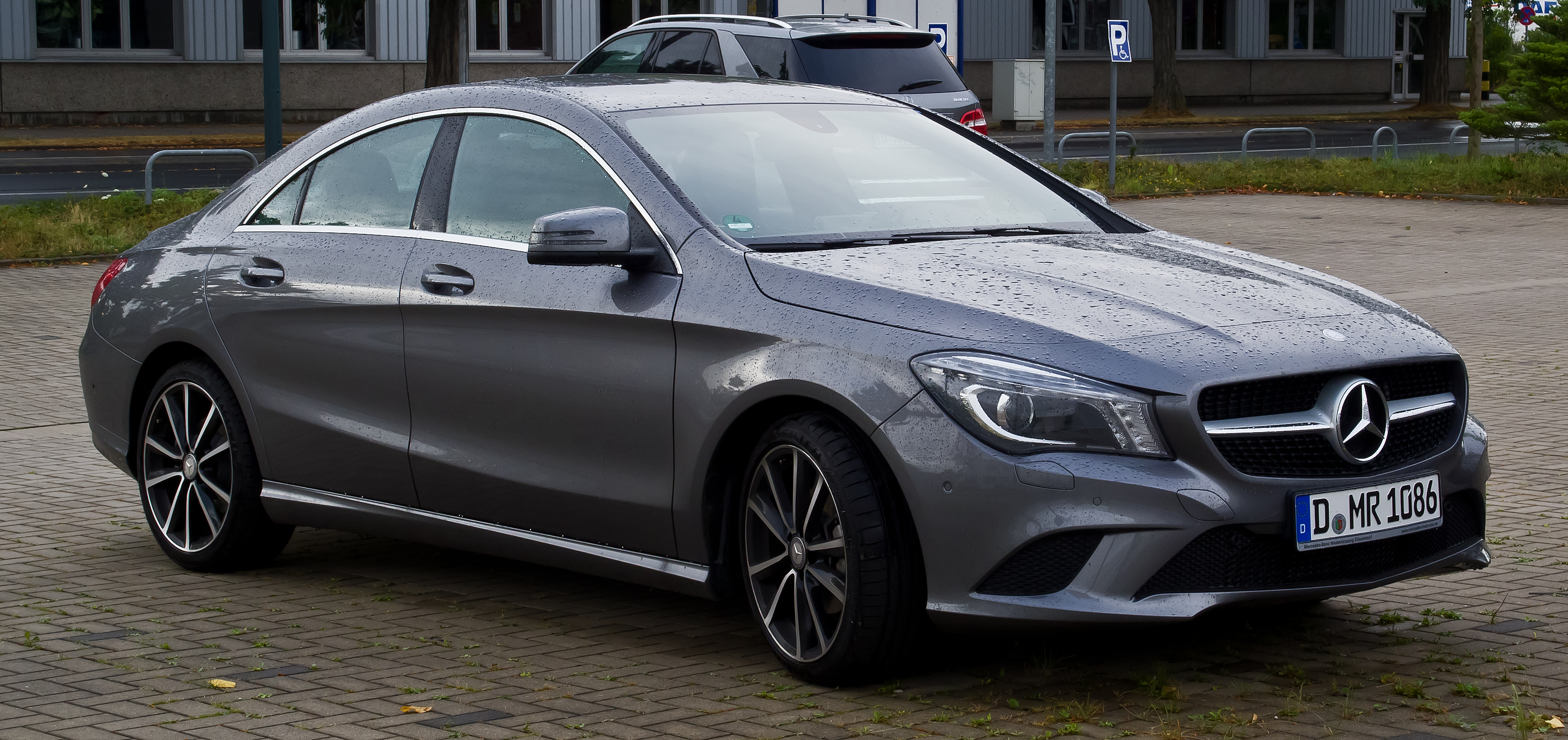
2013年 : C117 新設されたCLA。画像はCLA180
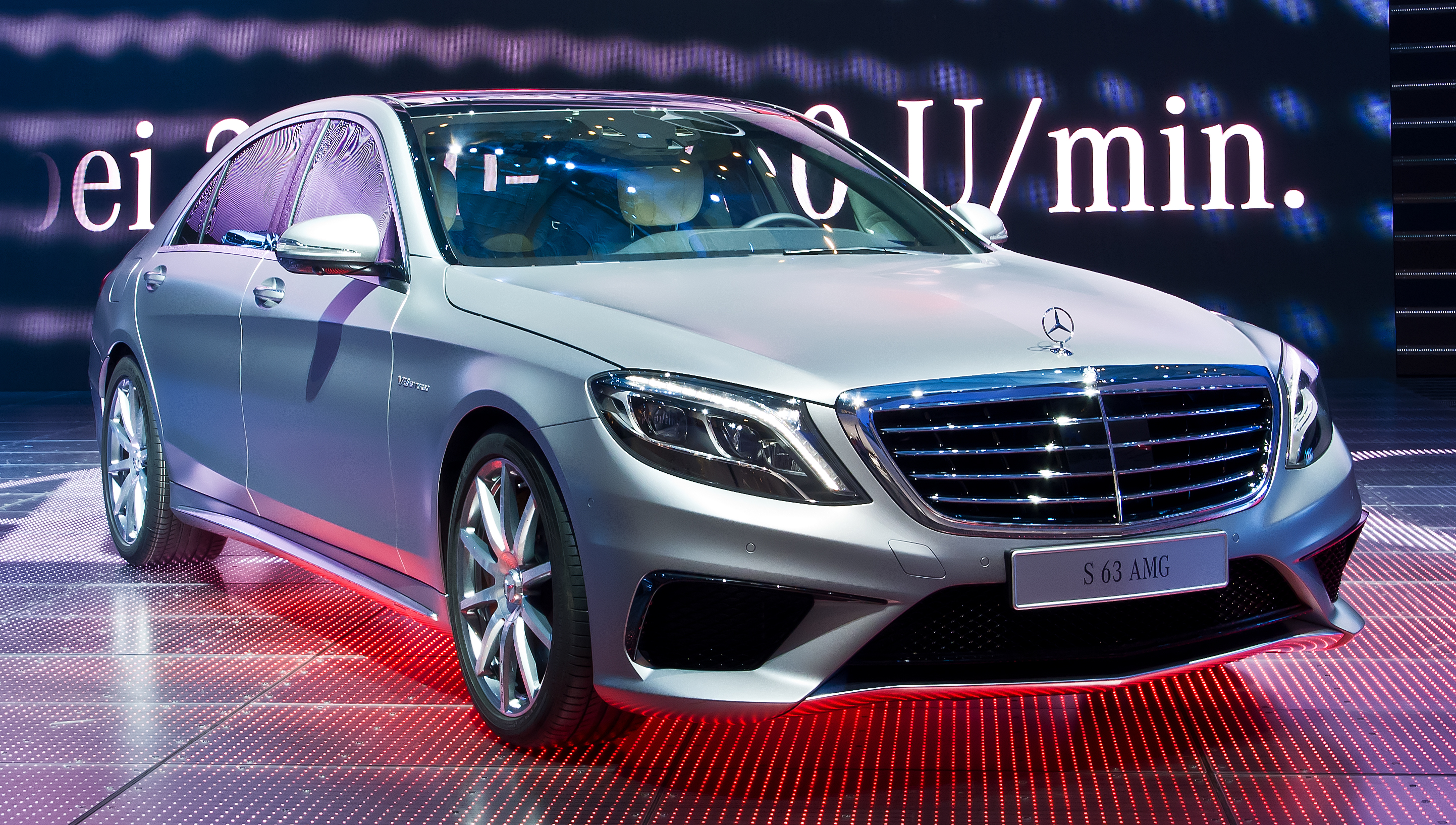
2013年 : W222 6代目Sクラス。画像はS63 AMG
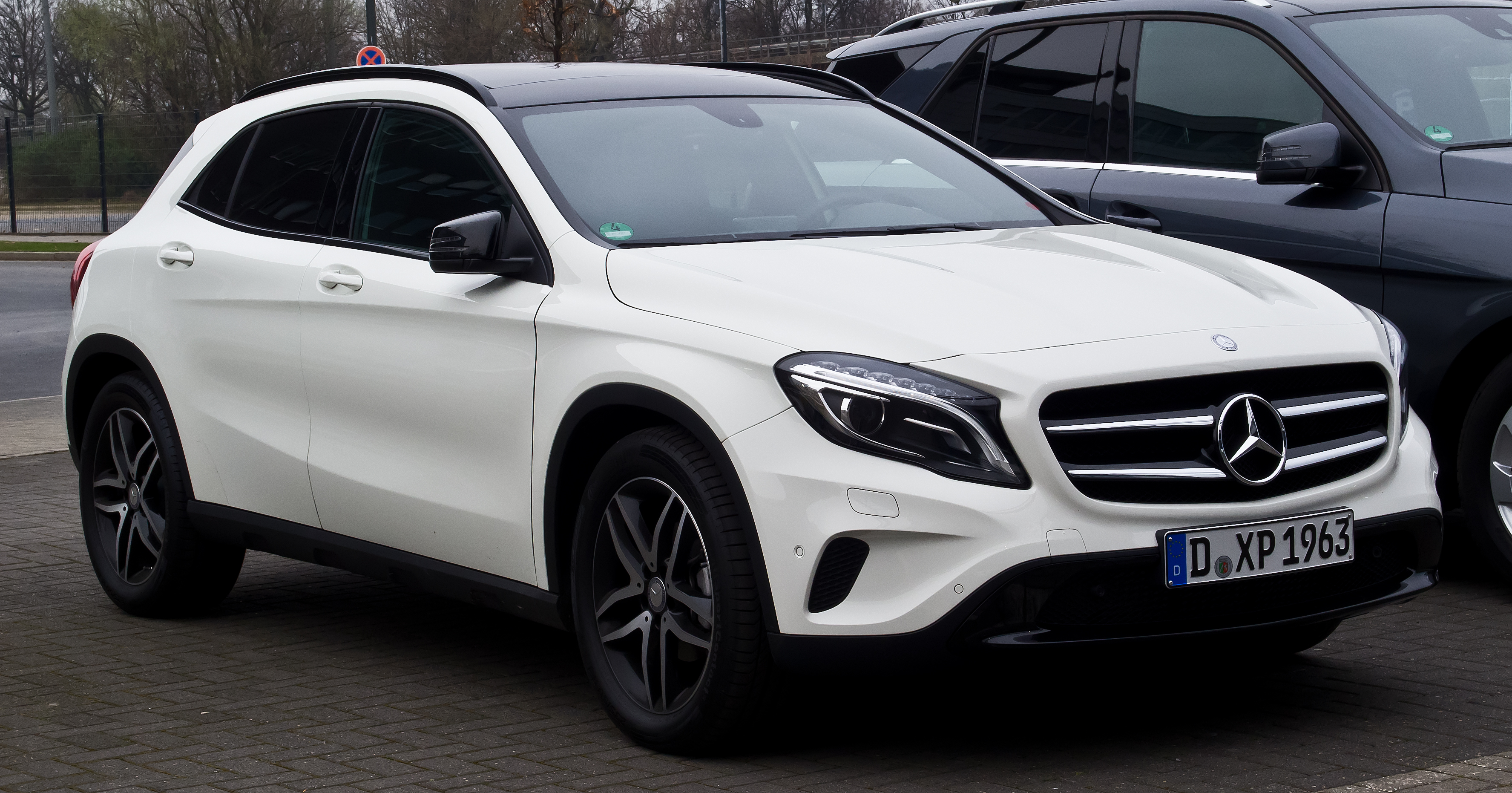
2013年 : X156 新設されたGLA。画像はGLA200 CDI
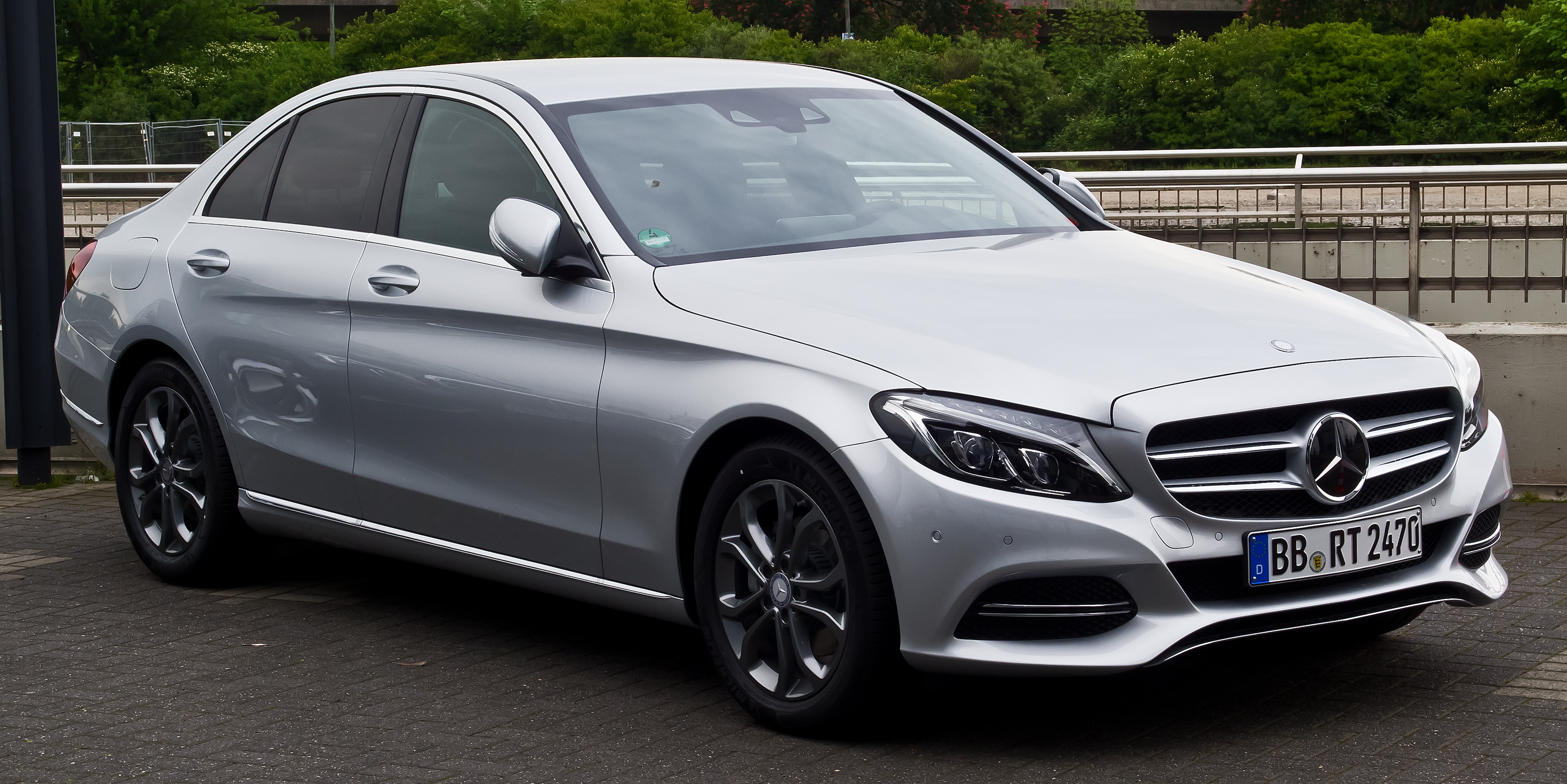
2014年 : W205 4代目Cクラス。画像はC200
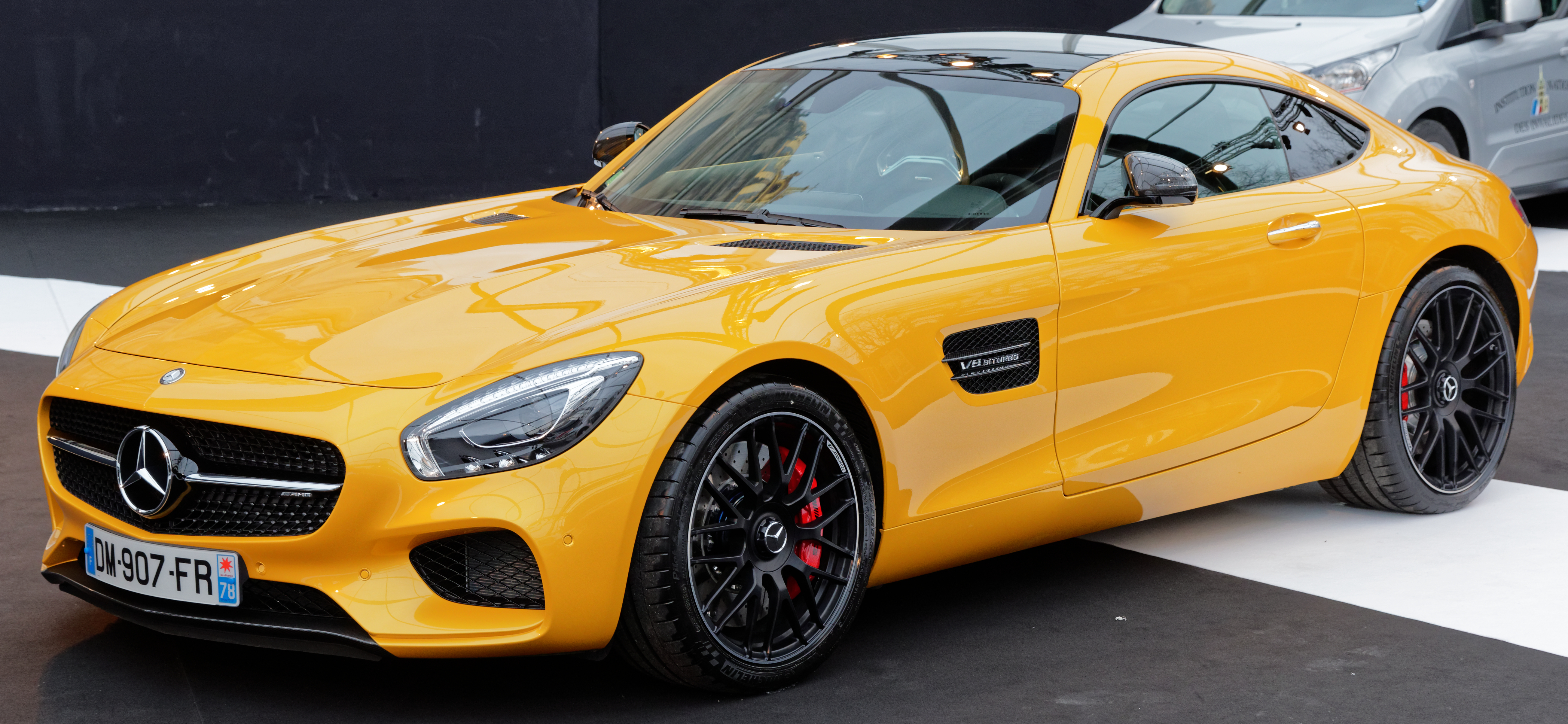
2014年 : C190 AMG GT。AMGにより開発されたスポーツカー。
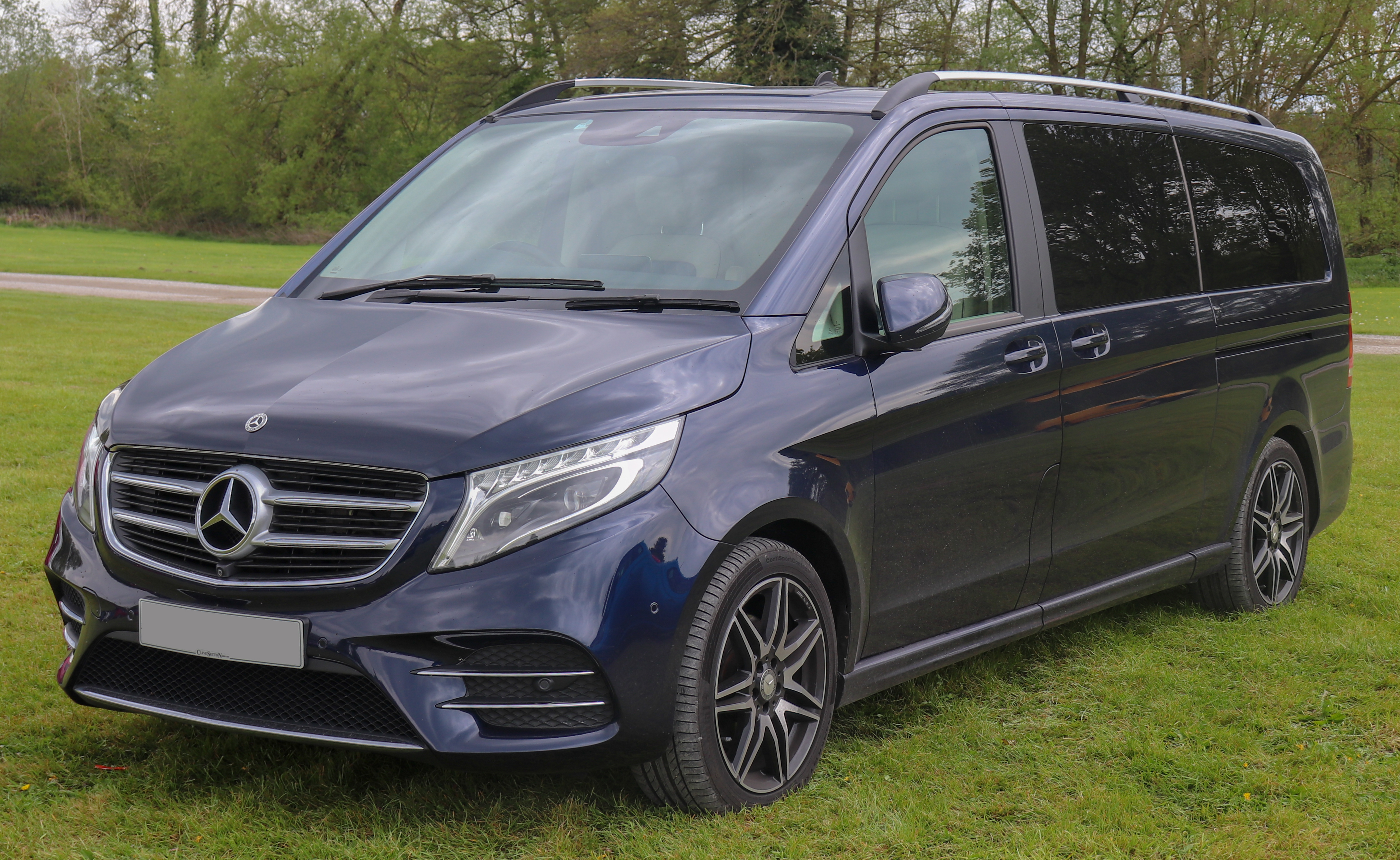
2014年 : W447 3代目Vクラス。画像はV250d
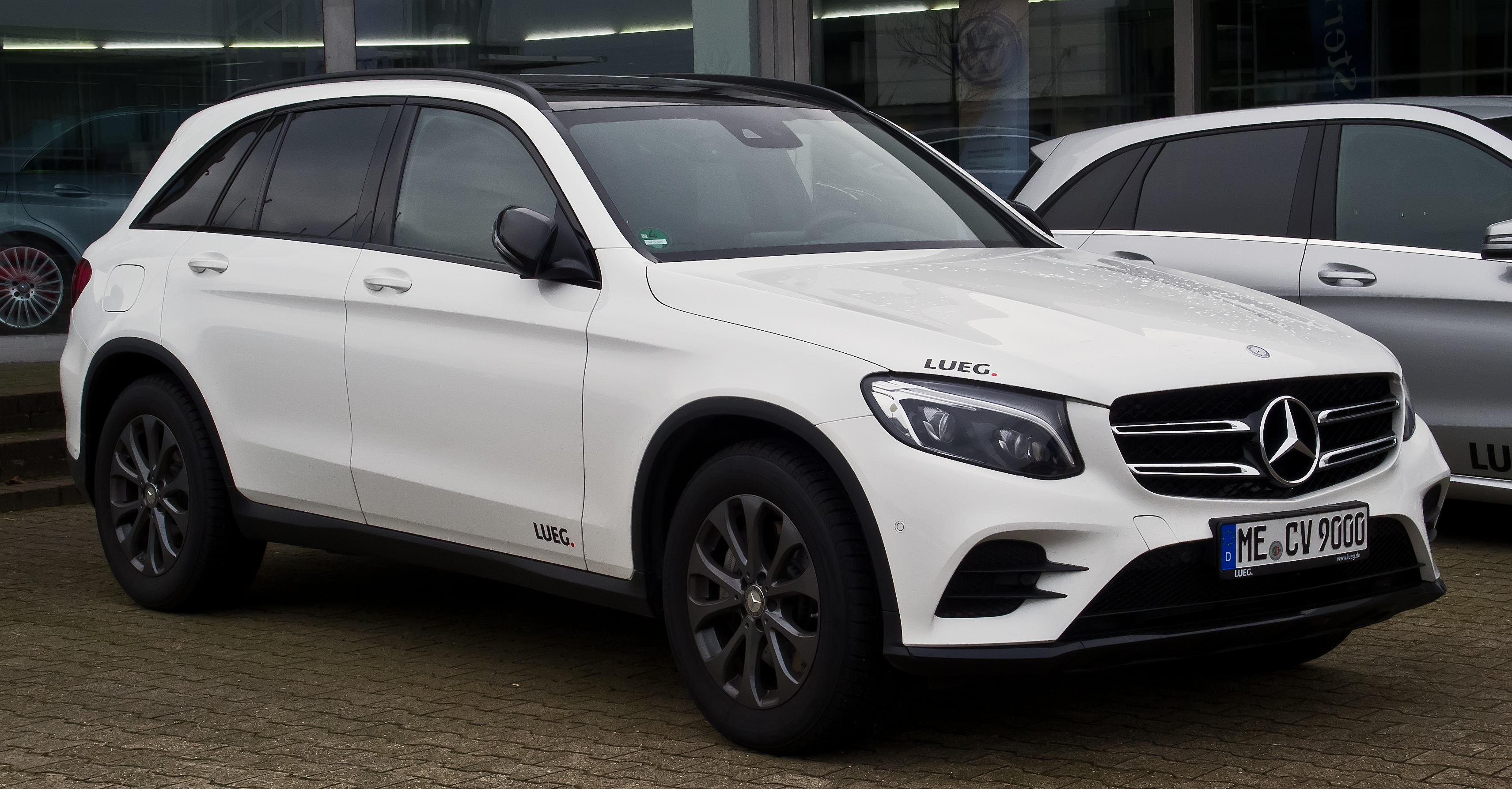
2015年 : X253 新設されたGLC。画像はGLC220d
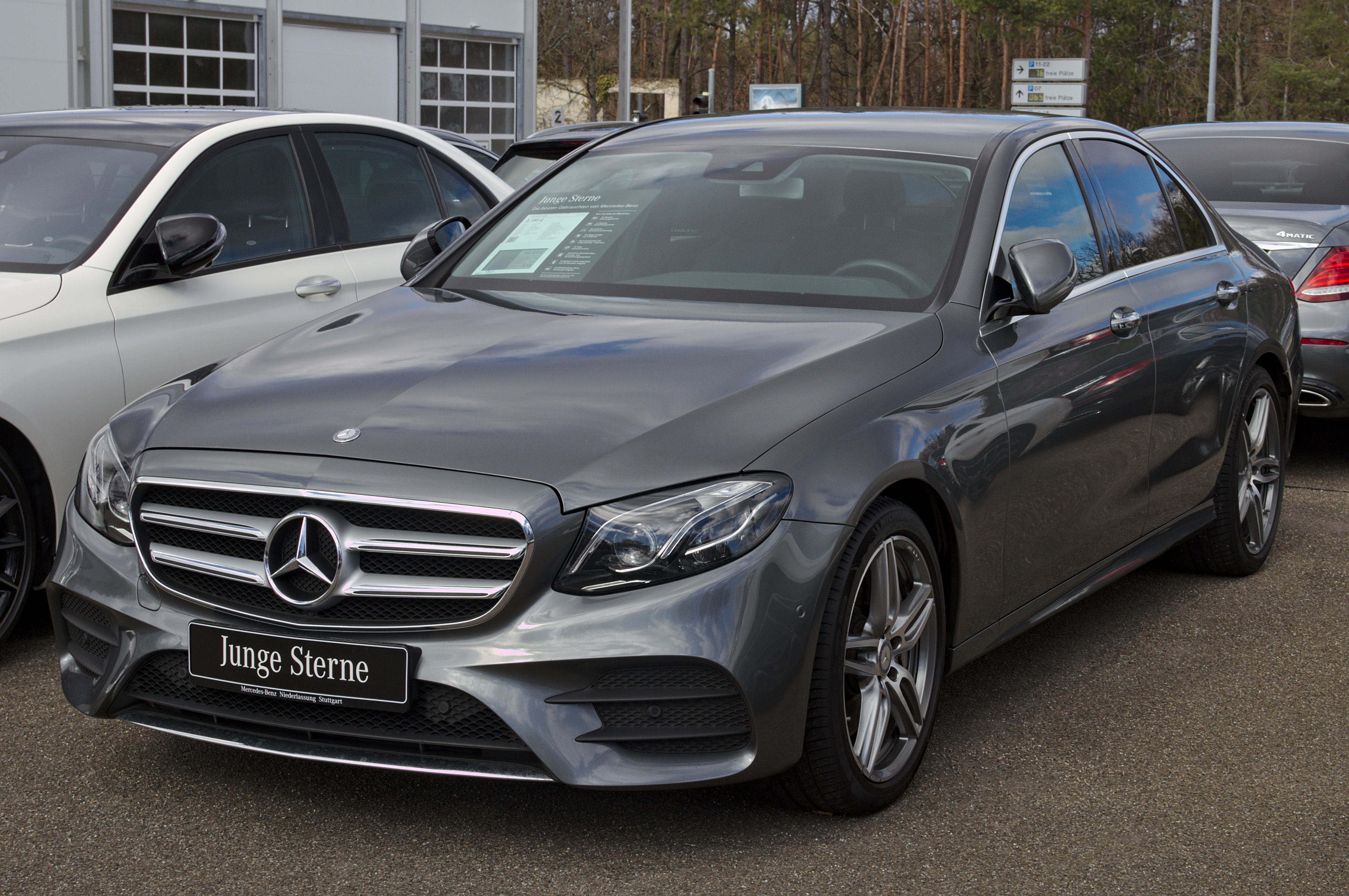
2016年 : W213 5代目Eクラス。歴代初のオールテレインもラインアップ。
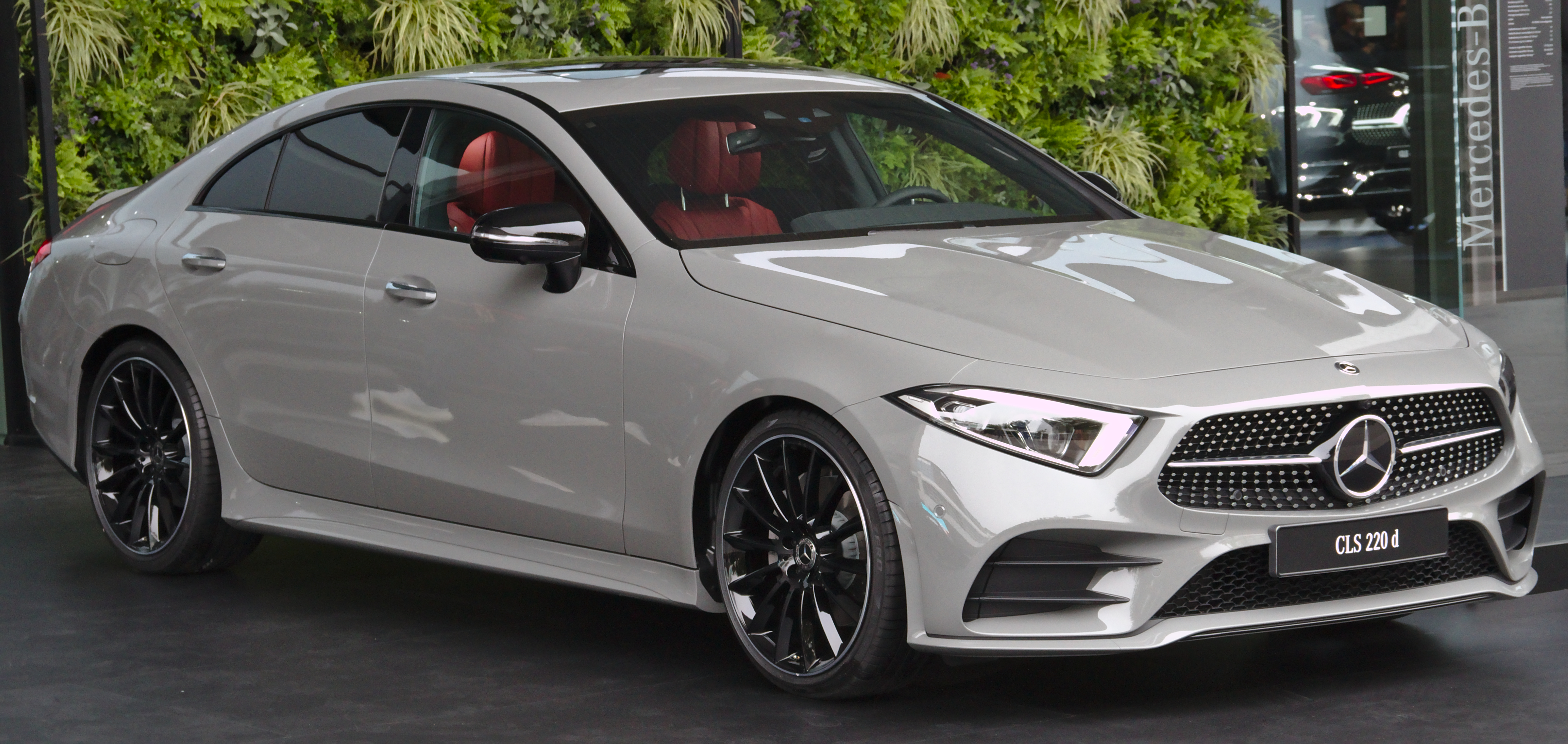
2018年 : C257 3代目CLS。画像はCLS220d
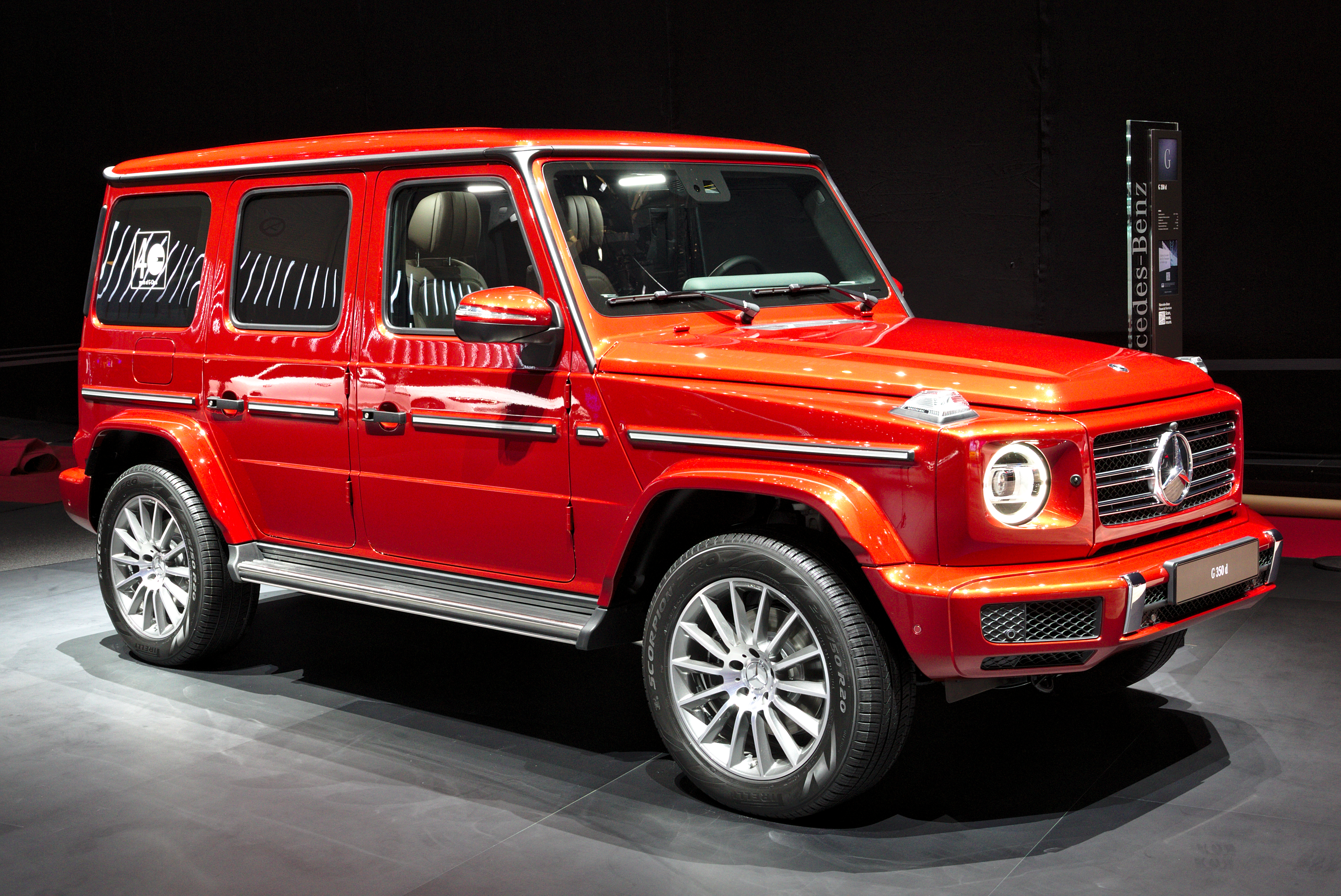
2018年 : W463 2代目Gクラス。型式は先代を踏襲。
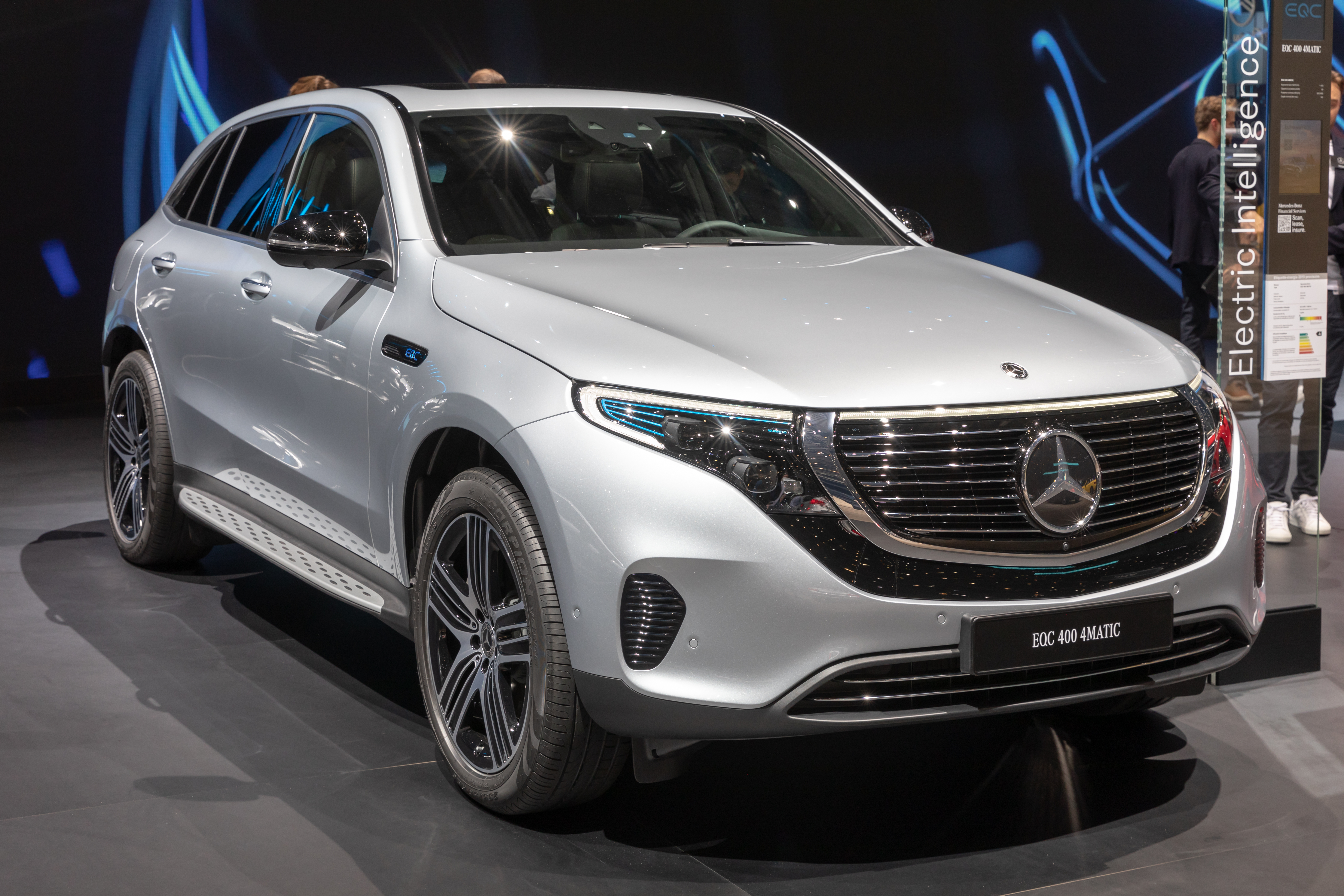
2018年 : N293 EQC。メルセデス・ベンツ初の量産電気自動車。
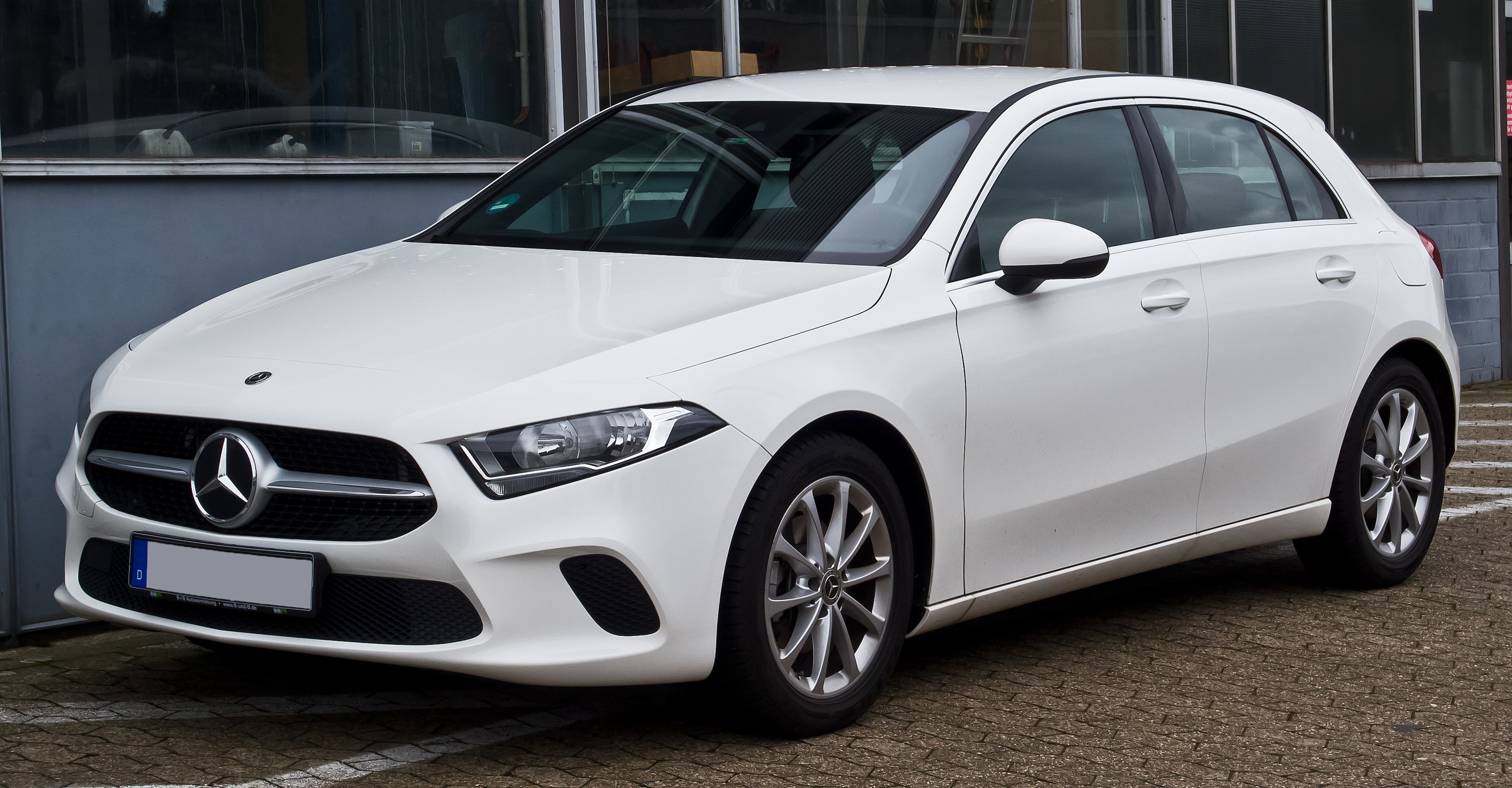
2018年 : W177 4代目Aクラス。画像はA180
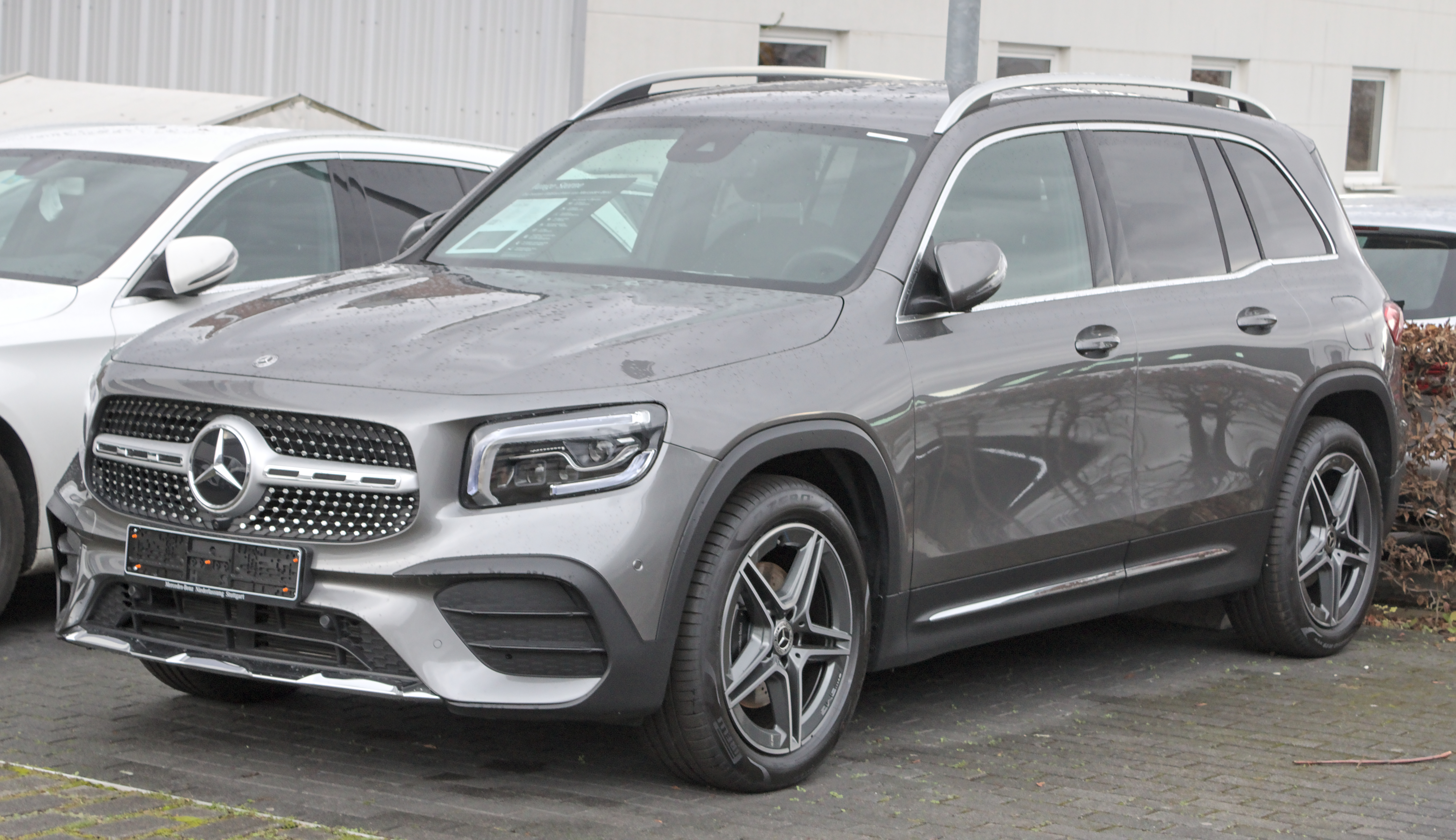
2019年 : X247 新設されたGLB。画像はGLB200d

2020年代

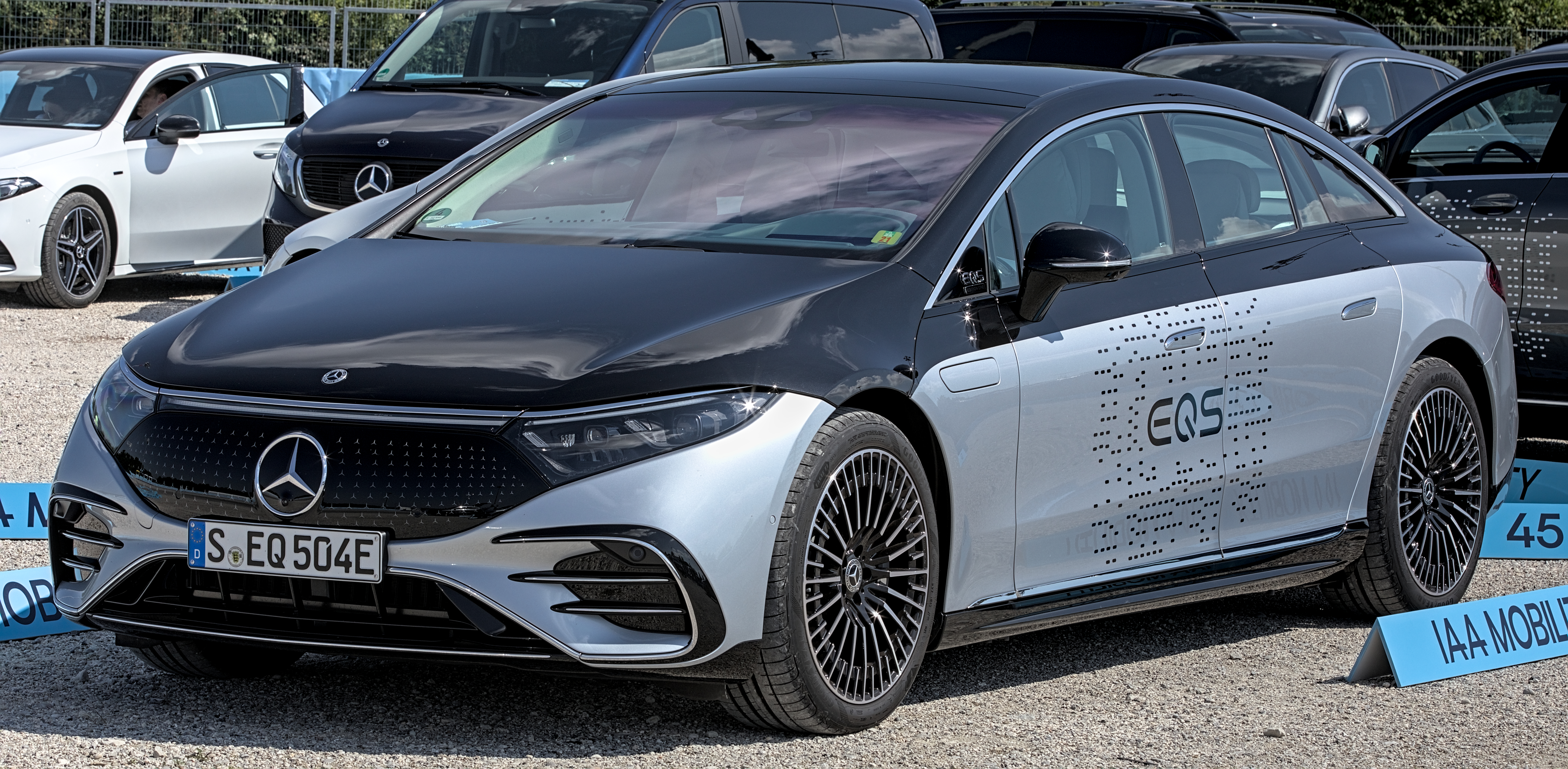
2020年 : V297 新設されたEQS。画像はEQS450+
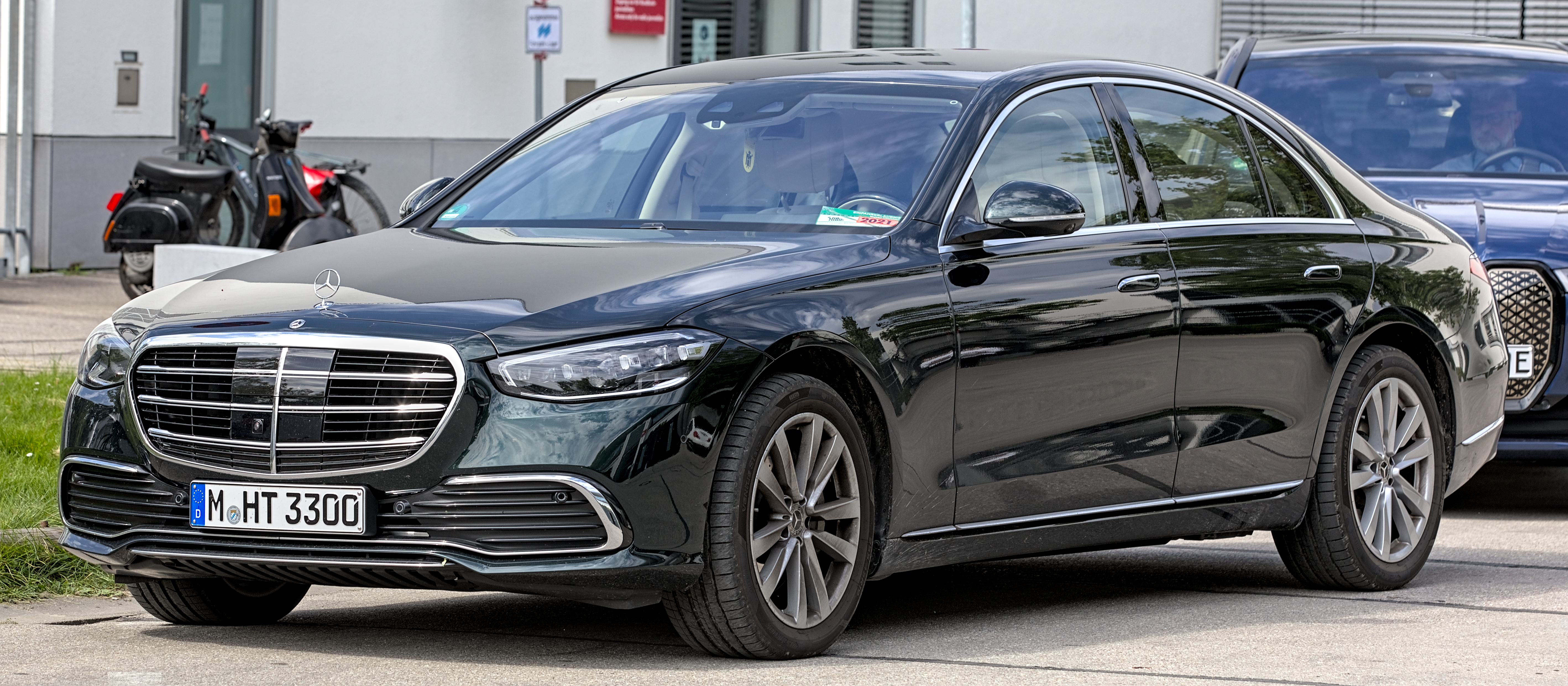
2020年 : W223 7代目Sクラス。画像はS500
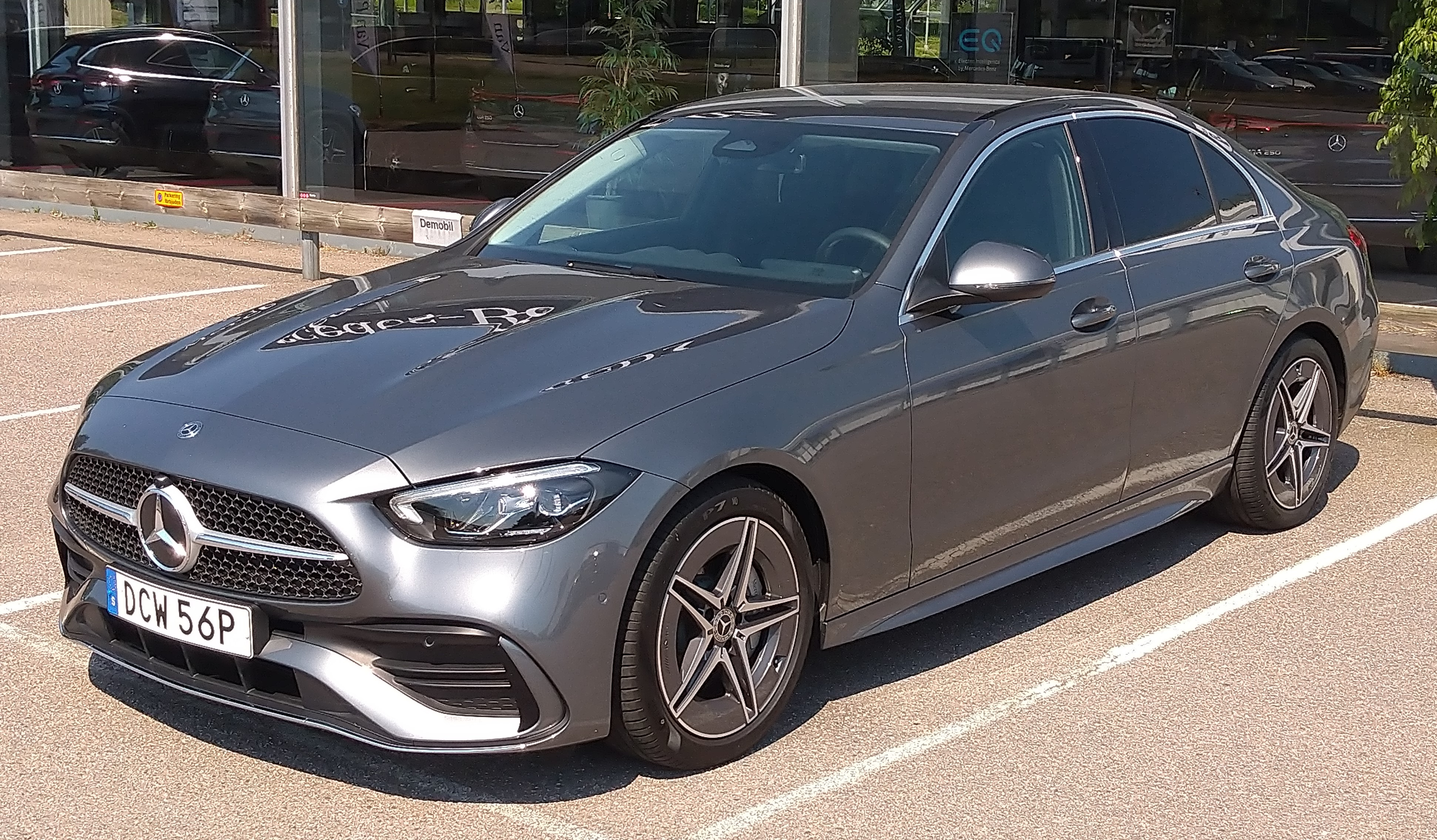
2021年 : W206 5代目Cクラス。画像はC220d
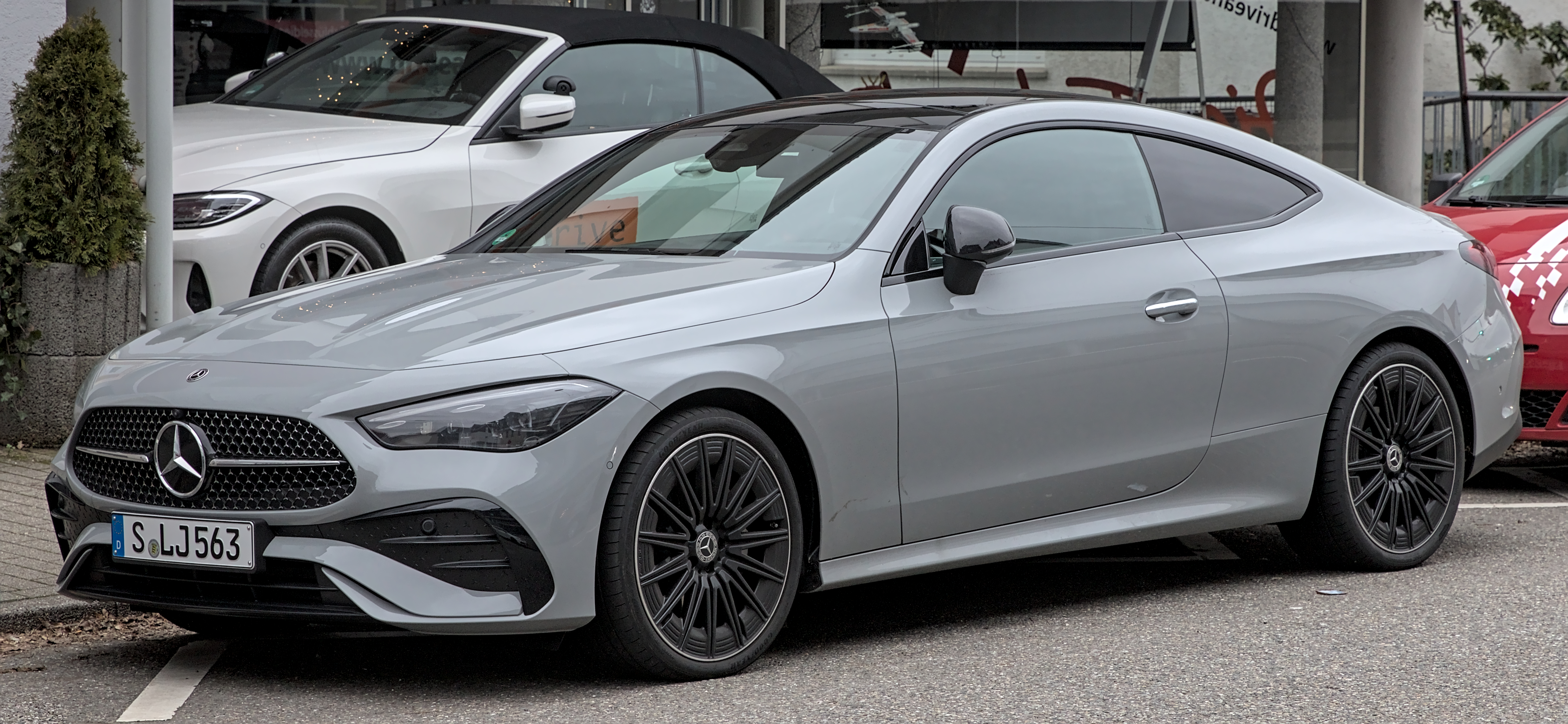
2023年 : C236 新設されたCLE。画像はCLE200
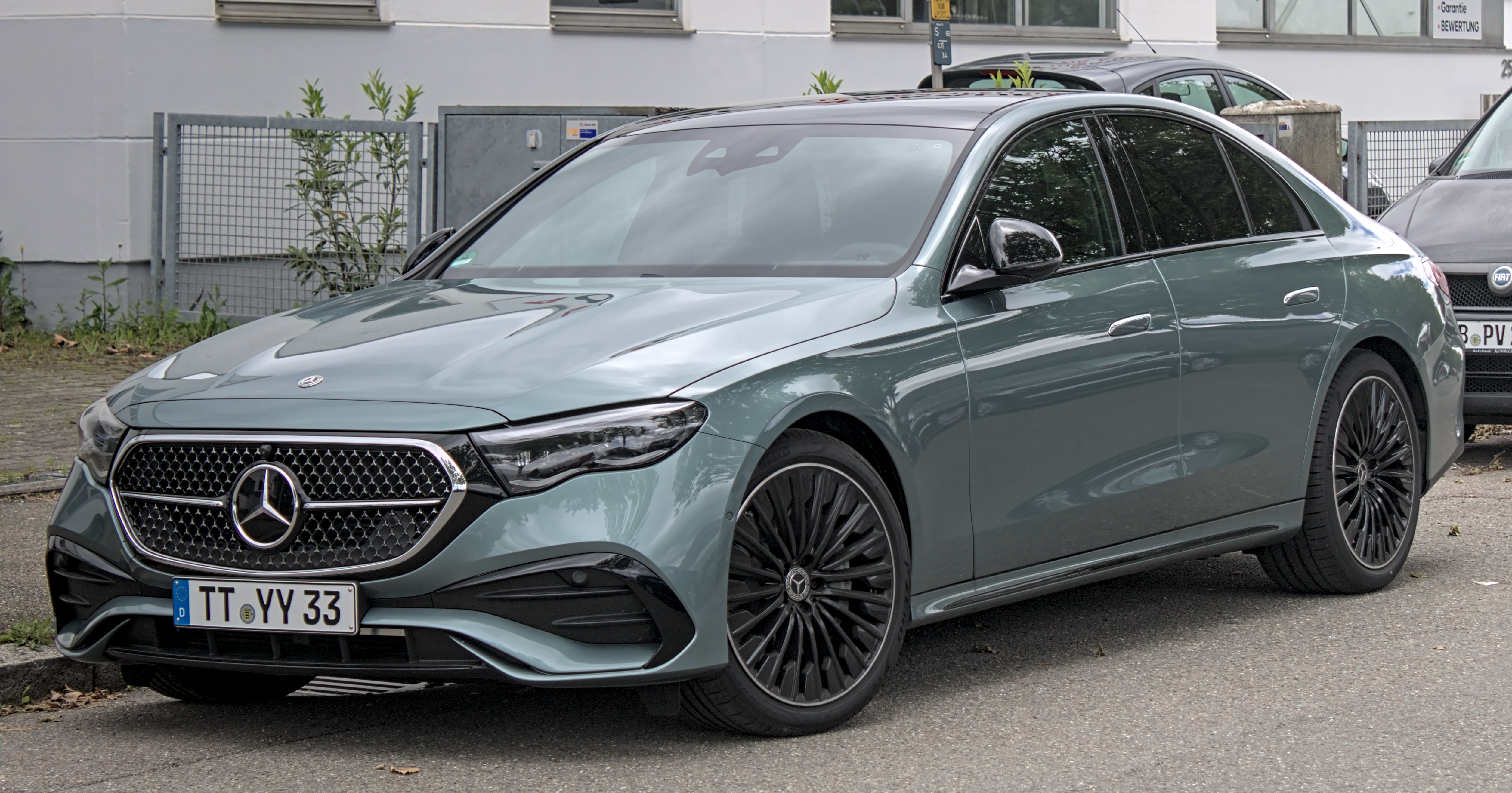
2023年 : W214 6代目Eクラス。画像はE300